# 羽生結弦
羽生 結弦（はにゅう ゆづる、1994年〈平成6年〉12月7日 - ）は、日本のプロフィギュアスケーター、アイスショーのプロデューサー。宮城県仙台市出身。早稲田大学人間科学部eスクール（通信教育課程）人間情報科学科卒業。2014年ソチ・2018年平昌2大会連続オリンピック金メダリスト。2018年国民栄誉賞受賞。2014年・2018年紫綬褒章受章。
主な競技成績は、オリンピック2連覇（2014年、2018年）、世界選手権優勝2回（2014年、2017年）、グランプリファイナル4連覇（2013年、2014年、2015年、2016年）、2020年四大陸選手権優勝、2010年世界ジュニア選手権優勝、2009年ジュニアグランプリファイナル優勝、全日本選手権優勝6回（2012年、2013年、2014年、2015年、2020年、2021年）など。
フィギュアスケート競技の男子シングル史上初めてスーパースラムを達成した選手であり、ディック・バトン以来66年ぶりにオリンピック連覇を達成した選手である。また、ショートプログラム・フリースケーティング・総合得点の全てにおいて、2018年のルール改正以前の歴史的世界最高得点を保持している。

## 概要

### 略歴
4歳からスケートを始め、15歳で世界ジュニア選手権優勝を果たす。2010年からシニアクラスに移行し、2012年世界選手権では17歳で初の銅メダルを獲得した。2013年グランプリファイナルでシニア主要国際大会初の優勝を飾ると、2014年ソチオリンピックではショートプログラムで史上初となる100点超えを果たし、男子シングルではアジア人選手として初の金メダルを獲得した。さらにその1か月後には世界選手権で初優勝を果たし、アレクセイ・ヤグディンに続きシーズン中にグランプリファイナル・オリンピック・世界選手権を制した史上2人目の男子選手となった。
2014年には日本男子史上初のグランプリファイナル2連覇を達成。2015年NHK杯では史上初となるフリースケーティング200点超え、総合得点300点超えを果たし、さらにその2週間後のグランプリファイナルでも再びその記録を更新し3連覇を果たした。2016年オータムクラシックにて史上初めて4回転ループジャンプを成功させ、グランプリファイナルでは男子史上初の4連覇を達成。2017年には2度目の世界選手権制覇を達成した。2017年NHK杯直前に右足首を負傷したものの、その3か月後の2018年平昌オリンピックでは1952年大会のディック・バトン以来66年ぶりとなる連覇を達成した。
2020年には四大陸選手権を制したことで主要国際大会6大会を全て制し、男子シングルでは史上初のスーパースラムを達成した。2022年北京オリンピックではオリンピック史上初めて4回転アクセルジャンプに挑戦。同ジャンプは転倒したもののアンダーローテーション（4分の1回転以上2分の1回転未満の回転不足）と判定され、それまでの国際大会での挑戦の中では最も回ったジャンプとなった。
2022年7月にはプロスケーターに転向し、11月には史上初となるアイスショー単独公演『プロローグ』を開催した。2023年2月には史上初の東京ドーム公演『GIFT』を開催し、2023年11月からは史上初のアイスショー単独ツアー『RE_PRAY』を開催している。また、羽生自身が撮影・編集を手掛けたYouTubeの動画投稿も行っている。

### 記録・受賞
史上初めて成功させた4回転ループに加え、3回転アクセル-1回転オイラー-3回転サルコウ、4回転トウループ-1回転オイラー-3回転サルコウ、4回転トウループ-1回転オイラー-3回転フリップなどの3連続コンビネーションジャンプや、4回転トウループ-3回転アクセルのジャンプシークエンスを史上初めて成功させている。
2017–18シーズンまでに羽生が記録したショートプログラム112.72点、フリースケーティング223.20点、総合得点330.43点は、2017–18シーズンまでの歴史的世界最高得点として保存されている。2018年以前も含め、羽生は2019–20シーズンまでに計19回世界最高得点を更新し、世界ランキングは2013–14シーズンから2017–18シーズンまで5シーズン連続で1位を記録した。
オリンピック連覇後の2018年6月、「多くの国民に夢と感動を、社会に明るい希望と勇気を与えた」として、個人では史上最年少となる国民栄誉賞を受賞した。また、2014年と2018年には紫綬褒章を受章。他にも第1回ISUスケーティングアワードの最優秀選手賞を受賞するなど、キャリアを通じて多くの賞を受賞している。

## 人物
1994年12月7日、宮城県仙台市泉区に生まれる。名前は「弓の弦を結ぶように凛とした生き方をしてほしい」と父が命名した。鷹乃杜幼稚園、仙台市立七北田小学校、七北田中学校、東北高校、早稲田大学人間科学部（通信教育課程eスクール）卒業、卒業論文は学術誌に掲載されている、2020年早稲田大学「校友会稲魂賞」および、小野梓記念賞を受賞。血液型はB型。
2歳のころから気管支喘息の持病があり、スケートを始めた当初の目的のひとつは、喘息を克服することにあった。15歳のときに、喘息の持病がありながら五輪金メダリストになった清水宏保に会う機会があり、スケートを続けていくための助言を得た経験がある。
肺を大きく開いて息を吸い込むことができないため、特に10代のころは体力や持久力の面で劣ると指摘されてきたが、投薬治療や吸入薬、鍼治療、気道を開く施術、移動時や練習時にマスクを着用することで心肺機能を上げるなどの対策を続け、体力面のハンデは大幅に改善された。しかし完治したわけではなく、特に練習拠点をカナダに移してからは、環境の変化により激しい発作に襲われることが増え、現在（2021年時点）も発作を起こすことが、2021年世界選手権後の翌日のオンライン取材で、ロシアメディアからの体調不良の報道を根拠に、記者からの質問に答え明らかになった。
演技前に必ず行う胸の前で十字を切るような動作は、実際には「士」の形を描いており、「ジャンプの回転軸と両肩を平行に保つ意識を確認するためのおまじない」である。2015年11月以降から、両手で天を仰ぐような動作を最後に加えるようになった。
影響を受けた選手として、エフゲニー・プルシェンコ、ジョニー・ウィアー、ステファン・ランビエール、ハビエル・フェルナンデス、ディック・バトンを挙げている。
特に2002年ソルトレイクシティ五輪でのプルシェンコの演技を見て心酔し、技の手本とするに留まらず、彼のマッシュルームカットまで真似した時期もある。彼の得意技であったビールマンスピンをプログラムに取り入れリスペクトを示してきたが、2018 - 2019シーズンには『ニジンスキーに捧ぐ』へのトリビュートとなるプログラム『Origin』に自ら挑んでいる。これに対し、プルシェンコも羽生を賞賛する言葉を多々述べている。2015年のNHK杯で3つの世界記録を更新した翌日のインタビューでも、理想とする王者像はプルシェンコであり「彼のような存在になれるように努力していきたい」と述べている。
2023年8月4日、自身の公式SNSで結婚を発表した。国際オリンピック委員会公式SNSは「羽生結弦さん、ご結婚おめでとうございます」と祝福、結婚発表直後に「羽生くん」がTwitterトレンド世界1位となった。同年11月17日、自身の公式SNSで離婚を発表した。離婚の理由について羽生は「お相手や親族、関係者に対する誹謗中傷やストーカー行為、許可のない取材や報道がなされている」とし、「お相手に幸せであってほしい、制限のない幸せでいてほしいという思いから、離婚するという決断をいたしました」と説明した。

### コーチと振付師
地元仙台市で長年阿部奈々美から指導を受ける。2012年よりブライアン・オーサーに師事。カナダのトロント・クリケット・スケーティング・アンド・カーリング・クラブに所属し、オーサーをチームリーダーとする「チーム・オーサー」による指導を受けている。ジャンプ担当はジスラン・ブリアン。スケーティング担当はトレイシー・ウィルソン、スピン担当コーチはペイジ・アイストロップ、ショート振付師はジェフリー・バトル、フリー振付師はシェイ＝リーン・ボーン、エキシビション振付師はデヴィッド・ウィルソン。その他宮本賢二など。
スケート靴の調整は、中学生のころから仙台市（現在はアイスリンク仙台隣接地）に工房を構える元コーチ阿部奈々美の夫の吉田年伸が担当している。カナダに練習拠点を移して以降も、小包で送るか帰国時に持ち込んで調整を依頼しており、工房でも羽生専用の研磨機を用意して対応している。

### 趣味・好物

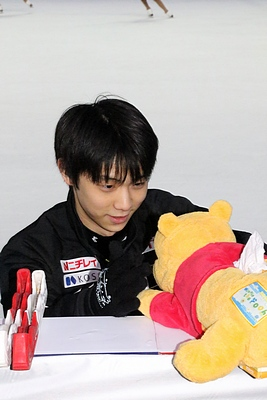
2015年世界選手権
プーさんと

「いつも変わらないあの表情をみるとリラックスできる」との理由でプーさんを好んでいる。ティッシュカバーにプーさんを愛用しており、試合の際には毎回必ずリンクに連れてきている（オリンピックなど商標権の問題で持ち込めない特殊なケースでは、選手村の自室で留守番とのこと）。このような経緯から、国際大会での演技後は各国のファンが客席からプーさんのぬいぐるみを投げ入れる光景が定着していった。現在はあまりに大量のプーさんが贈られるためすべてを連れて帰ることはできず、現地で寄付をするとのこと。平昌オリンピックのフリー演技後に投げ込まれたプーさんたちは、地元のボランティアなどの現場スタッフにプレゼントされた。
好きなアーティストはハチ（ボーカロイド作曲家としての名義の米津玄師）、Ado、星野源、Mrs. Green Apple、back number など。このうち星野源とback numberはNHKの紅白審査員として共演、不定期音楽番組「サブスク堂」では、おげんさんの「弟」として対談。この対談ですすめられたダニーボーイを２４年Notte Stellataの新プログラムにした。また、米津によるテレビアニメ『メダリスト』オープニング主題歌『BOW AND ARROW』のミュージックビデオにゲスト出演、作中に基づいた滑走プログラムを自ら振り付けている。プロスケーターとしての新プログラムでは自身の好きな曲を積極的に取り入れる。競技時代はback number「高嶺の花子さん」「水平線」、 ポルノグラフィティ、Hi-Fi CAMP（羽生の地元である仙台出身）、BUMP OF CHICKEN、ONE OK ROCKなどを挙げていたことがある。アマチュア競技時代試合前に聞いた「勝負曲」はONE OK ROCKの「完全感覚Dreamer」「キミシダイ列車」とのこと。また、音質にこだわるオーディオマニアで、イヤホンを収集している。普段から約50本のイヤホンを用途に応じて使い分けており、もっとも高いイヤホンは自身の耳の型を取った特注品で約22万円。音へのこだわりには並々ならぬものがあり、『SEIMEI』など自身のプログラム楽曲の編集を自ら行ったり、オルゴールの監修を手がけたりしている。
アイスショーで共演した音楽家とは交流があり、GIFTの武部聡志や清塚信也など。また年齢の近い宮川大聖からは楽曲提供を受け、配信中にメッセージを送っている。
他のスポーツでは野球を好んでおり、幼少期より広島東洋カープのファンである。憧れの選手は前田健太。これに対し前田は「羽生選手に勇気をもらったから、今度は僕が勇気を与えたい」と語っている。プロ野球再編問題によって2004年（羽生が10歳のころ）に新規参入した地元の東北楽天ゴールデンイーグルスも応援している。サッカーは地元のベガルタ仙台と縁が深く、震災発生直後の2011年5月には、ベガルタのホームスタジアム・ユアテックスタジアム仙台での募金活動に参加している。
将棋を好んでおり「自身の2015年を漢字1文字で表すと?」と問われた際には、将棋の駒の「歩兵」が「と金」になることに例えて「成」と回答している。また城も好きで、引退したら名古屋城などをじっくり観覧したいとしている。けん玉にはまった当時は『あさイチ』出演時などにも腕前を披露している。愛用品は、日本けん玉協会認定品の「オールブラック」。2019年1月、日本けん玉協会から「大空 Premium Gold」と名入れをした「大けん玉 太陽 Premium Gold」（ともに有限会社山形工房製）が贈られた。
5歳の頃は『ウルトラマンガイア』に憧れており、初めて滑ったプログラム曲はガイアのオープニングテーマであった。TVアニメ『デジモンアドベンチャー』シリーズが好きで「試合前に聴いたり、心の支えとなっていた曲」の1位に『デジモンテイマーズ』の挿入歌である和田光司の「風 〜re-fly ver.〜」を挙げている。また、漫画『東京喰種トーキョーグール』のファンであり、自身もCM出演した『モンスターハンター』シリーズのヘビーユーザーである。北京五輪直後のインタビューでは、一番好きなゲームであり「僕の原点」として『平成 新・鬼ヶ島』と『エストポリス伝記II』の2本（いずれもスーパーファミコン）を挙げている。
二度目の単独公演『Re_Pray』ではゲームのファイナルファンタジー、アンダーテールをモチーフに演技を披露した。
少食で有名。好きな食べ物は寿司、餃子、とんかつ、プリン、卵かけご飯など。ピザにはこだわりがあり、 「嫌いな食材が入っていてはダメ。特にピザってそういう食べ物」 。嫌いなものはパプリカで、トマトと間違えたから。羽生結弦の好物を入れた味の素ビクトリープロジェクト冷凍プロテインピザ「AMINO PIZA」はアスリート専用商品化された。またご褒美はチョコパイ。
太宰治の小説を読んだり、「古事記」も読んだりして、アイスストーリーのショーの台本執筆の参考にしているなどとインタビューで答えている。

## 来歴

### ジュニア以前
ベガルタ仙台の本拠地である仙台スタジアムから徒歩17分のコナミスポーツクラブ泉のリンク（現アイスリンク仙台）で1999年に佐野稔が開催した子供スケート教室に姉が通い始め、この姉の影響により羽生も4歳でスケートを始めた。同じダイエー系列の新松戸アイスアリーナが2002年1月に閉鎖になると、同アリーナを指導していた都築章一郎が仙台に移り、小学2年から小学6年まで指導を受けることとなる。都築に個人指導を受けるようになったのは小学3年からだが、友達と遊びたい時期に練習ばかりがハードになっていったため、このときはスケートが嫌になり野球をやりたいとも言い出した。しかし「好きで始めたことに屈したくない」と練習を続け、翌2004年10月に初出場した全日本ノービス（Bクラス）で優勝。9歳で初めて金メダルを獲得した。また12月、自身初めて国際大会に出場、フィンランドのタンペレで開催された大会に出場しノービス（Aクラス）で優勝、10歳で国際大会の金メダルを初めて獲得している。
優勝した直後の2004年12月にホームリンク（七北田小から徒歩10分程度）が経営難で閉鎖したため、勝山スケーティングクラブに練習拠点を移した。勝山は七北田小から道なりに約6キロ（渋滞がない早朝なら車で約15分だが、夕方ラッシュ時は30分程度）離れており、貸切時間もあまり取れず練習時間は一気に減った。リンクメイトの少年たちも何人も辞めていき、この時期に伸び悩むこととなり、2005年はノービスBで2位、2006年はノービスAで3位となる。都築は旧・東神奈川スケートリンク（横浜市）へ移籍となり、羽生とは離ればなれになった。2007年3月、閉鎖されたかつてのホームリンクがアイスリンク仙台として営業を再開すると、羽生も練習拠点を同リンクに戻した。

### 2007 - 2008シーズン
2007 - 2008シーズン、全日本ノービス（Aクラス）で優勝。まだノービスの選手（中学1年）ながら全日本ジュニア選手権で3位となる。ノービスの選手が全日本ジュニア選手権の表彰台に上がるのは日本男子史上初。

### 2008 - 2009シーズン
2008 - 2009シーズンからジュニアに上がり、ISUジュニアグランプリ（JGP）に参戦。全日本ジュニア選手権で初優勝を果たし、初出場となった全日本選手権では出場選手中最年少ながら8位に入る、全国中学校スケート大会で優勝、世界ジュニア選手権でも大会最年少（14歳3か月）ながら12位となった。

### 2009 - 2010シーズン
2009 - 2010シーズン、初戦のJGPトルン杯でJGP初優勝。続くクロアチア杯でも優勝し、JGPファイナルでは史上最年少（14歳）で総合優勝を果たした。全日本ジュニア選手権では2連覇を達成し、全日本選手権ではショートプログラム13位から、フリースケーティングの演技後半に3回転アクセル-3回転トウループ-2回転トウループのコンビネーションジャンプを決めるなどして追い上げ、総合6位となった。世界ジュニア選手権ではフリースケーティングで大幅にパーソナルベストを更新して優勝。日本人男子としては初の中学生で、髙橋大輔（2002年）、織田信成（2005年）、小塚崇彦（2006年）に続く4人目の世界ジュニアチャンピオンになった。2010年4月、私立東北高校に進学。

### 2010 - 2011シーズン
2010 - 2011シーズン、シニアデビュー戦となったISUグランプリシリーズのNHK杯で、フリースケーティングで自身初となる4回転トウループを成功させ4位に入賞。出場3回目の全日本選手権では4位となり、四大陸選手権の代表に選出された。2011年2月に開催された四大陸選手権ではショート、フリーともに自己ベストを更新する演技で、初出場で銀メダルを獲得。男子選手としては四大陸選手権史上最年少のメダリストとなった。3月4日に宮城県知事を表敬訪問、同日仙台市役所を訪問し四大陸選手権の結果を報告した。3月7日には東北高校の壮行会にて四大陸選手権銀メダルの報告をした。

#### 東日本大震災
3月11日、東北地方太平洋沖地震（東日本大震災）が発生。地震発生時は仙台市のアイスリンク仙台で、先輩スケーターと貸切状態で練習中であり、四つん這いでスケート靴を履いたまま外へ避難した。羽生本人や家族、阿部コーチやリンクメイトは無事であったが、同リンクは被災して営業休止になり、自宅も大きな被害を受けたため避難所で4日間過ごした。3月12日にはベガルタ仙台のホーム開幕戦のハーフタイムに四大陸選手権銀メダルの報告会と花束贈呈が行われる予定だったが、試合と共に全て中止となった。震災で多くの死者・行方不明者が発生し、大勢の避難者が避難所生活をしているさなか「もうスケートなんてやってる場合じゃない」と毎日考えていたが、自身が在学する東北高校野球部が避難所でボランティアをしながら第83回選抜高等学校野球大会（春のセンバツ甲子園）に出場し、3月28日の初戦を全力で戦っている姿をテレビで観て、スケートへの意欲を取り戻した。羽生の練習場所を心配し、すぐに濱田美栄と田村岳斗が阿部コーチに連絡してきたが、かつて師事した都築コーチがいる旧・東神奈川スケートリンク（現・横浜銀行アイスアリーナ）で、地震から10日後に練習を再開した。兵庫県南部地震（阪神・淡路大震災）の41日前に生まれた羽生は、4月9日に開催された兵庫県スケート連盟主催「東日本大震災チャリティー演技会 〜復興の街、神戸から〜」に招待され、東北高校の先輩の田村・本田・荒川らと演技を披露した。震災を経て、Twitterですぐにメッセージを送ったジョニー・ウィアーらや、ファンからの手紙、羽生の現状を伝えるメディアなど、さまざまな支えにより生きていることを痛感し「目標を掲げて、上を目指していくしか、自分にできることはない。そのために精一杯、やれることは全部やっていこう」と決心。4月からは、テクノルアイスパーク新井田（青森県八戸市）を仮の拠点とし、復興支援目的のアイスショーへ多数出演して各地を転々としながら練習を続けた。7月24日、アイスリンク仙台が営業を再開したため、羽生も拠点を戻した。

### 2011 - 2012シーズン
9月にはネーベルホルン杯に出場し、シニアクラスの国際大会では初の優勝を果たす。ISUグランプリシリーズでは中国杯で4位に終わるも、続くロステレコム杯でグランプリシリーズ初優勝を果たし、ISUグランプリファイナル進出を決める。初のISUグランプリファイナルでは、総合得点でパーソナルベストを更新するが、1.73点の僅差で表彰台に届かず4位となる。全日本選手権では、ショートプログラムで4位と出遅れたが、フリースケーティングで1位となり総合3位、これにより自身初となる世界選手権代表に選出された。
世界選手権のショートでは7位発進と出遅れる。しかしフリーでは中盤繋ぎの部分で突然転倒するアクシデントを起こしながらも、エレメンツはパーフェクトにまとめて巻き返し、2位まで追い上げる。この結果、総合で3位に入り、初出場で銅メダルを獲得。特に技術要素点ではパトリック・チャンや髙橋大輔らを上回る同大会最高の点数を記録した。17歳3か月でワールドメダリストとなったが、これは日本男子史上における最年少記録となっている。

### 2012 - 2013シーズン
2012年の4月にコーチをブライアン・オーサーに変更。夏からはオーサーの指導拠点となるクリケット・クラブがあるカナダ・トロントに渡り練習を開始した。羽生自身はオーサーの師事を決めた理由として、同じくオーサーの指導を受けることで4回転ジャンプの精度が上がったハビエル・フェルナンデスに着目し「自分の最大の武器である4回転が安定すれば、スケーティングや表現力など、ほかの部分も上達するチャンスが出てくると考えました」と語っている。
フィンランディア杯ではフリーでトゥループとサルコウの2種類の4回転ジャンプを成功させ優勝。グランプリシリーズでは初戦のスケートアメリカ、地元・宮城県で開催された第2戦のNHK杯と、2戦続けてショートプログラムで歴代最高得点を更新、GPファイナルでは2位となる。全日本選手権では初優勝を果たした。
四大陸選手権では、ショートプログラムでは1位だったものの、フリーでは4回転サルコウが2回転に、3回転ルッツが1回転になるミスがあり3位。総合得点では2位になった。しかし世界選手権では、2月からの体調不良と左膝の故障の影響からSPでは精彩を欠き、9位と出遅れた。さらにフリーの公式練習で右足首を故障したが、満身創痍で臨んだフリーでは3位となり、総合では日本男子最高の4位に入った（翌2014年2月開催のソチオリンピック男子シングル種目は、髙橋大輔の6位との成績で最大の3枠を確保）。左膝の故障のため、2013年世界フィギュアスケート国別対抗戦は辞退した。2013年4月に早稲田大学に進学した。

### 2013 - 2014シーズン
2013 - 2014シーズンを前に、2013年7月1日に全日本空輸（ANA）と所属契約した。シーズンインするとフィンランディア杯で2年連続の優勝。スケートカナダとエリック・ボンパール杯はともにパトリック・チャンに次ぐ2位。福岡市で開催された2013年GPファイナルではショートプログラムの歴代最高得点を更新、フリーでは自己ベストを大幅に更新し、総合1位でGPファイナル初優勝を果たす。
続く全日本選手権では2連覇 を達成し、オリンピック代表に初選出された。

#### ソチオリンピック金メダル（アジア男子初の金メダル）
2014年2月、ロシアで開催のソチオリンピックでは、団体戦のショートプログラム1位となるが、日本は5位に終わった。
男子シングル個人種目では、ショートプログラムの『パリの散歩道』で101.45点を記録、公式大会世界最高得点かつ、史上初の100点超えを達成し首位に立った。しかしフリースケーティングでは、冒頭の4回転サルコウで転倒、直後の4回転トウループは成功したものの、3回転フリップで再び着氷に失敗。演技後半の3回転アクセルからのコンビネーションは2回とも成功させたが、3回転ルッツ - 1回転ループの直後、3回転サルコウが認定されないなど不本意な演技となり、自己ベストには程遠い178.64点にとどまった。フリー演技終了直後のインタビューでは「（体が）全然動かなかった。（本番直前の）6分間練習から焦っていた。はっきりいって自分の演技に満足していない。終わったあとは、金メダルは駄目かなと思った」と語っていた。
SPで2位につけていたパトリック・チャン（カナダ）は羽生の直後に滑走。冒頭4回転 - 3回転トウループのコンビネーションを成功させるも、その後は単独の4回転トウループと3回転アクセルで手を着き、さらに終盤の2回転アクセルでもバランスを崩すなどの着氷ミスが続き、羽生のフリーの得点を上回れず銀メダルに終わった。その後に滑走した2選手もメダル圏内にはおよばず、結果羽生はフィギュアスケート男子シングルの種目において、アジア人初となる冬季オリンピックでの金メダルを獲得した。2014年2月14日時点で羽生は19歳65日という年齢であり、フィギュアスケート男子シングルの金メダリストとしてはディック・バトン（アメリカ合衆国）が1948年のサンモリッツオリンピックで優勝した際の18歳202日に次ぐ史上2番目の年少記録となり、66年ぶり2人目の10代での金メダリストになった。さらにオリンピック初出場で金メダルを獲得したのは、ウルリッヒ・サルコウ、イリヤ・クーリックに次いで史上3人目。ソチオリンピックでは日本人唯一の優勝、また平成生まれの日本人として史上初の夏季・冬季を通して五輪の金メダル獲得となり、さらに日本選手で過去冬季五輪の金メダル獲得は記念すべき10個目となった。
表彰後のインタビューではシカゴ・トリビューンの記者フィリップ・ハーシュから東日本大震災についての質問を受け、「金メダルをとったからといって、復興に直接つながるわけではない。自分には何もできていないんだという無力感がある。でも、金メダリストになれたからこそ、これをスタートとして、復興のためにできることがあるんじゃないかと今は思っています」と回答し、故郷への感謝を述べた。この質問をしたハーシュは「僕にとってソチ五輪でもっとも忘れられない瞬間は、誰かが成したことではなく日本の羽生結弦が言ったことだ」とツイートし、「19歳とは思えない成熟と謙虚さ、細やかな感受性をもって、この勝利について語った」と羽生を称える記事を書いた。また同席していたニューヨーク・タイムズ の記者ジェレ・ロングマンは「金メダルの獲得こそが、羽生が前進するための出発点となるだろう」と結ぶ記事で勝利を称えた。

#### 世界選手権初優勝
2014年3月、さいたま市で開催された世界選手権では、ショートの4回転トウループで転倒し3位と出遅れた。しかしフリーで、国際スケート連盟主催の大会で自身初の4回転サルコウジャンプを成功させる。その後の3回転フリップでエッジエラー判定を受けた以外は、ほぼパーフェクトな演技で総合首位に立つ。総合2位の町田樹を合計得点0.33点の僅差でかわし、逆転優勝を果たした。日本男子シングル種目では、『グランプリファイナル・冬季オリンピック・世界選手権』の主要国際大会3大会を同一シーズンに制覇したのは、アレクセイ・ヤグディン以来、男女シングルを通じて史上2人目の記録となった。4月26日、地元の宮城県仙台市でソチ冬季五輪の金メダリストである羽生の凱旋祝賀パレードが行われ、全国から集まった約9万2,000人の観衆から祝福を受けた。

#### 「凱旋公演」『Together on Ice』
6月、ソチオリンピック男子フィギュアスケート、金メダリストとして凱旋公演「Together on Ice」が、故郷の宮城県仙台市で開催された。『公演名：Together on Ice　〜明日へつなぐ 氷上の共演〜（トゥギャザー・オン・アイス／TOI）』、会場はゼビオアリーナ仙台で開催期間は、6月13日 - 14日の2日間。『ホワイト・レジェンド（白鳥の湖）』を舞い、「仙台人として、とても誇らしく思います」と公演の終盤にあいさつした

### 2014 - 2015シーズン

#### グランプリファイナル2連覇
オリンピックチャンピオンとして臨んだ2014 - 2015シーズンだが、度重なるアクシデントの影響により、当初挑戦する予定だったプログラムの難度の変更を余儀なくされた。初戦となる予定だったフィンランディア杯は腰痛のために欠場。2014年11月、初戦となった上海開催の中国杯ではショートプログラムで2位スタート。フリースケーティング前の6分間練習で、中国の閻涵と衝突事故が起きた。日本スケート連盟は国際試合に医師を帯同させていなかったため、現場では米国の医師に応急処置を受け、頭部と顎にテーピングと包帯を施したままの状態で演技に臨んだ。流血事故を押しての出場は、当初脳震盪の可能性が疑われたため「危険だったのではないか」とメディアの賛否が分かれる事態に発展したが、脳震盪は起こしていないと現場の医師の診断を受けており、最後までプログラムを滑りきり銀メダルを獲得した。この演技終了後に顎を7針、頭を3針縫い、表彰式とエキシビションには出演せず翌日に帰国。精密検査の結果、頭部挫創・下顎挫創・腹部挫傷・左大腿挫傷・右足関節捻挫で全治2 - 3週間と診断を受けた。次戦のNHK杯は開催直前まで出場の可否が検討されていたが、最終的には出場し総合順位は4位となる。この結果、ISUグランプリシリーズポイントランキング6位となり、最下位でグランプリファイナルへと進出した。1番滑走で臨むことになったショートでシーズンベストを記録し首位に立ち、フリーでは2種類の4回転を成功させ自己ベストを更新。日本男子初となる大会2連覇を達成し、事故を乗り越えての勝利を「存分に体を使える幸せを感じた。今スケートができることが一番の幸せ」と語った。

#### 世界選手権銀メダル
続く2014年12月、全日本選手権では3連覇を達成したものの、グランプリシリーズ時から断続的に続いていた腹痛の精密検査のため、エキシビションを欠場して緊急入院。「尿膜管遺残症」との診断結果により、翌12月30日に手術を受けた。3連覇を達成した直後に、NHK杯で見えた壁を越えて見えたものはと問われ「壁です。壁の先には壁しかないのかな、と。人間というのはそういうものだと思うし、課題ができたら、人間は欲深いものだからそれを越えようとします。たぶん、僕は人一倍欲張りなんだと思うのと同時に、それを達成するためにサポートしてくれる環境がある。幸せ者だなと思います」と答えた。
手術後は2週間の入院および1か月の安静治療が必要とされたが、退院後に練習を再開。しかし手術で腹部を4センチほど切り、腹筋の感覚に違和感が生じたことが一因で練習時に右足首を捻挫。再び2週間の休養を要し、3月開催の世界選手権への出場は直前まで危ぶまれた。しかし3月上旬から出場する意向での国内調整を進め、全日本選手権以来の復帰戦に挑むこととなった。
2015年3月、上述の衝突事故が起きた上海の会場で開催された世界選手権では、ショートプログラムで4回転が乱れたものの今季自己ベストをマークして首位に立った。術後の回復をアピールしたかに見えたが、フリーの4回転をどちらも失敗。その後は落ち着いてジャンプを決め巻き返したものの、パーソナルベストには程遠いスコアに留まった。結果は、同門のハビエル・フェルナンデスに2.82点およばず銀メダルとなり、日本人選手初となる世界選手権連覇はならなかった。連覇を逃した心境を「悔しさが9割だが、また追いかけることができる立場になった。悔しさをバネに進んでいける」と語り、復帰戦を終えた。
捻挫のほか、手術痕が炎症を起こすなどのコンディション不全から、続く4月開催の国別対抗戦への出場の可否は世界選手権後に協議されたが、自身初となる出場が決定。ショートプログラムで96.27点と今季自己ベストを更新して首位に立ち、翌フリープログラムも冒頭の4回転サルコウを決めたほか、ミスを最小限にとどめ首位に立った。フリーの演技後に氷上で「ありがとう」と感謝の言葉を述べ、今季最後の試合を終えた。日本は銅メダルを獲得。エキシビションでは『パリの散歩道』を同季唯一のノーミスで披露し、参考扱いながらも4回転ループ+3回転アクセルのシークエンスジャンプを成功させた。来季に向けては「また一つ一つ課題をクリアしていきたい」と展望を語り、シーズンを締めくくった。

### 2015 - 2016シーズン

#### 世界記録更新とGPファイナル3連覇
映画『陰陽師』のサウンドトラックを用いた新たなフリースケーティングを『SEIMEI』と自ら命名。「安倍晴明」の狩衣をイメージした衣装で、シェイ＝リーン・ボーン振付による和の表現に挑んだ。
初戦のオータムクラシックで優勝。続くスケートカナダのショートプログラムでは、演技後半のジャンプがルール上カウントされず0点となり73.25点の6位発進と出遅れたが、フリーで自身初となる4回転3本を着氷させて巻き返し2位となる。
続くNHK杯では「挑戦という意味を込めた」として、ショートに4回転サルコウと4回転トウループ - 3回転コンビネーションの4回転2本を組み込む、自身最高難度の構成に急遽変更。ノーミスの演技で、ソチオリンピックで自身が記録した101.45点の世界最高得点を更新する106.33点を記録した。「絶対王者になると言い聞かせることで自分にプレッシャーをかけた」として臨んだ翌日のフリーでは、演技後半の4回転 - 3回転コンビネーションを含む計3本の4回転のほか、すべてのジャンプを成功。技術点は出来栄え評価で23.08点もの加点を獲得し、演技点の「音楽の解釈（Interpretation）」の項目は、ジャッジ9人中6人が10点満点をつける9.89点という圧倒的な演技で安倍晴明を演じきり、史上初の200点台となる216.07点を記録した。トータルスコアでも史上初の300点台となる322.40点を記録し、パトリック・チャンが保持していた295.27点の世界歴代最高得点を大幅に塗り替える前人未到のスコアで優勝を果たした。この大会で羽生はショート、フリー、トータルの全スコアで世界記録を更新。ISUジャッジングシステムにおいて、史上初めてショートプログラムで100点、フリースケーティングで200点、トータルスコアで300点超えを達成した男子選手となった。
さらに2週間後のバルセロナで開催されたグランプリファイナルのショートプログラムにおいて、NHK杯を超える演技を披露。4回転サルコウと、4回転トウループ - 3回転トウループの連続ジャンプは、9人中8人のジャッジがGOE（出来栄え評価）加点で満点の3点をつけ、PCS（プログラム構成点）は満点の50点に肉薄する49.14点をマーク。110.95点を叩き出し、わずか2週間で再び世界記録を塗り替えた。
一日置いたフリーでもノーミスの演技を披露。4回転サルコウ、4回転トウループともにGOE満点を獲得し、技術点は120.92点に到達。構成点では9名のジャッジが10点満点をつけた項目が23にもおよび、NHK杯を超える219.48点を記録。トータルで330.43点というスコアを叩き出し、再びすべての世界記録を更新した。プログラム構成上の上限の点数に対する得点がショートが2.70、フリーが6.31とごくわずかの演技で、男子選手としてISUグランプリファイナル史上初となる3連覇を成し遂げた。歴史的な記録更新に、会場のインタビューで自身の演技を見た子どもへのコメントを求められ「どうかスケートを、練習を、夢をあきらめないで」と語った。
続く全日本選手権ではさらなる記録更新に期待がかけられたが、フリーの演技後半の2度のジャンプの転倒が響き183.73点、トータルは286.36点にとどまった。2位の宇野昌磨に20点近い大差をつけ、男子史上29年ぶりとなる大会4連覇を果たしたものの「ひどい演技。自分の中では勝ったとは思っていない」と悔しさをあらわに、2015年を締めくくる試合を終えた。

#### 世界選手権銀メダル
2016年3月にボストンで開催された世界選手権では、ショートでは自己ベストに肉薄する110.56点を記録。一日あけて臨んだフリーでは「さらに完成度を高めるため」として、後半の4回転トウループを4回転サルコウに変更（実際には左足の靱帯損傷の悪化により変更となった）、しかしここで転倒するなどジャンプの精彩を欠いた演技で、自己ベストには程遠い184.61点にとどまった。トータルスコアは295.17点という結果となり、ショートのリードで逃げ切ることはできず、前回大会と同じく同門のハビエル・フェルナンデスに逆転され、2年連続の銀メダルとなった。期待されながらも王者奪還を逃した敗因を「いい演技をしたい、と欲張った結果が裏目に出た空回りであり、自分の過ち」と分析。演技後は「ここで金メダルを取れないようでは自分はまだまだ」と述べ、去年と同様に悔いの残る世界選手権を終えた。
大会終了後、左足甲の靱帯損傷の治療のため、帰国はせず練習拠点のトロントに戻ると発表。後日正式に「左足リスフラン関節靭帯損傷」により全治2か月との診断を受け、アイスショーへの出演をすべて取りやめ、治療とリハビリに専念することとなった。

### 2016 - 2017シーズン

#### 世界初の4回転ループ成功とGPファイナル4連覇
怪我のリハビリを経て、新たなプログラムに「観客とのコネクト」をテーマにプリンスの『Let's Go Crazy』（ショート）と、『Hope & Legacy』と名付けた久石譲の楽曲（フリー）を選択。4回転ループを含む、6本の4回転ジャンプを組み込む高難度プログラムに挑む。
初戦のオータムクラシックで、ISU公認大会史上初となる4回転ループを2度成功させる快挙で優勝。しかし「ぜんぜん体が動かなかった」と苦笑するほど全体的には精彩を欠いた演技で、自己ベストから70点近く低い260.57点にとどまった。不本意な結果に「次の試合ではノーミスで。そのくらい練習していきます。そうじゃないと、羽生結弦じゃないです」と雪辱を誓った。しかしグランプリシリーズ初戦となる、続くスケートカナダのショートで「慎重になりすぎた」と4回転を失敗し、4位発進と出遅れる。フリーは1位で追い上げるも、トータルスコアでパトリック・チャンにわずかに届かず、同大会2年連続で2位となった。ショートの出遅れが響き今回も263.06点というスコアにとどまったが、初戦の体力切れを改善し演技後半のジャンプを安定して決めることができたことから「悔しさ9割、達成感1割」と総括した。
続くグランプリシリーズ2戦目のNHK杯では、ショート冒頭の4回転ループの着氷のみ乱れたが、演技後半のトリプルアクセルがGOE満点評価を受けるなど圧倒的な演技で103.89点をマークし首位に立つ。フリーでは4回転サルコウ - 3回転トウループのコンビネーションの4回転サルコウで転倒があったものの、4回転ループ、4回転サルコウ、4回転トウループと3本の4回転ジャンプを成功させる安定した演技で197.58点をマーク。今季世界最高得点となる総合301.47点で優勝し、グランプリファイナルへの進出を決めた。今回もノーミスの演技は達成できなかったことから、ショート・フリーともに演技後に「もうちょっと」と、指で自身の演技の完成度を悔しがる仕草を何度も見せていたが、フリーについては「冷静に考えたら全然もうちょっとじゃなかった。かなり頑張ってきます」とさらなる向上を誓い、「悔しさ4割、ホッとした4割、楽しかった2割」と大会を総括した。
12月8日よりマルセイユで開催のグランプリファイナルに、史上初となる4連覇をかけて出場。ショート冒頭の4回転ループの着氷を何とか堪え、すべてのジャンプを成功。スピン、ステップのすべてで最高評価のレベル4を獲得した。ステップはジャッジ9人中8人がGOE満点のプラス3をつけ、上限となる2.1点の加点を得るという圧倒的な演技で、シーズンベストを更新する106.53点をマーク。首位発進で臨んだフリーだったが、冒頭の4回転ループと4回転サルコーは成功するも、演技後半の4回転サルコーで転倒するなどミスが相次ぎ失速。得点を伸ばすことができず、フリーは全体3位となる187.37点にとどまった。しかしながらショートでの大幅なリードに助けられ、2位まで追い上げたネイサン・チェンに10点以上差をつける合計293.90点で大会を制し、男女を通じてグランプリファイナル史上初となる4連覇を達成した。また大会4度の優勝は、男子では羽生が憧れるエフゲニー・プルシェンコと並ぶ記録となる。この結果を喜ぶ一方、ノーミスの演技を達成できなかった悔いの残るシーズン前半戦を「めちゃくちゃ悔しい。反省点だらけ」と総括。シーズン後半に向け、改めて4回転ジャンプ4本を組み込むフリー構成の完成を目指す。
次戦は5連覇をかけた全日本選手権となる予定だったが、帰国後にインフルエンザを発症し咽頭炎を併発する。大会前日の段階でも発熱が続いており、さらに1週間の安静加療が必要と診断されたことから、正式に全日本選手権欠場を発表した。不在に終わった全日本だが、上述のグランプリファイナル優勝および、過去に出場した世界選手権における実績などから選考基準を満たしており、2017年にヘルシンキで開催される世界選手権の代表に選出された。

#### 世界選手権2度目の優勝
2017年2月、復帰戦となる四大陸選手権に出場。ショートは冒頭4回転ループをほぼ完璧に決めるも、続く連続ジャンプの4回転サルコウが2回転となるミス。トリプルアクセルで満点の加点を得たものの、97.04点の3位発進と出遅れた。逆転をかけたフリーは演技後半の4回転サルコウ+3回転トウループが2回転+1回転になってしまったが、終盤のコンビネーションを急遽4回転トウループ+2回転トウループに変更するなど圧巻のリカバリーを見せ、自身初となる4本の4回転に成功。今季最高得点となる206.67点を叩き出しフリー1位となったが、合計303.71点はショート1位のネイサン・チェンにわずかに届かず2位に終わった。今回も四大陸選手権の優勝はならず、同大会で獲得した銀メダルは3個目となったが「優勝したかったが、今までで一番楽しかった銀メダル」とし、「自分の限界に挑戦している感覚が非常に好き。この時代に生まれてよかった」と、ライバルとハイレベルな戦いに挑む喜びを述べた。
3月にヘルシンキで開催された世界選手権に出場。ショートでは、冒頭の4回転ループを自身最高となる2.43点の加点を得る出来栄えで完璧に決めるも、続く連続ジャンプの4回転サルコウの着氷が乱れ、左膝をつくミス。その体勢から急遽両手を上げての2回転トウループをつけたが、これはコンビネーションとは認定されず大幅に得点を失う。さらに、名前を呼ばれてから30秒以内にスタート位置につけず「スタート遅れ」の規定違反により1点の減点を受け、98.39点という厳しい得点になる。109.05点で自己ベストを更新した首位のハビエル・フェルナンデスとは10.66点差の5位発進と大幅に出遅れる
。しかし最終グループ1番滑走で臨んだフリーでは、鬼門となっていた演技後半の4回転サルコウ+3回転トウループの連続ジャンプを今季初めて完璧に成功。4回転4本に加え、すべてのジャンプを加点つきで成功させるという圧巻のノーミス演技を成し遂げ、自身が持つ世界最高得点を更新する223.20点を叩き出した。トータルスコアはシーズンベストとなる321.59点で、4位までが300点を超える空前の激戦を制し、史上初 となるショート5位からの逆転優勝を飾った。
世界選手権の優勝は2度目となり、3年ぶりに世界王者の座を奪還した。世界記録を塗り替えての劇的な逆転優勝を、ニューヨークタイムズは「目もくらむような眩惑的なフリースケート」の見出しで称え、スペインのエル・パイス紙は「キングが王座に帰還した」と報じた。フリーでの世界記録更新については「一番とらわれていたのは過去の自分の数字。0.1点でもいいから超えてくれと恐れながらやっていたが殻を破れた」と、限界を設けず練習を続けたことへの収穫を述べた。
シーズン最終戦として4月下旬に世界国別対抗戦に出場。ノーミスを目標に掲げていたショートで4回転が決まらず、83.51点の7位に沈んだ悔いから「こんなに悔しいならもう1回跳べばいい」と、4回転ジャンプを5本組み込む構成でフリーに臨んだ。5本のうち前半の4回転サルコーが1回転となるミスが出るも、演技後半で史上初となる3本の4回転ジャンプを成功をさせ（4回転サルコー - 3回転トウループ、4回転トウループ、4回転トウループ - 1ループ - 3サルコー）200.49点を記録し1位に躍り出る。日本はポイント合計で総合1位となり、3大会ぶりに優勝を飾った。
ハイレベルな試合が続いた五輪プレシーズンを「だからこそ練習が楽しいしモチベーションも高くなる。今スケートが楽しいです」と総括し「自分がしたいスケートをしっかりやって、また一歩ずつ進んでいければ」と来季への展望を述べた。

### 2017 - 2018シーズン

#### 4回転ルッツ成功と右足関節外側靱帯損傷
ショートに『バラード第1番ト短調』、フリーは2015 - 2016シーズン時点で「五輪シーズンで使うと決めていた」という『SEIMEI』と、自身が世界最高得点を更新したプログラムの再演を選択。フリーは4回転5本を組み込むなど構成の難度をさらに上げ、オリンピックシーズンに臨む。
9月にモントリオールで開催されたオータム・クラシックに出場。右膝に痛みがあり4回転ループは回避したが、ショート冒頭の4回転サルコウおよび後半のトリプルアクセルでGOE満点の評価を獲得するなど、技術点合計が歴代最高の64.17点に到達するノーミスの完璧な演技を披露。自身が2015年より保持している最高得点を塗り替える112.72点の世界新を記録し、首位発進となった。しかし、翌フリーは得意のトリプルアクセルで転倒するなど精彩を欠いた演技で失速。自己ベストから実に67点ものマイナスとなる155.52点にとどまり、合計でハビエル・フェルナンデスに逆転され2位となった。この落差の激しさは「集中力の弱さ」にあり永遠の課題としつつも、初戦で2位に終わった悔しさを「大きな収穫」と受け止めた。
10月にグランプリシリーズ初戦のロステレコム杯に出場。ショートはジャンプのミスが響き2位発進。フリーでは、自身初挑戦となる4回転ルッツを成功させ 195.92点の1位まで追い上げるも、合計290.77点はネイサン・チェンに3点届かず2位と、6年連続でグランプリシリーズ初戦の優勝を逃した。
次戦は11月のNHK杯を予定していたが、9日の大阪市中央体育館での公式練習にて4回転ルッツで転倒した際に負傷。翌日午後に日本スケート連盟が「右足関節外側靱帯（じんたい）損傷」との診断結果を発表し、正式に欠場が決まった。この時点でグランプリファイナル出場を逃すこととなり、史上初となる5連覇の可能性は消滅した。
トロントに戻り、12月の全日本選手権への出場を目指して治療に専念したが、骨と腱にも炎症があるなど回復が遅れ、練習を再開することができず断念。18日に日本スケート連盟が正式に欠場を発表した。引き続きリハビリを優先し、全日本選手権終了時点の段階で、ジャンプ抜きの氷上練習を再開した状態にあると発表。逆算して回復が間に合う見込みであること、現世界ランキング1位であり、規定に沿って正式に平昌オリンピック代表に選出された。

#### 平昌オリンピック金メダル（66年ぶりの五輪2連覇・アジア初）
1月の四大陸選手権も回復優先のため回避し、2月9日に開幕した平昌オリンピック団体戦への出場も「完全回復にあと1週間必要」とのブライアン・オーサーの判断により回避。11日に現地入り後は慎重に調整。まだ日本勢が金メダルを獲得していない話を記者に向けられると「誰が（金メダルを）とろうが、僕もとります」と断言。約4か月ぶりとなる復帰戦として、男子シングル66年ぶりの五輪連覇がかかる個人戦に臨む。
2018年2月16日、江陵アイスアリーナでショートプログラムに出場。4回転ループは回避するも、演技後半のトリプルアクセルは、審査員全員からGOE満点の評価を得るなどすべてのジャンプを完璧に決め、ブランクの不安を払拭する圧巻の演技を披露した。自己ベストに肉薄する111.68点をマークし首位発進となる。
「痛み止めなしでは3回転ジャンプすら跳べなかった」という状態の悪さから、翌17日に行われたフリーのジャンプ構成は試合当日の朝に決断したという。冒頭の4回転サルコー、続く4回転トーループでGOE満点を獲得する完璧な滑り出しで序盤のジャンプはすべて成功。長いブランクからスタミナが懸念された演技後半も、4回転サルコー - 3回転トーループの連続ジャンプを成功。しかし続く4回転トーループでミスが出たため、その後のトリプルアクセルを2連続からトリプルアクセル - シングルループ - トリプルサルコーに切り替えリカバリーした。最後の3回転ルッツも、体勢を崩しながらも着氷でこらえた。大きなミスは1つにとどめ、フリーでは演技構成点トップ、技術点との合計206.17点は自己ベストにはおよばないものの、ショートプログラムとの合計317.85点と2位以下を10点以上離し、ソチオリンピックに続き2大会連続で金メダルを獲得。男子では1948年サンモリッツオリンピックと1952年オスロオリンピックを制したアメリカのディック・バトン以来66年ぶりとなる連覇を達成した。これを受け、バトンは自身のツイッター上で「ブラボー」と賞賛し羽生を祝福した。冬季オリンピックの個人種目で日本人が連覇を果たしたのは史上初である。また冬季五輪ではチャールズ・ジュートローが1924年に第1号獲得者となって以降、通算1,000個目の金メダルとなった。25日のエキシビションでは「ノッテ・ステラータ（星降る夜）」で大トリを務めた。男子シングルの金メダリストがオリンピックのエキシビションで大トリを飾るのは、2006年トリノオリンピック金メダルのプルシェンコ以来であり、日本人メダリストが最終演技者を務めたのは史上初となる。被災地の復興の願いを込めた演技で大役を果たし、平昌オリンピックを終えた。
「この試合は勝たないと意味がないと思っていた」との覚悟に勝った偉業だが、連覇にいたるまでの4年間は怪我や病気に苦しんだ。しかし「もし何もなくうまくいっていたら、たぶん金メダルをとれていなかった」とし、さまざまなアクシデントから学んだ経験を生かせた結果と総括した。会見では痛み止めの服用なしではジャンプを跳べる状態にはなく、治療期間が必要と明かしたが、日本に帰国後の3月7日に「右足関節外側靱帯損傷、腓骨筋腱損傷」との診断結果を日本スケート連盟を通じて発表。約2週間の安静と3か月間のリハビリ治療を要する診断を受け、2連覇がかかっていた世界選手権の出場を断念し、シーズンを終えることとなった。3月2日、菅義偉内閣官房長官が国民栄誉賞授与の検討を安倍晋三内閣総理大臣から指示されたと発表。

#### 「凱旋公演」『Continues 〜with Wings〜』
今後は復帰を目指し治療に専念するとして、4月13日に開幕する自身初プロデュースの凱旋アイスショー  『Continues 〜with Wings〜』でも、トークのみで滑る予定はないと発表。しかし公演初日に、安静期間を無事に終えて3月下旬から氷上練習を再開した旨を報告。ジャンプは跳ばないものの、サプライズで45日ぶりに氷上での演技を披露した。

#### 国民栄誉賞（個人史上最年少受賞）
4月22日に地元の宮城[仙台市でオリンピック連覇を祝う凱旋祝賀パレードが開催され、前回（2014年）を上回る、約10万8000人（直近の仙台市の推計人口：108万3148人（2018年4月1日時点） の約10分の1に相当）の観衆から祝福を受けた。今後は4回転アクセルへの挑戦を目標に掲げるも、次の北京五輪を目指すかとの質問への明言は避けた。なお、欠場と棄権が続いたことから五輪以外の主要なポイントを獲得できず、2013年より保持し続けた世界ランキング1位の座から、約4年半ぶりに陥落することとなった。シーズン終了時点で3位となる。
6月1日に国民栄誉賞の授与が発表。仙台伝統の絹織物「仙台平」のはかま（人間国宝の甲田綏郎より贈られた）姿で授与式に臨み、7月2日に首相官邸にて安倍晋三より表彰状と盾を授与された。歴代27例のうち、冬季五輪の金メダリスト（冬季競技のアスリート）は史上初、また23歳6か月25日での受賞は個人最年少となる。受賞者に与えられる規定の記念品は「皆さまを代表しての受賞という気持ちが大きく、僕個人の気持ちはあまり出したくない」という羽生の意向で辞退となった。受賞後は「ここまで切り開いてくださった方々がたくさんいる中で、代表として僕が頂いた」と感謝を述べたのち「この賞と、皆さまの期待とともに、これからも進んでいきたい」と語った。

### 2018 - 2019シーズン
五輪連覇を成し遂げたことで重圧から解放され、今後は自分のために滑りたいと、新たなショートプログラムにジョニー・ウィアーの『秋によせて』を、フリーはエフゲニー・プルシェンコの『ニジンスキーに捧ぐ』をアレンジした曲を用い、プログラム名を『Origin（オリジン）』と名付けた。自らの競技人生が終盤に差しかかっている実感があるとし、幼少期に憧れたプログラムの曲を採用することで「自分の起源を感じながら滑りたい」と原点回帰を新たな目標に挙げた。
9月に平昌五輪以来の復帰戦となるオータムクラシック（カナダ）に出場。ショートはジャンプをすべて決め首位発進するも、スピンが条件を満たせず0点になるミスがあり、翌フリーでも転倒と連続ジャンプにならないミスが重なり165.91点にとどまった。合計でリードを守り優勝したものの、悔しい結果で逆に「自分の心のともしびに薪が入れられた」状態とし、次戦までに「最短で強くなりたい」と悔しさをあらわにした。
11月にグランプリシリーズ初戦となる フィンランド杯に出場。「やっぱり試合で勝たなきゃ意味がない」と、要素を後半に入れ難度を上げたプログラム構成に変更。4回転サルコーで4.30点の加点を獲得するなど、ルール改正後の世界最高得点となる106.69点を記録しショートを首位発進。エッジ系のジャンプが入らないリンクに苦戦するも「スピードを落とすことで慎重に跳んだ」と対応力を見せ、フリーでは世界初となる4回転トウループ - 3回転アクセルの連続ジャンプを着氷させ190.43点を記録。合計297.12点と、ショート・フリー・トータルスコアのすべてで今季世界最高得点を獲得し優勝。シニアデビュー以来の鬼門となっていたGPシリーズの初戦を初めて制した。
11月16日よりモスクワで開催されたロシア杯に出場。ショートでは冒頭の4回転サルコーで4.30点の加点を得たほか、4回転 - 3回転トウループの着氷の詰まりを堪えるなど高い修正力を発揮。演技点は5項目すべて9点台なかば以上が並び「この構成では実質ほぼマックスの得点だと思う」と自己分析する圧巻のノーミス演技で、 フィンランド杯でマークした最高得点を更新する110.53点を叩き出し首位発進。しかしフリーが行われる17日午前の公式練習で、4回転ループの着氷に失敗し転倒。2017年11月の靭帯損傷以降、わずかな衝撃でも捻挫を起こすようになった右足首を再び負傷し、医師より3週間の安静が必要との診断を受けた。いま滑ると状態が悪化するため棄権を勧められたが、加療期間を計算すると年末の全日本選手権の出場も危ぶまれることから「何をしたくて、何を削るかを考えたうえで、今日しかないかなと思いました」と、自身のスケート人生のルーツと位置づけるロシアでの試合への出場を決断。
右足に負担をかけない演技構成に急遽変更し、痛み止めを服用したうえで演技に臨んだ。4回転ジャンプ3本を確実に決めたが、後半の3回転アクセルで転倒するなど終盤のジャンプミスが響き167.89点にとどまった。しかし合計278.42点となり、自身初となるシリーズ2連勝でグランプリファイナル進出を決めた。ファイナルを含むISUグランプリシリーズ通算10勝は、日本人男子最多記録となる。
試合後のミックスゾーンでタチアナ・タラソワに「よく頑張った」とねぎらわれたが「素晴らしかったと言ってもらえる演技をしなくてはいけなかった」と涙を拭い演技内容を悔いた。18日の表彰式には松葉杖をついて参加し、ファイナルに向け全力で治療すると意欲を示していたが、11月29日に日本スケート連盟が都内病院での検査結果を発表。「右足関節外側靱帯損傷、三角靱帯損傷、右腓骨筋腱部損傷」の診断により、3週間の安静と1か月のリハビリを要することから欠場が決まった。加療が続いており、12月13日に全日本選手権の欠場も発表された。全日本は3年連続の欠場となったが、新採点方式の+5/-5 GOEシステムにおいてもショート・フリー・トータルすべてで今季の最高得点記録を保持しており、現世界ランク3位であることから選考基準を満たしており、順当に世界選手権代表に選出された。
4か月ぶりの復帰戦となった世界選手権では、「世界選手権に向けた今のコンディションとしては、100パーセントだと思っている」と3度目の優勝に向けて好調ぶりをアピールした。ショートでは冒頭の4回転サルコウが2回転になり0点。その後、トリプルアクセルは3.43点の加点を獲得。4回転トウループ - 3回転トウループも決め、ステップとスピンもレベル4を獲得したが、3位発進となる94.87点と、トップのネイサン・チェンと12.53点も離される厳しい結果となった。逆転を狙ったフリーでは、今季は2度目の成功となる4回転ループを決め、3.45点の加点を獲得。4回転トウループは加点3.8点を、4回転トウループ - トリプルアクセルも決め3.12点の加点を獲得。ステップはレベル3となり、合計206.10をマークした。新採点方式で初めてフリーで200点を越えた最初の選手となった。トータルでは最高得点記録となる300.97点を獲得し、新採点方式で300点を超えた最初の選手となりパーソナルベストを更新。しかし、その直後に滑走したネイサン・チェンが高難度ジャンプを組み込んだ圧巻の演技を披露し、合計323.42点と世界最高得点を更新し優勝した。日本代表選手で唯一のメダル獲得者となった羽生は銀メダルとなり、来季の世界選手権3枠獲得を自ら死守した。今後は右足首の怪我と付き合いながら4回転フリップ、4回転ルッツを取り戻し、新たに夢として掲げている4回転アクセルを練習する予定とのこと。試合後、痛み止めを2か月使用し練習と試合に臨んだことを明かした。国別対抗戦は、右足首の加療のため無念の欠場となった。3月29日日本スケート連盟は、羽生は2 - 3か月の加療が必要と診断名を発表した。

### 2019 - 2020シーズン
9月今季初戦となるオータムクラシック（オークビル）に出場。昨季と同様の楽曲を使用すると発表。SPでは冒頭の4回転サルコウを転倒したが、その後のトリプルアクセル、4回転-3回転の連続トーループを決め、SP 98.38点と首位発進となった。FSは、冒頭の4回転ループ、4回転サルコーは体制を崩しながら何とか堪え、ジャンプ以外のステップやスピンで得点を稼ぐ安定した滑りを見せ SP 1位の羽生が総合力の高さで FSでも180.67点で1位となり 合計279.05点で、今季初戦を制した。「今は4回転半をやるために生きてると思う」と試合後に語り、北京オリンピック出場についても言及した。
10月グランプリシリーズ初戦となる スケートカナダに出場。SPはトリプルアクセルで、GOE満点評価を得るなど、2位の選手を25点引き離し、自身の世界記録に迫る今季世界最高得点の 109.60 点で首位発進。FSは世界初の3連続ジャンプ4回転トーループ+1回転オイラー+3回転フリップを決め GOEで 4.07点の評価となるなど、4本の4回転ジャンプを決め、完成度の高いほぼパーフェクトの圧巻の演技を披露し212.99点、2位の選手に59.82点の大差をつけて、トータルスコア 322.59点を記録、今季世界最高得点を獲得し初優勝を飾った。試合後、前人未到のクワッドアクセル（4回転半ジャンプ）投入にあらためて意欲を示し、より高いものを目指していきたいと、飽くなき探求心を語った。
11月グランプリシリーズ2戦目となるNHK杯に出場。SPはノーミスの圧巻の演技で自身が持つ 世界最高記録に迫る 109.34 点を叩き出し首位発進。FSは冒頭の4回転ループで着氷を堪えたが、前半の4回転ジャンプは全て成功。後半は連続ジャンプでのミスを、冷静に構成を組み替えるリカバリーを見せ、195.71点を記録、合計 305.05点 を獲得し、2位に 55.03点の大差をつけ3年ぶり、4度目の優勝を飾り、12月に開催されるグランプリファイナル進出も決めた。試合後ファイナルへ向けて、やはり結果が本当に大切、記憶より記録、しっかり結果を取っていきたい気持ちが強くあると語った。
12月グランプリファイナル（トリノ）に出場。アクシデントで、帯同予定のコーチが不在となり、FS2回目の公式練習からコーチが寄り添う形になった。コーチ不在で臨んだSPは4回転トーループの着氷が乱れ連続ジャンプにできず、97.43点で2位発進。1位のネイサン・チェンに12.95点差を付けられ優勝は絶望的となった。FSは4回転ループに成功し、4回転ルッツでは3.94の加点に繋がり、4回転4種5本を全て着氷する意地を見せたが、最後に予定していた3回転アクセル-3回転アクセルのジャンプシークエンスが1回転アクセル単発になってしまう失敗が響き194.00点、合計291.43点で2位。一方チェンは5本の4回転ジャンプを全て着氷するなどノーミスの演技を見せ、世界最高得点となる合計335.30点を叩き出し3連覇となった。試合後、敗れたもののルッツ､ループを含む4回転4種5本を降りたこの構成に手応えを感じていると語り、「楽しむしかないですよね。こんな…自分の旧ジャッジのころの、旧採点まで抜かれてめちゃめちゃ悔しい。今に見とけと思って」と笑いながらリベンジへの強い思いを語った。なお、この大会のFS1回目の公式練習において、公の場で初めて4回転半ジャンプ（クワッドアクセル）に挑戦した。
12月全日本選手権に4年ぶりに出場。SPはトリプルアクセルと連続ジャンプの順番を替え、トーループの4回転-3回転を先に決める構成に変更、まとまった圧巻の演技を披露し、110.72点を獲得、非公認ながら自身が記録した世界最高の110.53点を超え首位発進。FSは､トリプルアクセルで転倒するなど、172.05点にとどまり、合計282.77点で2位となった。「調整がうまくいかなかった。体がどんどん、日に日に劣化していく感じだった」「正直言って、僕の実力と技術が足りなかった」と試合後に語り、「一緒にまた引っ張っていけたら。頑張ろうね、おめでとう」と優勝した宇野昌磨を称えた。今大会を含め5週で3試合という大変過酷な日程であった。今後は四大陸選手権への出場が発表され、来年3月にモントリオールで開催される2020年世界フィギュアスケート選手権の代表に選出された。

#### 男子史上初のスーパースラム達成
2月四大陸選手権に4年ぶりに出場。楽曲を変更し、SPは「バラード第1番」、FSは「SEIMEI」に戻すことを発表。FSの「SEIMEI」は平昌五輪後のルール改正により30秒短縮されて4分となり、凝縮4分版NEW「SEIMEI」を演じる。変更理由については、プルシェンコとウィアーの背中という理想が高いゆえに自分の演技として完成できないと思い、より自分らしくいられる以前の楽曲に戻したと明かした。SPはトリプルアクセルと連続ジャンプの順番を替え、4回転トーループ-3回転トーループを先に決める構成に変更。4回転サルコウで4.43点の高い加点を得るなど演技をまとめ、111.82点と世界最高得点を更新。FSでは4回転トーループで転倒するなどミスがあり187.60点となるも、合計299.42点で初優勝となった。これにより、オリンピック、世界選手権、四大陸選手権（ヨーロッパ選手であれば欧州選手権）、グランプリファイナル、世界ジュニア選手権、ジュニアグランプリファイナルの主要国際大会6冠達成したことになり、男子シングル史上初のスーパースラムを達成した。なおジュニアグランプリファイナル開催前のアレクセイ・ヤグディン、エフゲニー・プルシェンコが5冠。女子シングルではキム・ヨナ、アリーナ・ザギトワが達成している。
3月開催予定の世界選手権は、《COVID-19》の感染拡大を受け、カナダ・ケベック州政府により11日（日本時間12日）、世界選手権（モントリオール、16日 - 22日）を中止すると発表した。また、国際スケート連盟は、オンライン理事会で協議した結果（4月16日）大会開催を断念して中止とすることを決定した。

### 2020 - 2021シーズン

#### ISUスケーティングアワード 最優秀選手賞受賞
7月国際スケート連盟は、新規創設によりISUスケーティングアワードを開催（2019/20シーズン3月の世界選手権にあわせて行われる予定が《COVID-19》による影響で延期されていた）。授賞式はオンラインで開催され、羽生は「最優秀選手賞」に輝いた。初代「MVS= Most Valuable Skater」受賞者となった、羽生は「皆さんのおかげで、こうやってスケートができていること、自分が追い求めるスケートができることが本当に幸せです。いつも応援ありがとうございます。これからも一生懸命、自分の理想のスケートを追い求めて頑張っていきます。どうか応援よろしくお願いします」と感謝の言葉を述べた。
8月⽇本スケート連盟より、8月28日付けで、ISUグランプリシリーズ欠場が発表された。
9月早稲田大学（人間科学部）を卒業した。8月に3Dモーションキャプチャによるジャンプを研究テーマにした卒業論文の完成を明かしていた。
12月全日本選手権、葛藤の末出場を決意、《COVID-19》の流行による影響を受け拠点のカナダに渡れず、単独の国内での練習を余儀なくされた厳しい練習環境の中、SP・フリーともに新プログラムを作り上げ、帯同コーチ不在で挑む、約10か月ぶりの実戦復帰となった。SPは、全てのジャンプを成功、一つのスピンが無得点になるも103.53点で首位となった。FSは、｢天と地と」を鮮やかに舞い圧巻のノーミスの演技を披露し、国際スケート連盟（非公認）ながら、自己ベスト212.99点を上回る215.83点をたたき出し、合計319.36点を記録。冒頭の4回転ループを含む、4回転ジャンプは全て加点3.60点以上を獲得し、演技構成点は、各項目で10点満点をつけるジャッジが続出し5年ぶり通算5回目の優勝を飾った。今大会は、来年3月の世界選手権（ストックホルム）代表選考会を兼ねており、優勝者の羽生は代表に決まった。
3月ストックホルムで開催された世界選手権に出場、《COVID-19》の影響によリ、バブル方式が採用された。SPではミスのない圧巻の演技で106.98点をマークし、首位発進となった。FSは、冒頭の4回転ループで手をつき、4回転サルコーもバランスを崩した。後半には4回転トーループを含む3連続ジャンプを決めて意地を見せFSは182.20点。合計289.18点で3位。上位2人の合計順位は「13」以内で22年北京オリンピックへの出場3枠は確保された。オンラインで取材に応じ、海外メディアが報じた体調不良に対して「喘息の発作自体はフリーの後に感じたかなと思う」と答えている。大目標は「早く4回転半の練習をして、誰よりも早く4回転半を公式できれいに決める人間になりたいです」とクワッドアクセルへの意欲を語った。
4月世界国別対抗戦に出場。《COVID-19》の流行での出場について、「ここに演技を残したい。誰かの何かしらの希望だったり、何か心が動く瞬間だったり、誰かの光になれるように」と思いを語った。世界選手権から帰国後、2週間の隔離期間を終えて14日の公式練習に参加、翌日の15日から男子SPと大変な日程での出場となった。SPは冒頭のジャンプから会場の視線をくぎ付けにし、4回転サルコウは出来栄えで4.46点もの加点。続く4回転―3回転の連続トーループも美しい軌道を描いて得点を伸ばし、前半二つのジャンプだけで30点以上を記録。3回転アクセルはバランスは崩しながらも、今季自己最高の107.12点で2位発進。FSは戦国武将上杉謙信を演じ「天と地と」の演技で193.76点の2位となりチームに最大限に貢献した。日本はポイント合計で総合3位。フリー後に「4回転半が揃った完成された演技を目指して、頑張っていきたい」と来季への意気込みを口にした。翌日エキシビション用の練習で4回転半（クワッドアクセル）に果敢に挑んだ。成功には至らなかったが、周囲の注目を一身に集め、温かい拍手に包まれた。

### 2021 - 2022シーズン
6月グランプリシリーズは、第4戦NHK杯と第6戦ロシア杯にエントリー。
11月4日、出場予定のNHK杯の欠場が「本人コメント」と共に日本スケート連盟より発表された。診断名は「右足関節靭帯損傷」。
11月17日、26日開幕のロシア杯を「右足関節靭帯損傷」の回復が遅れているため欠場することが、スケート連盟を通じて発表された。
12月、全日本選手権に出場。《COVID-19》の変異株感染拡大を受けた政府の水際対策強化のため、オーサーコーチが不在、昨季の全日本選手権同様に、帯同コーチがいない戦いとなる。23日の公式練習で4回転アクセル（クワッドアクセル）に挑戦、着氷間近の好ジャンプを披露。24日のSPでは、新プログラムを252日ぶりの実践復帰となる今季初戦で演じ、冒頭の4回転サルコーを鮮やかに決め、4.57点の出来栄え点（GOE）を獲得、4回転-3回転トーループ、トリプルアクセルも決めた。また、演技構成点の「音楽の解釈」で自身初となる10点の満点を引き出し、圧巻の演技で111.31点を記録し首位発進となった。26日のフリーでも、首位となる211.05点を記録した。「予定構成表」に『4A』と明記され初めてプログラムに組み込まれ、冒頭で4回転アクセル（クワッドアクセル）に挑戦した。両足着氷で成功には至らないが転倒せずに降りた。4回転アクセルの挑戦を終えた後も、ほぼ完璧に演技をまとめ、特に4回転トーループを含む3連続ジャンプは出来栄え点（GOE）で4.48点を獲得し、合計322.36点で2年連続通算6度目の全日本選手権での優勝を遂げると共に、北京オリンピックの代表に決定した。

#### 北京オリンピック4位・4回転アクセル挑戦
2月「3連覇は史上初になるのかな」と以前話していた2022年北京オリンピックに出場。《COVID-19》の影響によリ、バブル方式が採用された。今大会、羽生自身の意向によりブライアン・オーサーコーチはリンクサイドに立たないと発表された。SPは、リンクの穴にはまる不運があり、冒頭の4回転サルコウが1回転になった。その後は4回転-3回転の2連続トウループで出来栄え点4.07点（GOE）を獲得、トリプルアクセルも着氷し、95.15点の8位で終え、演技後には「はまった」と口にしフリー頑張りますと語った。フリーは、冒頭に挑んだ4回転アクセル（クワッドアクセル）は回転不足、転倒で大幅減点となり、続く4回転サルコウも4分の1回転不足で転倒したが、後半で4回転トウループ+3回転のコンビネーションジャンプと4回転トウループ+オイラー+3回転サルコウの3連続ジャンプを着実に成功させるなど、次第に立て直した。公言通り、4回転アクセルの挑戦を貫きプライドを示した。フリーは、188.06点を記録し3位と巻き返し、合計点283.21点の総合4位。94年ぶりのオリンピック三連覇及び表彰台を逃した且つ、7年ぶりに国際大会の表彰台を逃した。しかし、自身の幼い頃からの夢でもあった4回転アクセルは転倒はしたものの、4Aの（回転不足）として10点の基礎点を獲得し、国際スケート連盟の公認大会で史上初めて採点表に「4A<」と表記され、「4A<（アンダーローテーション）」と認定された。ISUの公式Twitterアカウントは「あともう少しで着氷していた」と速報した。
13日、JOCは、メディア各社からの取材申請が多く、個別に対応することが困難なため、14日羽生の記者会見を行うと発表。国内外約300人以上の報道陣がメインメディアセンターに殺到し、各局緊急放送された。4回転アクセルの挑戦について、羽生は「僕の中では、ある意味納得しています。満足した4回転半だったと思っています」。ゴールはと聞かれ「羽生結弦の大好きなスケートを大切にしながら極めていきたい」と語った。20日に行われたエキシビション終了後取材に応じ、会見時最後の「スケートを極めていきたい」との発言の今後の活動について聞かれ「フィールドは問わない」と答えた。また、日本スケート連盟の竹内強化部長は「羽生結弦の4回転アクセルへの挑戦そして、世界初の認定は、金メダル同等の価値があるような記録ととも記憶に残る結果となった」と評価した。
3月「北京オリンピックで受傷した右足関節の捻挫が完治していないため」世界選手権の欠場が日本スケート連盟より発表された。

### 2022年

#### 決意表明・プロのアスリートへ
2022年7月19日、『決意表明』の場として自ら開いた記者会見にて、今後は競技会への出場はせず、プロのアスリートとしてスケーターに転向し、フィギュアスケートを続けていくことを表明した。「『4回転アクセル』にも、より一層取り組んで皆さんの前で成功させられることを強く、考えながらこれからも頑張って行く」と話した。
会見後の報道として、内閣官房長官やIOCのバッハ会長など、国際スケート連盟もメッセージを公表している。

#### プロアスリート始動
8月7日、公式YouTubeチャンネル「【公式】HANYU YUZURU」開設（自身初の情報発信ツールとなる）。8月9日、「自分のスケートを配信するため、自分のスケートに触れて頂く機会を少しでも多くつくりたいなと思った」としている。
8月10日、『羽生結弦「SharePractice」ライブ配信』。「SharePractice」と題し練習を38社と88人の報道陣に公開、そしてライブ配信された。平日の昼間にもかかわらず、世界中で10万人以上が視聴した。
9月29日、『日中国交正常化50周年記念慶典』特別出演。
9月30日、午前1時11分、公式TwitterとInstagramを開設。基本的にスタッフが更新を行うという。

#### 初の単独公演
9月30日、初の単独アイスショー『プロローグ』の開催を告知。同年11月4日・5日に神奈川県横浜市・ぴあアリーナMM、12月2日・3日と更に追加公演が決まり、5日も青森県八戸市・FLAT HACHINOHEにて開催となった。
12月5日、『プロローグ』終演時、新たなアイスショー『Yuzuru Hanyu ICE STORY 2023 “GIFT” at Tokyo Dome』（2023年2月26日 東京ドーム）開催が発表された。スケーター史上初の単独東京ドーム公演となる。
12月10日、 Google2022年検索ランキングが公表され、アスリート部門で世界の6位にランクイン。日本人アスリートでは唯一の選出となった。
12月18日、アイスリンク仙台で開催された「第5回仙台市長杯フィギュアスケート競技会」に、サプライズで登場し金メダルを獲得したソチ五輪SP『パリの散歩道』を演じた。

#### 東京ドーム単独公演
2月26日、スケーターとして史上初となる東京ドームでの単独公演『GIFT』（公演名：Yuzuru Hanyu ICE STORY 2023 GIFT at Tokyo Dome）を開催した。自身が制作総指揮を務め、12曲のプログラムを2時間半にわたり、ソロで滑り切り、満員の観客に“贈り物”を届けた。チケットは完売で3万5000人を動員。国内外で実施されたライブビューイングでは計3万人を動員した。

#### 地元宮城・座長公演
3月、座長公演となるアイスショー『notte stellata』（公演名：羽生結弦 notte stellata）開催発表。宮城セキスイハイムスーパーアリーナを会場に、3月10日から12日の3日間、計3公演開催。チケットは完売し、3日間の公演全てで国内外のライブビューイングが実施された。

#### GUCCI 銀座ギャラリー
6月27日、『GUCCI 銀座ギャラリー』（オープニングに羽生結弦の写真展開催）「YUZURU HANYU: A JOURNEY BEYOND DREAMS featured by ELLE」（会期：2023年6月28日 - 8月20日）イタリアのファッションブランド・GUCCIをまとった羽生の写真が飾られ、シアターのような空間では、撮影時のメイキング映像も流された。
Elle ジャポンの表側を飾り、Elleからカバンの中身動画も公開。スケートブレード、イヤホンなどを披露。

### 2023年

#### 初の単独ツアー開催
11月4日、単独公演第3弾となる『Yuzuru Hanyu ICE STORY 2nd “RE_PRAY” TOUR』を開催。選択をテーマとし、『ファイナルファンタジー9』やインディゲームの『アンダーテール』をモチーフに戦いと祈りの境地を表現。初日の埼玉公演は、さいたまスーパーアリーナで行われ、1万4000人を動員した。翌日の11月5日も合わせて2公演開催された。翌年1月12日、佐賀アリーナで開催、九州で初の単独ツアー佐賀公演は5500人を動員し、中1日を空けて14日も開催され、計10000人あまりを動員。佐賀県によれば海外からも観客が来日し、県への経済効果はアリーナ最高の4億8千万。2月17日・18日はツアー最終となる横浜公演がぴあアリーナMMで開催予定。4月には追加公演として地元仙台に凱旋し、全ての日程がCSテレ朝チャンネルで放映された。またTelasaではさまざまなカメラのマルチアングル映像が現在も公開されている(25年2月に終了、現在は第三弾Echoesを配信)。

### 2024年

#### 三度目の単独アイスショー、二度目の単独ツアー発表
3月にはNotte Stellata2024に出演。5月にはFantasy on Ice出演。また6月にかけてGucci銀座ギャラリー写真展が再び開催される。
9月には鈴木明子、無良岳人、宮原知子と能登金沢ドコモ未来フィールドチャリティー演技会を配信限定で開催し、地元の児童と交流。
『家庭画報』10月号に「生きる意味について」塩沼亮潤大阿闍梨と対談を掲載。
『Brutus』11月1日号表紙写真「美しい建築と窓」ムービー三本を公開。

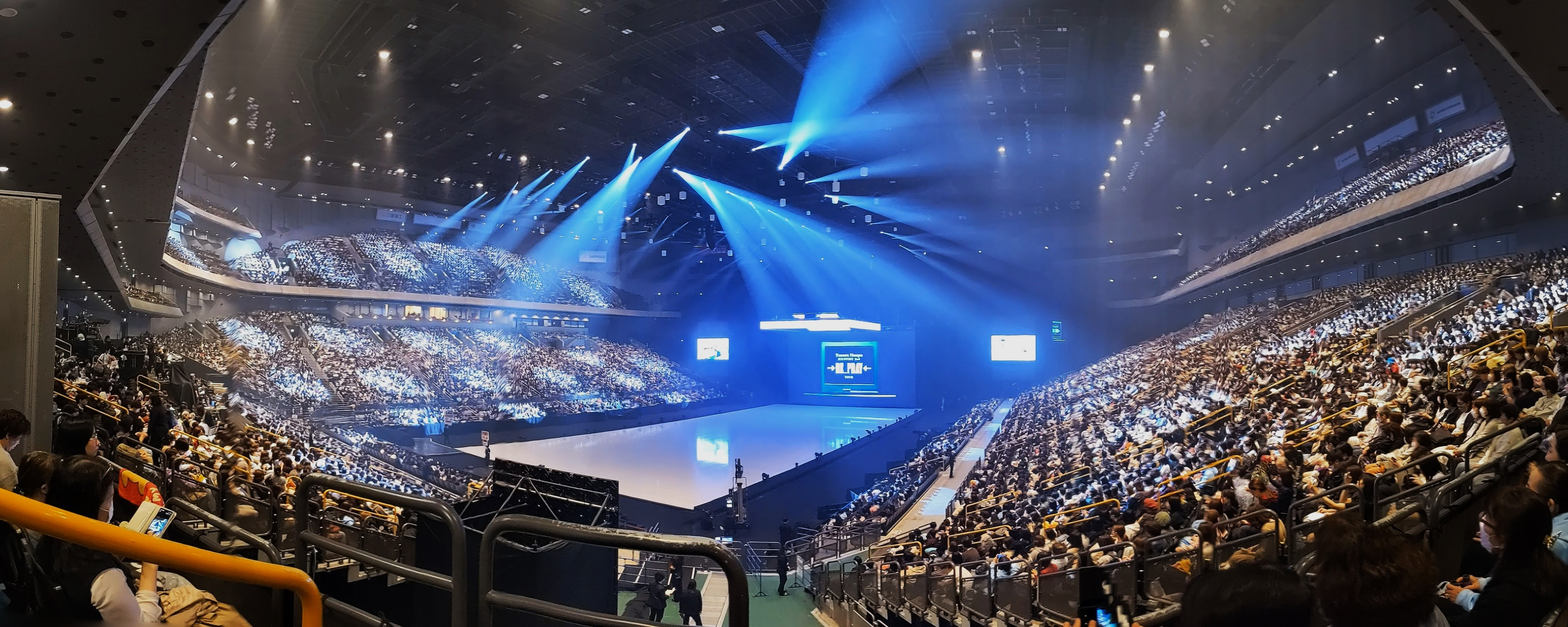
『Yuzuru Hanyu ICE STORY 2nd “RE_PRAY” TOUR』（さいたまスーパーアリーナ）ツアー初日1万4000人動員（2023年11月4日）
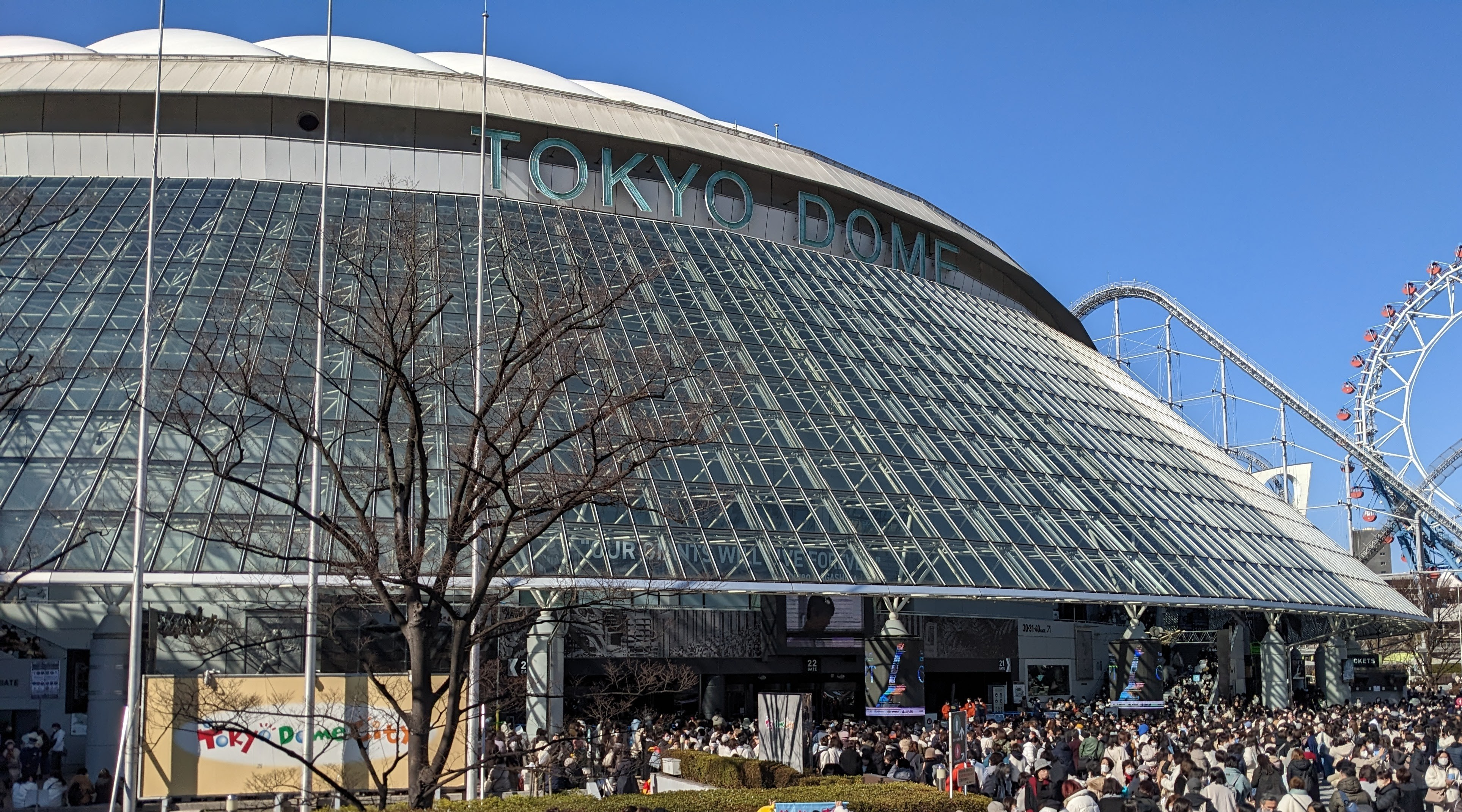
『Yuzuru Hanyu ICE STORY 2023 “GIFT” at Tokyo Dome』（東京ドーム）3万5000人動員（2023年2月26日）
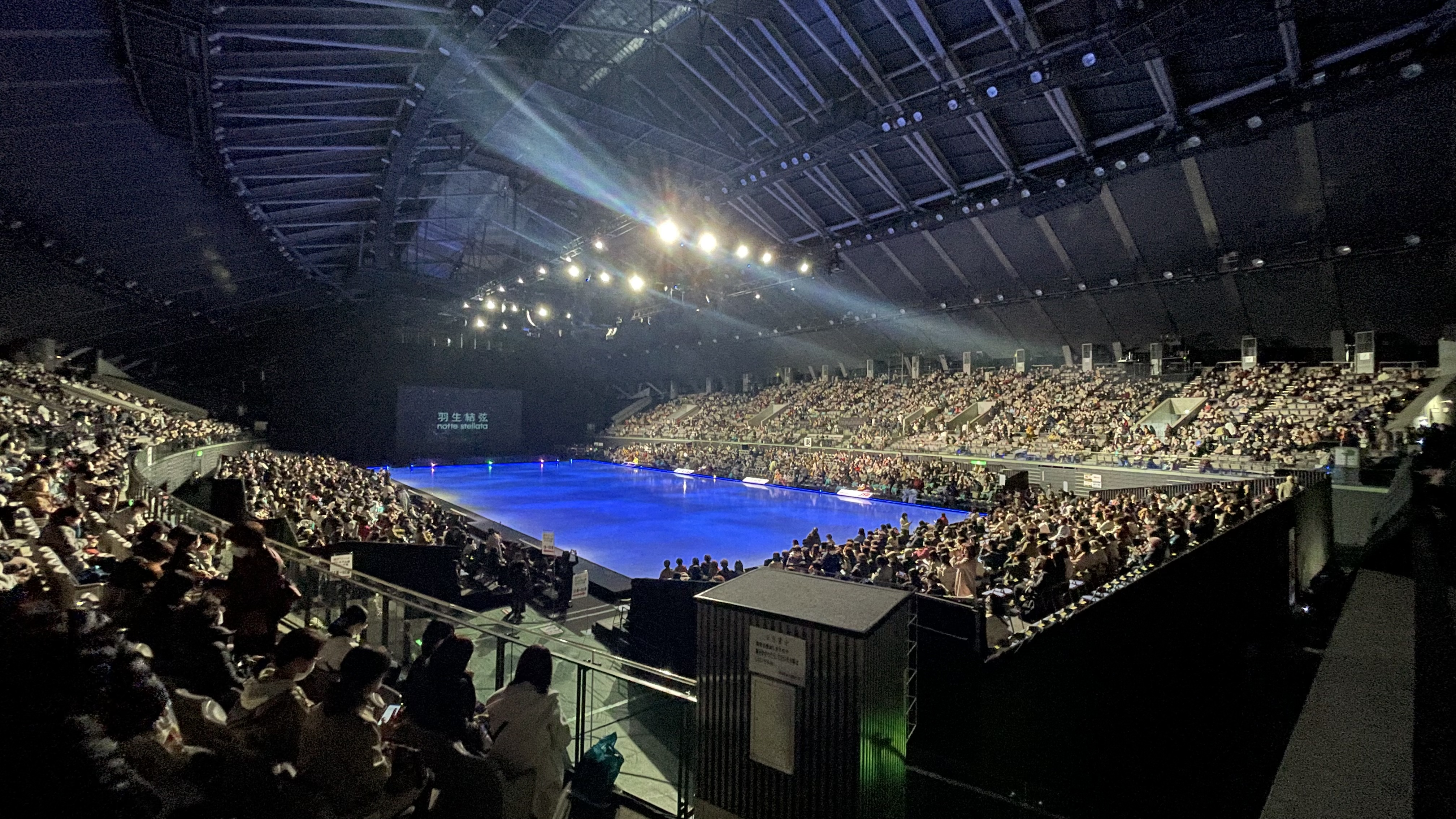
『羽生結弦 notte stellata』（セキスイハイムスーパーアリーナ）6.100人動員（2023年3月11日）
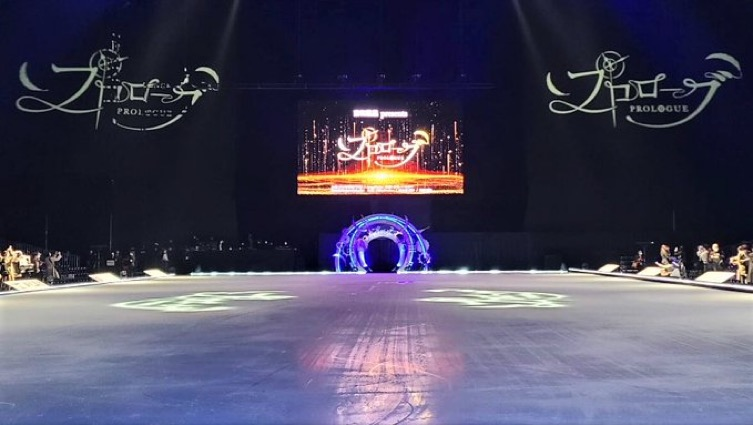
『プロローグ』（ぴあアリーナMM）初の単独公演。初日7900人動員（2022年11月4日）

10月『Yuzuru Hanyu ICE STORY 3rd Echos of Life TOUR』開催を発表。「人生の旅路と生の成長を問う」テーマで、ふたたびプロデュースにMIKIKOを迎え、自身の誕生日である12月7日からのさいたまスーパーアリーナ3公演、2025年1月広島グリーンアリーナ2公演、LaLa arena TOKYO-BAY2公演。ペルソナ3、ペルソナ5、攻殻機動隊、Steins; Gateはじめ、SFゲームやアニメの楽曲を多く使用。世界観をよりよく伝えられるよう、英語版・日本語版で、アイスショー自作脚本が事前販売された。
11月にはAERAと蜷川実花による写真の集大成となる、モノクロ写真『Shin』カラー写真『Gi』特別ボックス版『Tai』の写真集3部作を出版。全国47都道府県を巡回するパネル展を開催。Taiのみ受注生産となる。
12月7-11日『Echoes of Life TOUR』埼玉公演。

### 2025年
Echoes ツアー後半、「メダリスト」OP MVゲスト出演
1月3-5日『Echoes of Life TOUR』広島公演、CSテレ朝中継、ライブ・ディレイビューイング開催。
1月28日雑誌『装苑』表紙とインタビュー。
2月7-9日『Echoes of Life TOUR』ららアリーナ千秋楽並びにCSテレ朝中継、ライブビューイング、ディレイビューイング開催。
2月25日雑誌『GOETHE』表紙とインタビュー。
2月26日テレビ朝日舞台裏特集で『Echoes』演目「ペルソナ3」『Mass Destruction』が地上波初放映。
3月5日に公開された、テレビ朝日系列テレビアニメ『メダリスト』オープニング主題歌『BOW AND ARROW』(米津玄師)でMVにゲスト出演。登場人物である主人公結束いのりの決め技となったフライングシットスピン、ブロークンレッグ、ライバル狼崎光のコーチである天才スケーター夜鷹純のジャンプ振り付け(4Lz-3A)を取り入れ、忠実にアニメに基づき、さらにステップシーケンスを加えた滑走プログラムで演技を公開。
2020年以来となる4Lzジャンプや、男子選手では珍しいビールマンスピン、得意のハイドロブレーディングを含め、ジャンプ滞空時間を楽曲の拍子に調整し、国際大会SP全テクニカルエレメントを組み込んだ最高難度自作構成を高BPM楽曲に合わせて披露し、公開後21時間で250万超再生を達成した(7日未明時点で390万回)。収録はアイスリンク仙台。
3月7日「Notte Stellata」宮城公演では、単独演目でラヴェル のバレエ音楽『ボレロ』滑走、
またゲストの狂言師野村萬斎と映画音楽『SEIMEI』で共演。

## スケート技術と特徴

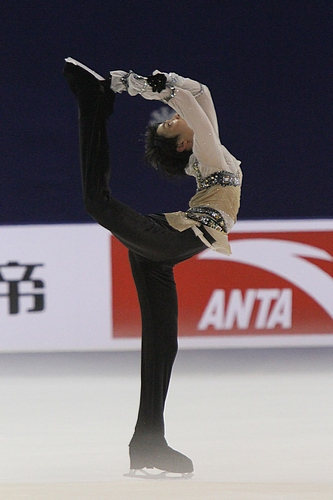
羽生のビールマンスピン

ジャンプ、スピン、ステップの全方位に秀でたオールラウンダーである。
ジャンプは、準備動作が少なくてもただちに跳ぶことができるのが特徴で、踏み切りから着氷後の流れまで美しく跳び幅があり、GOE（出来栄え点）加点を得るための8つの評価要素をすべて満たしている質の高さが特長。このためクリーンに跳ぶとGOE満点となる3点（2018年以降は5点）、または満点に近い高い加点を獲得する。試合では4種類の4回転ジャンプ（トウループ、サルコウ、ループ、ルッツ）を跳ぶが、最大の武器は確実に加点のつく3回転アクセルである。質の高さに加え、踏み切り直前にカウンターと呼ばれる難しいターンを行ったり、両足のつま先を外側に向けたスプレッドイーグルから踏み切り、着氷後にすぐイーグルに戻ったりなど、ジャンプへの入り方や出方の難度の高さなどからもほぼ常に3から4（現在の価値尺度においては3回転アクセルの基礎点8.0点に対して3割から4割である2.4点から3.2点）のGOEがつき、3回転アクセルだけでほぼ確実に10点以上の価値があると認められその点数が与えられる。特に基礎点が1.1倍となる演技後半に組み込んだ3回転アクセルからの連続ジャンプ（例えば2014年中国杯で史上初成功した3回転アクセル-1回転オイラー-3回転サルコウは現在の価値尺度だと基礎点12.8点を1.1倍した14.08点）は、めったにミスをしないことからも4回転ジャンプ（例えば4回転ルッツは現在の価値尺度だと基礎点11.5点）以上の強力な得点源となっている。
このように、基礎点の高い高難度のジャンプ構成を成立させたうえで、各要素を確実に高い質で決めることから、高いGOE評価を獲得する。この完成度の高さが羽生の強さである。例として、世界記録を塗り替えた2015年グランプリファイナルでは合計20.18点の加点（当時の4回転トウループの基礎点は10.3点。つまり加点だけで4回転トウループ2本分の基礎点にほぼ匹敵する）を獲得している。

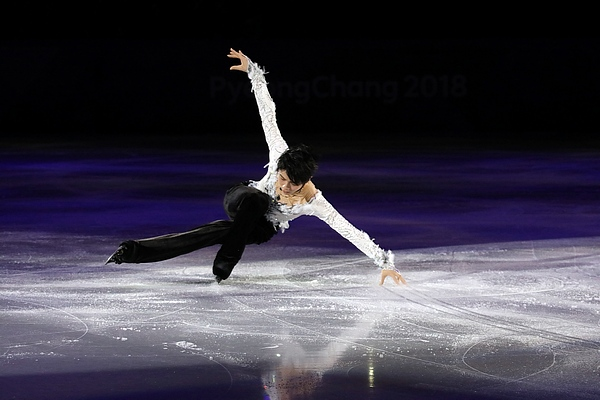
2018年平昌オリンピックでのハイドロブレーディング

スピンの技術も高く、完璧にレベルを満たせばこちらも高い加点を獲得する。もともとのスピンの速さとポジションの美しさに加え、回転しながら指先や腕などを動かすことでオリジナリティーを出し、プログラムの構成難易度を上げる工夫を行っている。特に、柔軟性の高さを生かしたビールマンスピンやドーナツスピンなどを積極的に演技に取り入れている。ハイドロブレーディング、イナバウアーも得意で、多くのプログラムに入れている。

### 5種類の4回転ジャンプ
試合では、5種類の4回転ジャンプ（トウループ、サルコウ、ループ、ルッツ、アクセル）をプログラムに組み込んでいる。
4回転ループ
アイスショーやエキシビションのフィナーレなど（4回転ループ-3回転アクセルを着氷している）で跳んでいたが、2016 - 2017シーズンより競技に取り入れている。2016年9月30日にモントリオールで開催されたオータムクラシックのショートプログラムにおいて、国際スケート連盟公式の国際大会史上初めてクリーンに成功させた（2016年10月2日、ローザンヌにて公式に認定）。
4回転ルッツ
公式練習でも着氷していたが、2017年ロステレコム杯のフリーよりプログラムに組み込み、公式戦初挑戦で成功させた。公式練習では4回転フリップにも挑戦しているが、こちらは試合に組み込む意向を示したことはない。また、プロ転向後の単独公演（アイスショー）では「4回転フリップは確実にインサイドエッジで『これがフリップだ』というクオリティで決められるようになるまでプライドにかけて披露できない」と話している。
4回転アクセル
4回転アクセルについては、幼いころに従事していた都築章一郎コーチからも「アクセルは王様のジャンプ」と教わった経験や、自身がアクセルジャンプを得意としていることからも思い入れが深く「将来的には必ず4回転アクセルを跳びたい」と常に語っている。平昌五輪後の挑戦を示唆していたが、2018 - 2019シーズンより実戦への投入を目標に練習中である。
オリンピック2連覇後の翌日会見にて挑戦を公言している。2019年グランプリファイナルのフリーの公式練習で初めて、4回転アクセルに挑戦した。2021年国別対抗戦のエキシビションの練習でも挑戦。そして、2021年全日本選手権のフリーで、予定構成表に表記され、冒頭で初めて挑んだ。両足着氷となり成功には至らなかったが、プログラムに組み込み実施できたことは大きな収穫と語った。2022年北京オリンピックでも、公言通りフリーの冒頭で4回転アクセルに挑んだ。転倒したものの、4回転アクセルのアンダーローテーションとして10点の基礎点を獲得し、史上初めて採点表に「4A<」と表記された。
4回転の連続ジャンプ
4回転の連続ジャンプにも挑戦しており、2017年国別対抗戦のフリーでは4回転トウループ-1回転ループ-3回転サルコウの3連続ジャンプを史上初めて成功させた。2018年フィンランド杯のフリーでは、こちらも史上初となる4回転トウループ-3回転アクセルのコンビネーションを成功させている。さらに2019年スケートカナダのフリーで4回転トウループ-1回転オイラー-3回転フリップの3連続ジャンプも史上初めて成功させている。

## アイスショー

### 単独公演
- 『Yuzuru Hanyu ICE STORY 2nd “RE_PRAY” TOUR』（さいたまスーパーアリーナ）ツアー初日1万4000人動員（2023年11月4日）[550]
- 『Yuzuru Hanyu ICE STORY 2023 “GIFT” at Tokyo Dome』（東京ドーム）3万5000人動員（2023年2月26日）[551]
- 『羽生結弦 notte stellata』（セキスイハイムスーパーアリーナ）6.100人動員（2023年3月11日）[552]
- 『プロローグ』（ぴあアリーナMM）初の単独公演。初日7900人動員（2022年11月4日）[553]

## 慈善活動

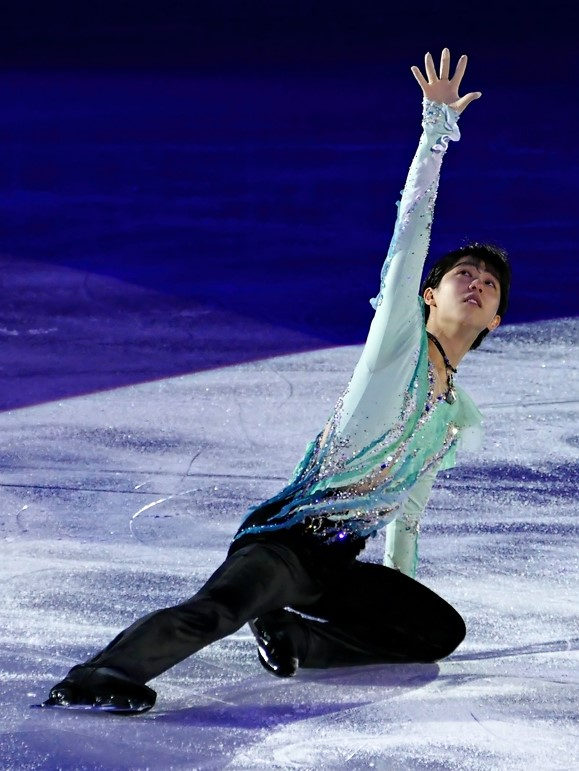
東日本大震災への思いを込めたプログラム『天と地のレクイエム』の演技（2015年グランプリファイナル）

2011年の東日本大震災で被災して以降、多くの寄付活動・啓発活動を行っている。2014年、日本スケート連盟と日本オリンピック委員会から受け取ったソチオリンピック金メダルの報酬金約600万円を被災地やスケートリンクへ寄付。2018年にも平昌オリンピック金メダルの報酬金1000万円から、宮城県と仙台市へそれぞれ500万円ずつ寄付した:3–4。また、自叙伝『蒼い炎』シリーズの印税は、被災したホームリンクであるアイスリンク仙台に寄付しており、寄付金はリンクの送迎バスなどに活用されている。羽生はこれ以外にも同リンクに度々寄付しており、寄付総額は2023年時点で8733万406円にも上っている。
2016年、2018年、2019年にはインターネットの東日本大震災チャリティーオークションにスケート靴を出品し、2016年は340万円、2018年は850万円、2019年は712万円で落札された。落札金は被災地の支援に充てられている。また、2019年にはLINEとのコラボスタンプ「羽生結弦 3.11 SMILEスタンプ」を販売し、売上金は日本財団が設置する「災害復興支援特別基金」に全額寄付された。2020年12月から2021年10月にかけて、震災から10年を迎えるにあたり、羽生自身の被災経験や被災地で出会った人々の思いや状況などを伝える展覧会「羽生結弦展　共に、前へ」が開催された。この展覧会は東京・福岡・宮城・大阪・宮崎で行われ、震災への思いを込めたプログラム『天と地のレクイエム』の衣装など約80点が展示された。
読売新聞の協力により、2018年・2020年（オンライン開催）・2022年に「羽生結弦展」が開催されている。この展覧会では羽生の写真や衣装、メダルなどが展示されており、グッズの売上金は様々な場面で寄付されている。2018年には東日本大震災などの被災者支援に4278万円、2020年には「全国コロナ医療福祉支援基金」に2780万4540円を寄付した。2022年には読売光と愛の事業団に8593万5835円を寄付し、同事業団は災害が起こった際の支援金として使う意向であることを発表した。2023年2月、読売光と愛の事業団への寄付で積み立てた災害救済基金から、1000万円をトルコ・シリア地震の支援に充てることを発表。2024年の1月には基金から1000万円を能登半島地震の被災地・石川県に寄付することを発表した。
2014年から2022年にかけて日本テレビのチャリティー番組『24時間テレビ』に出演していた。また、日本テレビの報道番組『news every.』ではスペシャルメッセンジャーとして活動している。この番組で羽生は、「羽生結弦　伝えたい、思い」というコンセプトで震災や災害の被災者と交流し、人々の思いを伝えていくという役割を担っている。

## 記録

### 世界記録更新のスコア
羽生は2017–18シーズンまでの+3/-3 GOEシステムにおいて、ショートプログラムで7回、フリースケーティングで3回、総合得点で2回、計12回世界記録を更新している。2018年のルール改正後の+5/-5 GOEシステムにおいては、ショートプログラムで3回、フリースケーティングで2回、総合得点で2回、計7回世界記録を更新している。+3/-3 GOEシステムにおいて羽生が記録した世界最高得点は、歴史的世界記録として保存されている。以下はそれぞれ+5/-5 GOEシステム、+3/-3 GOEシステムにおいて羽生が記録した世界最高得点の一覧である。
- SP - ショートプログラム
- FS - フリースケーティング
- 太字・斜体は歴史的世界記録

| 日付           | 得点   | 部門 | 大会                       | 備考 |
| -------------- | ------ | ---- | -------------------------- | --- |
| 2012年10月19日 | 95.07  | SP   | 2012年スケートアメリカ     | 2012年4月の髙橋大輔の記録を更新                                                                           |
| 2012年11月23日 | 95.32  | SP   | 2012年NHK杯                | 自身の記録を更新                                                                                          |
| 2013年12月5日  | 99.84  | SP   | 2013年グランプリファイナル | 2013年11月のパトリック・チャンの記録を更新                                                                |
| 2014年2月13日  | 101.45 | SP   | 2014年ソチオリンピック     | ショートプログラムで初の100点超えを果たした選手となった。                                                 |
| 2015年11月27日 | 106.33 | SP   | 2015年NHK杯                | 自身の記録を更新                                                                                          |
| 2015年11月28日 | 216.07 | FS   | 2015年NHK杯                | 2013年11月のパトリック・チャンの記録を更新し、フリースケーティングで初の200点超えを果たした選手となった。 |
| 2015年11月28日 | 322.40 | 総合 | 2015年NHK杯                | 2013年11月のパトリック・チャンの記録を更新し、総合得点で初の300点超えを果たした選手となった。             |
| 2015年12月10日 | 110.95 | SP   | 2015年グランプリファイナル | +3/-3 GOEシステムにおける唯一のショートプログラム110点超えを果たした選手となった。                        |
| 2015年12月12日 | 216.07 | FS   | 2015年グランプリファイナル | 自身の記録を更新                                                                                          |
| 2015年12月12日 | 330.43 | 総合 | 2015年グランプリファイナル | +3/-3 GOEシステムにおける唯一の総合得点330点超えを果たした選手となった。                                  |
| 2017年4月1日   | 223.20 | FS   | 2017年世界選手権           | +3/-3 GOEシステムにおける唯一のフリースケーティング220点超えを果たした選手となった。                      |
| 2017年9月22日  | 112.72 | SP   | 2017年オータムクラシック   | 自身の記録を更新                                                                                          |

| 日付           | 得点   | 部門 | 大会                           | 備考                                                                                      |
| -------------- | ------ | ---- | ------------------------------ | ----------------------------------------------------------------------------------------- |
| 2018年11月3日  | 106.69 | SP   | 2018年グランプリオブヘルシンキ | 2018年9月の宇野昌磨の記録を更新                                                           |
| 2018年11月4日  | 190.43 | FS   | 2018年グランプリオブヘルシンキ | 2018年10月のネイサン・チェンの記録を更新                                                  |
| 2018年11月4日  | 297.12 | 総合 | 2018年グランプリオブヘルシンキ | 2018年10月のネイサン・チェンの記録を更新                                                  |
| 2018年11月18日 | 110.53 | SP   | 2018年ロステレコム杯           | +5/-5 GOEシステム初の110点超え                                                            |
| 2019年3月23日  | 206.10 | FS   | 2019年世界選手権               | 2019年2月の宇野昌磨の記録を更新し、+5/-5 GOEシステム初の200点超えを果たした選手となった。 |
| 2019年3月23日  | 300.97 | 総合 | 2019年世界選手権               | +5/-5 GOEシステム初の300点超え                                                            |
| 2020年2月7日   | 111.82 | SP   | 2020年四大陸選手権             | 自身の記録を更新                                                                          |

### 世界初・その他の記録
| 日付           | 記録                                                                                 | 大会                           | 出典       |
| -------------- | ------------------------------------------------------------------------------------ | ------------------------------ | ---------- |
| 2014年2月14日  | 男子シングル種目におけるアジア人初のオリンピック金メダル                             | 2014年ソチオリンピック         | [ 585 ]    |
| 2014年11月4日  | 3回転アクセル-1回転オイラー-3回転サルコウの3連続コンビネーションジャンプ史上初成功   | 2014年中国杯                   | [ 586 ]    |
| 2016年9月30日  | 史上初の4回転ループジャンプ成功                                                      | 2016年オータムクラシック       | [ 587 ]    |
| 2016年12月10日 | 男女シングル史上初のグランプリファイナル4連覇                                        | 2016年グランプリファイナル     | [ 588 ]    |
| 2017年4月21日  | 4回転トウループ-1回転オイラー-3回転サルコウの3連続コンビネーションジャンプ史上初成功 | 2017年世界国別対抗戦           | [ 589 ]    |
| 2017年4月21日  | 史上初、フリースケーティングの演技後半で3度の4回転ジャンプ成功                       | 2017年世界国別対抗戦           | [ 590 ]    |
| 2018年2月17日  | アジア初のオリンピック2連覇                                                          | 2018年平昌オリンピック         | [ 591 ]    |
| 2018年2月17日  | 日本初の冬季オリンピック個人種目での2連覇                                            | 2018年平昌オリンピック         | [ 592 ]    |
| 2018年3月24日  | 男女シングル史上初の世界ランキング5シーズン連続1位                                   | —                              | [ 要出典 ] |
| 2018年11月4日  | 4回転トウループ-3回転アクセルのジャンプシークエンス史上初成功                        | 2018年グランプリオブヘルシンキ | [ 591 ]    |
| 2019年10月26日 | 4回転トウループ-1回転オイラー-3回転フリップの3連続コンビネーションジャンプ史上初成功 | 2019年スケートカナダ           | [ 593 ]    |
| 2020年2月7日   | ISU採点システムにおける世界最高得点を19回更新                                        | 2020年四大陸選手権             | [ 594 ]    |
| 2020年2月9日   | 男子シングル史上初のスーパースラム達成                                               | 2020年四大陸選手権             | [ 595 ]    |
| 2020年2月9日   | アジア男子初のゴールデンスラム達成                                                   | 2020年四大陸選手権             | [ 要出典 ] |

## 競技成績

### ISUパーソナルベストスコア
- TSS - 部門内合計得点（英: Total segment score）は太字
- TES - 技術要素点（英: Technical element score）、PCS - 演技構成点（英: Program component score）
- SP - ショートプログラム、FS - フリースケーティング
- 歴史的世界記録（英語版）は太字・斜体

| 部門 | 種類 | 得点   | 大会                 |
| ---- | ---- | ------ | -------------------- |
| 総合 | TSS  | 322.59 | 2019年スケートカナダ |
| SP   | TSS  | 111.82 | 2020年四大陸選手権   |
| SP   | TES  | 63.42  | 2020年四大陸選手権   |
| SP   | PCS  | 48.47  | 2019年スケートカナダ |
| FS   | TSS  | 212.99 | 2019年スケートカナダ |
| FS   | TES  | 116.59 | 2019年スケートカナダ |
| FS   | PCS  | 96.40  | 2019年スケートカナダ |

| 部門 | 種類 | 得点   | 大会                       |
| ---- | ---- | ------ | -------------------------- |
| 総合 | TSS  | 330.43 | 2015年グランプリファイナル |
| SP   | TSS  | 112.72 | 2017年オータムクラシック   |
| SP   | TES  | 64.17  | 2017年オータムクラシック   |
| SP   | PCS  | 49.14  | 2015年グランプリファイナル |
| FS   | TSS  | 223.20 | 2017年世界選手権           |
| FS   | TES  | 126.12 | 2017年世界選手権           |
| FS   | PCS  | 98.56  | 2015年グランプリファイナル |

### 主な戦績
- 太字は主要国際大会の全6大会
- 括弧内の数字は団体戦における個人順位
- GP - ISUグランプリシリーズ
- CS - ISUチャレンジャーシリーズ

| 大会名                | 2010–11 | 2011–12 | 2012–13 | 2013–14 | 2014–15   | 2015–16 | 2016–17   | 2017–18 | 2018–19 | 2019–20 | 2020–21   | 2021–22 |
| --------------------- | ------- | ------- | ------- | ------- | --------- | ------- | --------- | ------- | ------- | ------- | --------- | ------- |
| オリンピック          |         |         |         | 1位     |           |         |           | 1位     |         |         |           | 4位     |
| 世界選手権            |         | 3位     | 4位     | 1位     | 2位       | 2位     | 1位       | 欠場    | 2位     | 中止    | 3位       | 欠場    |
| 四大陸選手権          | 2位     |         | 2位     |         |           |         | 2位       |         |         | 1位     | 中止      |         |
| GP ファイナル         |         | 4位     | 2位     | 1位     | 1位       | 1位     | 1位       |         | 欠場    | 2位     |           |         |
| GP NHK杯              | 4位     |         | 1位     |         | 4位       | 1位     | 1位       | 棄権    |         | 1位     |           | 欠場    |
| GP スケートアメリカ   |         |         | 2位     |         |           |         |           |         |         |         |           |         |
| GP スケートカナダ     |         |         |         | 2位     |           | 2位     | 2位       |         |         | 1位     |           |         |
| GP 中国杯             |         | 4位     |         |         | 2位       |         |           |         |         |         |           |         |
| GP エリック杯         |         |         |         | 2位     |           |         |           |         |         |         |           |         |
| GP ロステレコム杯     | 7位     | 1位     |         |         |           |         |           | 2位     | 1位     |         |           | 欠場    |
| GP ヘルシンキ         |         |         |         |         |           |         |           |         | 1位     |         |           |         |
| CS オータムクラシック |         |         |         |         |           | 1位     | 1位       | 2位     | 1位     | 1位     |           |         |
| フィンランディア杯    |         |         | 1位     | 1位     | 欠場      |         |           |         |         |         |           |         |
| ネーベルホルン杯      |         | 1位     |         |         |           |         |           |         |         |         |           |         |
| オリンピック団体戦    |         |         |         | 5位     |           |         |           |         |         |         |           |         |
| 世界国別対抗戦        |         |         |         |         | 3位 (1位) |         | 1位 (3位) |         |         |         | 3位 (2位) |         |
| 全日本選手権          | 4位     | 3位     | 1位     | 1位     | 1位       | 1位     | 欠場      | 欠場    | 欠場    | 2位     | 1位       | 1位     |

- JGP - ISUジュニアグランプリシリーズ
- N - ノービスクラス、A - ノービスAクラス、B - ノービスBクラス

| 大会名                     | 2004–05 | 2005–06 | 2006–07 | 2007–08 | 2008–09 | 2009–10 |
| -------------------------- | ------- | ------- | ------- | ------- | ------- | ------- |
| 世界ジュニア選手権         |         |         |         |         | 12位    | 1位     |
| JGP ファイナル             |         |         |         |         |         | 1位     |
| JGP メラーノ杯             |         |         |         |         | 5位     |         |
| JGP クロアチア杯           |         |         |         |         |         | 1位     |
| JGP トルン杯               |         |         |         |         |         | 1位     |
| タンペレ・サンタクロース杯 | 1位 A   |         |         |         |         |         |
| アジアノービス選手権       | 4位 N   |         |         |         |         |         |
| ムラドスト杯               |         |         | 1位 N   |         |         |         |
| コペンハーゲン杯           |         |         |         | 1位 N   |         |         |
| 全日本選手権               |         |         |         |         | 8位     | 6位     |
| 全日本ジュニア選手権       |         |         | 7位     | 3位     | 1位     | 1位     |
| 全日本ノービス選手権       | 1位 B   | 2位 B   | 3位 A   | 1位 A   |         |         |

### 詳細成績
- 赤い数字はISU公認大会での当時の世界最高得点（国内大会はISU非公認大会のため含まない）

| 2021-2022 シーズン   | 2021-2022 シーズン                                       | 2021-2022 シーズン                                       | 2021-2022 シーズン | 2021-2022 シーズン | 2021-2022 シーズン |
| 開催日               | 大会名                                                   | 大会名                                                   | ショート           | フリー             | 結果               |
| -------------------- | -------------------------------------------------------- | -------------------------------------------------------- | ------------------ | ------------------ | ------------------ |
| 2022年2月 4日-20日   | 2022年北京オリンピック(北京)〔Result〕                   | 2022年北京オリンピック(北京)〔Result〕                   | 8 95.15            | 3 188.06           | 4 283.21           |
| 2021年12月 22日-26日 | 第90回全日本フィギュアスケート選手権(さいたま)〔Result〕 | 第90回全日本フィギュアスケート選手権(さいたま)〔Result〕 | 1 111.31           | 1 211.05           | 1 322.36           |

| 2020-2021 シーズン   | 2020-2021 シーズン                                           | 2020-2021 シーズン                                           | 2020-2021 シーズン | 2020-2021 シーズン | 2020-2021 シーズン |
| 開催日               | 大会名                                                       | 大会名                                                       | ショート           | フリー             | 結果               |
| -------------------- | ------------------------------------------------------------ | ------------------------------------------------------------ | ------------------ | ------------------ | ------------------ |
| 2021年4月 15日-18日  | 2021年世界フィギュアスケート国別対抗戦(大阪)〔Result〕       | 2021年世界フィギュアスケート国別対抗戦(大阪)〔Result〕       | 2 107.12           | 2 193.76           | 団体 300.88        |
| 2021年3月 22日-28日  | 2021年世界フィギュアスケート選手権(ストックホルム)〔Result〕 | 2021年世界フィギュアスケート選手権(ストックホルム)〔Result〕 | 1 106.98           | 4 182.20           | 3 289.18           |
| 2020年12月 24日-27日 | 第89回全日本フィギュアスケート選手権(長野)〔Result〕         | 第89回全日本フィギュアスケート選手権(長野)〔Result〕         | 1 103.53           | 1 215.83           | 1 319.36           |

| 2019-2020 シーズン   | 2019-2020 シーズン                                                       | 2019-2020 シーズン                                                       | 2019-2020 シーズン | 2019-2020 シーズン | 2019-2020 シーズン |
| 開催日               | 大会名                                                                   | 大会名                                                                   | ショート           | フリー             | 結果               |
| -------------------- | ------------------------------------------------------------------------ | ------------------------------------------------------------------------ | ------------------ | ------------------ | ------------------ |
| 2020年2月 4日-9日    | 2020年四大陸フィギュアスケート選手権 (ソウル)〔Result〕                  | 2020年四大陸フィギュアスケート選手権 (ソウル)〔Result〕                  | 1 111.82           | 1 187.60           | 1 299.42           |
| 2019年12月 19日-22日 | 第88回全日本フィギュアスケート選手権(東京)〔Result〕                     | 第88回全日本フィギュアスケート選手権(東京)〔Result〕                     | 1 110.72           | 3 172.05           | 2 282.77           |
| 2019年12月 5日-8日   | 2019年ISUグランプリファイナル(トリノ)〔Result〕                          | 2019年ISUグランプリファイナル(トリノ)〔Result〕                          | 2 97.43            | 2 194.00           | 2 291.43           |
| 2019年11月 22日-24日 | ISUグランプリシリーズ 2019年NHK杯(札幌)〔Result〕                        | ISUグランプリシリーズ 2019年NHK杯(札幌)〔Result〕                        | 1 109.34           | 1 195.71           | 1 305.05           |
| 2019年10月 25日-27日 | ISUグランプリシリーズ 2019年スケートカナダ(ケロウナ)〔Result〕           | ISUグランプリシリーズ 2019年スケートカナダ(ケロウナ)〔Result〕           | 1 109.60           | 1 212.99           | 1 322.59           |
| 2019年9月 12日-14日  | ISUチャレンジャーシリーズ 2019年オータムクラシック(オークビル)〔Result〕 | ISUチャレンジャーシリーズ 2019年オータムクラシック(オークビル)〔Result〕 | 1 98.38            | 1 180.67           | 1 279.05           |

| 2018-2019 シーズン   | 2018-2019 シーズン                                                         | 2018-2019 シーズン                                                         | 2018-2019 シーズン | 2018-2019 シーズン | 2018-2019 シーズン |
| 開催日               | 大会名                                                                     | 大会名                                                                     | ショート           | フリー             | 結果               |
| -------------------- | -------------------------------------------------------------------------- | -------------------------------------------------------------------------- | ------------------ | ------------------ | ------------------ |
| 2019年3月 18日-24日  | 2019年世界フィギュアスケート選手権(さいたま)〔Result〕                     | 2019年世界フィギュアスケート選手権(さいたま)〔Result〕                     | 3 94.87            | 2 206.10           | 2 300.97           |
| 2018年11月 16日-18日 | ISUグランプリシリーズ 2018年ロステレコム杯(モスクワ)〔Result〕             | ISUグランプリシリーズ 2018年ロステレコム杯(モスクワ)〔Result〕             | 1 110.53           | 1 167.89           | 1 278.42           |
| 2018年11月 2日-4日   | ISUグランプリシリーズ 2018年グランプリオブヘルシンキ(ヘルシンキ)〔Result〕 | ISUグランプリシリーズ 2018年グランプリオブヘルシンキ(ヘルシンキ)〔Result〕 | 1 106.69           | 1 190.43           | 1 297.12           |
| 2018年9月 20日-22日  | ISUチャレンジャーシリーズ 2018年オータムクラシック(オークビル)〔Result〕   | ISUチャレンジャーシリーズ 2018年オータムクラシック(オークビル)〔Result〕   | 1 97.74            | 2 165.91           | 1 263.65           |

| 2017-2018 シーズン   | 2017-2018 シーズン                                                           | 2017-2018 シーズン                                                           | 2017-2018 シーズン | 2017-2018 シーズン | 2017-2018 シーズン |
| 開催日               | 大会名                                                                       | 大会名                                                                       | ショート           | フリー             | 結果               |
| -------------------- | ---------------------------------------------------------------------------- | ---------------------------------------------------------------------------- | ------------------ | ------------------ | ------------------ |
| 2018年2月 16日-17日  | 2018年平昌オリンピック(平昌)〔Result〕                                       | 2018年平昌オリンピック(平昌)〔Result〕                                       | 1 111.68           | 2 206.17           | 1 317.85           |
| 2017年10月 20日-22日 | ISUグランプリシリーズ 2017年ロステレコム杯(モスクワ)〔Result〕               | ISUグランプリシリーズ 2017年ロステレコム杯(モスクワ)〔Result〕               | 2 94.85            | 1 195.92           | 2 290.77           |
| 2017年9月 20日-23日  | ISUチャレンジャーシリーズ 2017年オータムクラシック(ピエールフォン)〔Result〕 | ISUチャレンジャーシリーズ 2017年オータムクラシック(ピエールフォン)〔Result〕 | 1 112.72           | 5 155.52           | 2 268.24           |

| 2016-2017 シーズン     | 2016-2017 シーズン                                                           | 2016-2017 シーズン                                                           | 2016-2017 シーズン | 2016-2017 シーズン | 2016-2017 シーズン |
| 開催日                 | 大会名                                                                       | 大会名                                                                       | ショート           | フリー             | 結果               |
| ---------------------- | ---------------------------------------------------------------------------- | ---------------------------------------------------------------------------- | ------------------ | ------------------ | ------------------ |
| 2017年4月 20日-23日    | 2017年世界フィギュアスケート国別対抗戦(東京)〔Result〕                       | 2017年世界フィギュアスケート国別対抗戦(東京)〔Result〕                       | 7 83.51            | 1 200.49           | 団体 284.00        |
| 2017年3月27日 -4月2日  | 2017年世界フィギュアスケート選手権(ヘルシンキ)〔Result〕                     | 2017年世界フィギュアスケート選手権(ヘルシンキ)〔Result〕                     | 5 98.39            | 1 223.20           | 1 321.59           |
| 2017年2月 14日-19日    | 2017年四大陸フィギュアスケート選手権(江陵)〔Result〕                         | 2017年四大陸フィギュアスケート選手権(江陵)〔Result〕                         | 3 97.04            | 1 206.67           | 2 303.71           |
| 2016年12月 8日-11日    | 2016年ISUグランプリファイナル(マルセイユ)〔Result〕                          | 2016年ISUグランプリファイナル(マルセイユ)〔Result〕                          | 1 106.53           | 3 187.37           | 1 293.90           |
| 2016年11月 25日-27日   | ISUグランプリシリーズ 2016年NHK杯(札幌)〔Result〕                            | ISUグランプリシリーズ 2016年NHK杯(札幌)〔Result〕                            | 1 103.89           | 1 197.58           | 1 301.47           |
| 2016年10月 28日-30日   | ISUグランプリシリーズ 2016年スケートカナダ(ミシサガ)〔Result〕               | ISUグランプリシリーズ 2016年スケートカナダ(ミシサガ)〔Result〕               | 4 79.65            | 1 183.41           | 2 263.06           |
| 2016年9月29日 -10月1日 | ISUチャレンジャーシリーズ 2016年オータムクラシック(ピエールフォン)〔Result〕 | ISUチャレンジャーシリーズ 2016年オータムクラシック(ピエールフォン)〔Result〕 | 1 88.30            | 1 172.27           | 1 260.57           |

| 2015-2016 シーズン      | 2015-2016 シーズン                                                           | 2015-2016 シーズン                                                           | 2015-2016 シーズン | 2015-2016 シーズン | 2015-2016 シーズン |
| 開催日                  | 大会名                                                                       | 大会名                                                                       | ショート           | フリー             | 結果               |
| ----------------------- | ---------------------------------------------------------------------------- | ---------------------------------------------------------------------------- | ------------------ | ------------------ | ------------------ |
| 2016年3月26日 -4月3日   | 2016年世界フィギュアスケート選手権(ボストン)〔Result〕                       | 2016年世界フィギュアスケート選手権(ボストン)〔Result〕                       | 1 110.56           | 2 184.64           | 2 295.17           |
| 2015年12月 24日-27日    | 第84回全日本フィギュアスケート選手権(札幌 )〔Result〕                        | 第84回全日本フィギュアスケート選手権(札幌 )〔Result〕                        | 1 102.63           | 1 183.73           | 1 286.36           |
| 2015年12月 9日-13日     | 2015年ISUグランプリファイナル(バルセロナ)〔Result〕                          | 2015年ISUグランプリファイナル(バルセロナ)〔Result〕                          | 1 110.95           | 1 219.48           | 1 330.43           |
| 2015年11月 27日-29日    | 2015/2016 ISUグランプリシリーズ 2015年NHK杯(長野)〔Result〕                  | 2015/2016 ISUグランプリシリーズ 2015年NHK杯(長野)〔Result〕                  | 1 106.33           | 1 216.07           | 1 322.40           |
| 2015年10月30日 -11月1日 | 2015/2016 ISUグランプリシリーズ 2015年スケートカナダ(レスブリッジ)〔Result〕 | 2015/2016 ISUグランプリシリーズ 2015年スケートカナダ(レスブリッジ)〔Result〕 | 6 73.25            | 2 186.29           | 2 259.54           |
| 2015年10月 12日-15日    | 2015年スケートカナダオータムクラシック(バリー)〔Result〕                     | 2015年スケートカナダオータムクラシック(バリー)〔Result〕                     | 1 93.14            | 1 184.05           | 1 277.19           |

| 2014-2015 シーズン   | 2014-2015 シーズン                                     | 2014-2015 シーズン                                     | 2014-2015 シーズン | 2014-2015 シーズン | 2014-2015 シーズン |
| 開催日               | 大会名                                                 | 大会名                                                 | ショート           | フリー             | 結果               |
| -------------------- | ------------------------------------------------------ | ------------------------------------------------------ | ------------------ | ------------------ | ------------------ |
| 2015年4月 16日-19日  | 2015年世界フィギュアスケート国別対抗戦(東京)〔Result〕 | 2015年世界フィギュアスケート国別対抗戦(東京)〔Result〕 | 1 96.27            | 1 192.31           | 団体 288.58        |
| 2015年3月 23日-29日  | 2015年世界フィギュアスケート選手権(上海)〔Result〕     | 2015年世界フィギュアスケート選手権(上海)〔Result〕     | 1 95.20            | 3 175.88           | 2 271.08           |
| 2014年12月 25日-28日 | 第83回全日本フィギュアスケート選手権 (長野)〔Result〕  | 第83回全日本フィギュアスケート選手権 (長野)〔Result〕  | 1 94.36            | 1 192.50           | 1 286.86           |
| 2014年12月 11日-14日 | 2014年 ISUグランプリファイナル(バルセロナ)〔Result〕   | 2014年 ISUグランプリファイナル(バルセロナ)〔Result〕   | 1 94.08            | 1 194.08           | 1 288.16           |
| 2014年11月 28日-30日 | ISUグランプリシリーズ 2014年NHK杯(大阪)〔Result〕      | ISUグランプリシリーズ 2014年NHK杯(大阪)〔Result〕      | 5 78.01            | 3 151.79           | 4 229.80           |
| 2014年11月 7日-9日   | ISUグランプリシリーズ 2014年中国杯(上海)〔Result〕     | ISUグランプリシリーズ 2014年中国杯(上海)〔Result〕     | 2 82.95            | 2 154.60           | 2 237.55           |

| 2013-2014 シーズン   | 2013-2014 シーズン                                                 | 2013-2014 シーズン                                                 | 2013-2014 シーズン | 2013-2014 シーズン | 2013-2014 シーズン |
| 開催日               | 大会名                                                             | 大会名                                                             | ショート           | フリー             | 結果               |
| -------------------- | ------------------------------------------------------------------ | ------------------------------------------------------------------ | ------------------ | ------------------ | ------------------ |
| 2014年3月 24日-30日  | 2014年世界フィギュアスケート選手権(さいたま)〔Result〕             | 2014年世界フィギュアスケート選手権(さいたま)〔Result〕             | 3 91.24            | 1 191.35           | 1 282.59           |
| 2014年2月 6日-22日   | 2014年ソチオリンピック(ソチ)〔Result〕                             | 2014年ソチオリンピック(ソチ)〔Result〕                             | 1 101.45           | 1 178.64           | 1 280.09           |
| 2014年2月 6日-22日   | 2014年ソチオリンピック 団体戦(ソチ)〔Result〕                      | 2014年ソチオリンピック 団体戦(ソチ)〔Result〕                      | 1 97.98            | 団体戦             | 団体戦             |
| 2013年12月 20日-23日 | 第82回全日本フィギュアスケート選手権(さいたま)〔Result〕           | 第82回全日本フィギュアスケート選手権(さいたま)〔Result〕           | 1 103.10           | 1 194.70           | 1 297.80           |
| 2013年12月 5日-8日   | 2013年 ISUグランプリファイナル(福岡)〔Result〕                     | 2013年 ISUグランプリファイナル(福岡)〔Result〕                     | 1 99.84            | 1 193.41           | 1 293.25           |
| 2013年11月 15日-17日 | ISUグランプリシリーズ 2013年エリック・ボンパール杯(パリ)〔Result〕 | ISUグランプリシリーズ 2013年エリック・ボンパール杯(パリ)〔Result〕 | 2 95.37            | 2 168.22           | 2 263.59           |
| 2013年10月 25日-27日 | ISUグランプリシリーズ 2013年スケートカナダ(セントジョン)〔Result〕 | ISUグランプリシリーズ 2013年スケートカナダ(セントジョン)〔Result〕 | 3 80.40            | 2 154.40           | 2 234.80           |
| 2013年10月 4日-6日   | 2013年フィンランディア杯(エスポー)〔Result〕                       | 2013年フィンランディア杯(エスポー)〔Result〕                       | 1 84.66            | 1 180.93           | 1 265.59           |

| 2012-2013 シーズン   | 2012-2013 シーズン                                             | 2012-2013 シーズン                                             | 2012-2013 シーズン | 2012-2013 シーズン | 2012-2013 シーズン |
| 開催日               | 大会名                                                         | 大会名                                                         | ショート           | フリー             | 結果               |
| -------------------- | -------------------------------------------------------------- | -------------------------------------------------------------- | ------------------ | ------------------ | ------------------ |
| 2013年3月 10日-17日  | 2013年世界フィギュアスケート選手権(ロンドン)〔Result〕         | 2013年世界フィギュアスケート選手権(ロンドン)〔Result〕         | 9 75.94            | 3 169.05           | 4 244.99           |
| 2013年2月 6日-11日   | 2013年四大陸フィギュアスケート選手権(大阪)〔Result〕           | 2013年四大陸フィギュアスケート選手権(大阪)〔Result〕           | 1 87.65            | 3 158.73           | 2 246.38           |
| 2012年12月 20日-24日 | 第81回全日本フィギュアスケート選手権(札幌)〔Result〕           | 第81回全日本フィギュアスケート選手権(札幌)〔Result〕           | 1 97.68            | 2 187.55           | 1 285.23           |
| 2012年12月 6日-9日   | 2012年 ISUグランプリファイナル(ソチ)〔Result〕                 | 2012年 ISUグランプリファイナル(ソチ)〔Result〕                 | 3 87.17            | 2 177.12           | 2 264.29           |
| 2012年11月 23日-25日 | ISUグランプリシリーズ 2012年NHK杯(利府)〔Result〕              | ISUグランプリシリーズ 2012年NHK杯(利府)〔Result〕              | 1 95.32            | 1 165.71           | 1 261.03           |
| 2012年10月 19日-21日 | ISUグランプリシリーズ 2012年スケートアメリカ(ケント)〔Result〕 | ISUグランプリシリーズ 2012年スケートアメリカ(ケント)〔Result〕 | 1 95.07            | 3 148.67           | 2 243.74           |
| 2012年10月 4日-7日   | 2012年フィンランディア杯(エスポー)〔Result〕                   | 2012年フィンランディア杯(エスポー)〔Result〕                   | 2 75.57            | 1 172.56           | 1 248.13           |

| 2011-2012 シーズン    | 2011-2012 シーズン                                             | 2011-2012 シーズン                                             | 2011-2012 シーズン | 2011-2012 シーズン | 2011-2012 シーズン |
| 開催日                | 大会名                                                         | 大会名                                                         | ショート           | フリー             | 結果               |
| --------------------- | -------------------------------------------------------------- | -------------------------------------------------------------- | ------------------ | ------------------ | ------------------ |
| 2012年3月26日 -4月1日 | 2012年世界フィギュアスケート選手権(ニース)〔Result〕           | 2012年世界フィギュアスケート選手権(ニース)〔Result〕           | 7 77.07            | 2 173.99           | 3 251.06           |
| 2011年12月 22日-25日  | 第80回全日本フィギュアスケート選手権(門真)〔Result〕           | 第80回全日本フィギュアスケート選手権(門真)〔Result〕           | 4 74.32            | 1 167.59           | 3 241.91           |
| 2011年12月 8日-11日   | 2011年 ISUグランプリファイナル(ケベック・シティー)〔Result〕   | 2011年 ISUグランプリファイナル(ケベック・シティー)〔Result〕   | 4 79.33            | 3 166.49           | 4 245.82           |
| 2011年11月 25日-27日  | ISUグランプリシリーズ 2011年ロステレコム杯(モスクワ)〔Result〕 | ISUグランプリシリーズ 2011年ロステレコム杯(モスクワ)〔Result〕 | 2 82.78            | 2 158.88           | 1 241.66           |
| 2011年11月 4日-6日    | ISUグランプリシリーズ 2011年中国杯(上海)〔Result〕             | ISUグランプリシリーズ 2011年中国杯(上海)〔Result〕             | 2 81.37            | 4 145.16           | 4 226.53           |
| 2011年9月 21日-24日   | 2011年ネーベルホルン杯(オーベルストドルフ)〔Result〕           | 2011年ネーベルホルン杯(オーベルストドルフ)〔Result〕           | 1 75.26            | 1 151.00           | 1 226.26           |

| 2010-2011 シーズン   | 2010-2011 シーズン                                             | 2010-2011 シーズン                                             | 2010-2011 シーズン | 2010-2011 シーズン | 2010-2011 シーズン |
| 開催日               | 大会名                                                         | 大会名                                                         | ショート           | フリー             | 結果               |
| -------------------- | -------------------------------------------------------------- | -------------------------------------------------------------- | ------------------ | ------------------ | ------------------ |
| 2011年2月 15日-20日  | 2011年四大陸フィギュアスケート選手権(台北)〔Result〕           | 2011年四大陸フィギュアスケート選手権(台北)〔Result〕           | 3 76.43            | 3 151.58           | 2 228.01           |
| 2010年12月 24日-27日 | 第79回全日本フィギュアスケート選手権(長野)〔Result〕           | 第79回全日本フィギュアスケート選手権(長野)〔Result〕           | 2 78.94            | 4 141.12           | 4 220.06           |
| 2010年11月 19日-21日 | ISUグランプリシリーズ 2010年ロステレコム杯(モスクワ)〔Result〕 | ISUグランプリシリーズ 2010年ロステレコム杯(モスクワ)〔Result〕 | 6 70.24            | 6 132.42           | 7 202.66           |
| 2010年10月 22日-24日 | ISUグランプリシリーズ 2010年NHK杯(名古屋)〔Result〕            | ISUグランプリシリーズ 2010年NHK杯(名古屋)〔Result〕            | 5 69.31            | 4 138.41           | 4 207.72           |

| 2009-2010 シーズン   | 2009-2010 シーズン                                                   | 2009-2010 シーズン                                                   | 2009-2010 シーズン | 2009-2010 シーズン | 2009-2010 シーズン |
| 開催日               | 大会名                                                               | 大会名                                                               | ショート           | フリー             | 結果               |
| -------------------- | -------------------------------------------------------------------- | -------------------------------------------------------------------- | ------------------ | ------------------ | ------------------ |
| 2010年3月 8日-14日   | 2010年世界ジュニアフィギュアスケート選手権(バーグ)〔Result〕         | 2010年世界ジュニアフィギュアスケート選手権(バーグ)〔Result〕         | 3 68.75            | 1 147.35           | 1 216.10           |
| 2009年12月 25日-27日 | 第78回全日本フィギュアスケート選手権(大阪)〔Result〕                 | 第78回全日本フィギュアスケート選手権(大阪)〔Result〕                 | 13 57.99           | 5 137.23           | 6 195.22           |
| 2009年12月 3日-6日   | 2009年 ISUジュニアグランプリファイナル(東京)〔Result〕               | 2009年 ISUジュニアグランプリファイナル(東京)〔Result〕               | 3 69.85            | 1 136.92           | 1 206.77           |
| 2009年11月 21日-23日 | 第78回全日本フィギュアスケートジュニア選手権(横浜)〔Result〕         | 第78回全日本フィギュアスケートジュニア選手権(横浜)〔Result〕         | 1 76.00            | 2 118.15           | 1 194.15           |
| 2009年10月 7日-10日  | ISUジュニアグランプリシリーズ 2009年クロアチア杯(ザグレブ)〔Result〕 | ISUジュニアグランプリシリーズ 2009年クロアチア杯(ザグレブ)〔Result〕 | 1 70.78            | 1 130.37           | 1 201.15           |
| 2009年9月 9日-13日   | ISUジュニアグランプリシリーズ 2009年トルン杯(ポーランド)〔Result〕   | ISUジュニアグランプリシリーズ 2009年トルン杯(ポーランド)〔Result〕   | 1 66.77            | 1 131.88           | 1 198.65           |

| 2008-2009 シーズン    | 2008-2009 シーズン                                                        | 2008-2009 シーズン                                                        | 2008-2009 シーズン | 2008-2009 シーズン | 2008-2009 シーズン |
| 開催日                | 大会名                                                                    | 大会名                                                                    | ショート           | フリー             | 結果               |
| --------------------- | ------------------------------------------------------------------------- | ------------------------------------------------------------------------- | ------------------ | ------------------ | ------------------ |
| 2009年2月23日 -3月1日 | 2009年世界ジュニアフィギュアスケート選手権(ブルガリア/ソフィア)〔Result〕 | 2009年世界ジュニアフィギュアスケート選手権(ブルガリア/ソフィア)〔Result〕 | 11 58.18           | 13 103.59          | 12 161.77          |
| 2008年12月 25日-27日  | 第77回全日本フィギュアスケート選手権(長野)〔Result〕                      | 第77回全日本フィギュアスケート選手権(長野)〔Result〕                      | 8 64.50            | 5 117.15           | 8 181.65           |
| 2008年11月 21日-23日  | 第77回全日本フィギュアスケートジュニア選手権(名古屋)〔Result〕            | 第77回全日本フィギュアスケートジュニア選手権(名古屋)〔Result〕            | 4 57.25            | 1 124.92           | 1 182.17           |
| 2008年9月 3日-7日     | ISUジュニアグランプリシリーズ 2008年メラーノ杯(イタリア)〔Result〕        | ISUジュニアグランプリシリーズ 2008年メラーノ杯(イタリア)〔Result〕        | 6 51.06            | 4 95.62            | 5 146.68           |

| 2007-2008 シーズン   | 2007-2008 シーズン                                                                  | 2007-2008 シーズン                                                                  | 2007-2008 シーズン | 2007-2008 シーズン | 2007-2008 シーズン |
| 開催日               | 大会名                                                                              | 大会名                                                                              | ショート           | フリー             | 結果               |
| -------------------- | ----------------------------------------------------------------------------------- | ----------------------------------------------------------------------------------- | ------------------ | ------------------ | ------------------ |
| 2008年3月 27日-30日  | 2008年スケートコペンハーゲン杯【Lv:ノービス】(デンマーク)                           | 2008年スケートコペンハーゲン杯【Lv:ノービス】(デンマーク)                           | 1 54.00            | 1 94.90            | 1 148.9            |
| 2007年11月 24日-25日 | 第76回全日本フィギュアスケートジュニア選手権(仙台)〔Result〕                        | 第76回全日本フィギュアスケートジュニア選手権(仙台)〔Result〕                        | 7 49.55            | 1 111.47           | 3 161.02           |
| 2007年10月 27日-28日 | 第11回全日本フィギュアスケートノービス選手権【Lv:ノービスA】(八戸)〔Result〕        | 第11回全日本フィギュアスケートノービス選手権【Lv:ノービスA】(八戸)〔Result〕        | -                  | 1 103.87           | 1 103.87           |
| 2006-2007 シーズン   |                                                                                     |                                                                                     |                    |                    |                    |
| 開催日               | 大会名                                                                              | 大会名                                                                              | ショート           | フリー             | 結果               |
| 2007年4月 25日-26日  | 2007年ムラドストトロフィー【Lv:ノービス】(クロアチア/ザグレブ)                      | 2007年ムラドストトロフィー【Lv:ノービス】(クロアチア/ザグレブ)                      | 1 48.79            | 1 85.70            | 1 134.4            |
| 2006年11月 25日-26日 | 第75回全日本フィギュアスケートジュニア選手権(広島)〔Result〕                        | 第75回全日本フィギュアスケートジュニア選手権(広島)〔Result〕                        | 18 38.80           | 4 90.16            | 7 128.96           |
| 2006年10月 28日-29日 | 第10回全日本フィギュアスケートノービス選手権【Lv:ノービスA】(倉敷)〔Result〕        | 第10回全日本フィギュアスケートノービス選手権【Lv:ノービスA】(倉敷)〔Result〕        | -                  | 3 71.03            | 3 71.03            |
| 2005-2006 シーズン   |                                                                                     |                                                                                     |                    |                    |                    |
| 開催日               | 大会名                                                                              | 大会名                                                                              | ショート           | フリー             | 結果               |
| 2005年10月 29日-30日 | 第9回全日本フィギュアスケートノービス選手権【Lv:ノービスA】(埼玉)〔Result〕         | 第9回全日本フィギュアスケートノービス選手権【Lv:ノービスA】(埼玉)〔Result〕         | -                  | 2 67.44            | 2 67.44            |
| 2004-2005 シーズン   |                                                                                     |                                                                                     |                    |                    |                    |
| 開催日               | 大会名                                                                              | 大会名                                                                              | ショート           | フリー             | 結果               |
| 2005年3月 28日-29日  | 2005年アジアジュニア選手権(香港)〔Result〕                                          | 2005年アジアジュニア選手権(香港)〔Result〕                                          | 4 (旧採点)         | 4 (旧採点)         | 4                  |
| 2004年12月 10日-12日 | 第6回タンペレ・サンタクロースフィギュアスケート競技会【Lv:ノービスA】(フィンランド) | 第6回タンペレ・サンタクロースフィギュアスケート競技会【Lv:ノービスA】(フィンランド) | 1 (旧採点)         | 1 (旧採点)         | 1                  |
| 2004年10月 23日-24日 | 第8回 全日本フィギュアスケートノービス選手権【Lv:ノービスB】(東京)〔Result〕        | 第8回 全日本フィギュアスケートノービス選手権【Lv:ノービスB】(東京)〔Result〕        | -                  | 1 (旧採点)         | 1                  |

| 2011-2012 シーズン      | 2011-2012 シーズン                                                            | 2011-2012 シーズン                                                            | 2011-2012 シーズン | 2011-2012 シーズン | 2011-2012 シーズン |
| 開催日                  | 大会名                                                                        | 大会名                                                                        | ショート           | フリー             | 結果               |
| ----------------------- | ----------------------------------------------------------------------------- | ----------------------------------------------------------------------------- | ------------------ | ------------------ | ------------------ |
| 2011年11月 14日-16日    | 2011年東北・北海道フィギュアスケート選手権大会(八戸)〔Result〕                | 2011年東北・北海道フィギュアスケート選手権大会(八戸)〔Result〕                | 1 88.06            | 1 150.77           | 1 238.83           |
| 2010-2011 シーズン      |                                                                               |                                                                               |                    |                    |                    |
| 開催日                  | 大会名                                                                        | 大会名                                                                        | ショート           | フリー             | 結果               |
| 2010年11月 4日-7日      | 第36回東日本フィギュアスケート選手権 (八戸 )〔Result〕                        | 第36回東日本フィギュアスケート選手権 (八戸 )〔Result〕                        | 1 77.25            | 1 163.47           | 1 240.72           |
| 2009-2010 シーズン      |                                                                               |                                                                               |                    |                    |                    |
| 開催日                  | 大会名                                                                        | 大会名                                                                        | ショート           | フリー             | 結果               |
| 2009年9月 25日-27日     | 2009年東北・北海道選手権ジュニア選手権大会(八戸)〔Result〕                    | 2009年東北・北海道選手権ジュニア選手権大会(八戸)〔Result〕                    | 1 65.75            | 1 123.77           | 1 189.52           |
| 2009年10月30日 -11月1日 | 第26回東日本ジュニア選手権大会(ひたちなか)〔Result〕                          | 第26回東日本ジュニア選手権大会(ひたちなか)〔Result〕                          | 1 65.24            | 1 137.05           | 1 202.29           |
| 2010年1月29日 -2月1日   | 第30回全国中学校スケート大会【Lv:ノービスA】(長野)〔Result〕                  | 第30回全国中学校スケート大会【Lv:ノービスA】(長野)〔Result〕                  | 1 73.20            | -                  | 1 73.20            |
| 2008-2009 シーズン      |                                                                               |                                                                               |                    |                    |                    |
| 開催日                  | 大会名                                                                        | 大会名                                                                        | ショート           | フリー             | 結果               |
| 2009年3月 27日-29日     | 第38回北日本フィギュアスケート競技大会【Lv:ジュニア】(盛岡)〔Result〕         | 第38回北日本フィギュアスケート競技大会【Lv:ジュニア】(盛岡)〔Result〕         | 1 62.40            | 1 125.52           | 1 187.92           |
| 2009年2月 4日-6日       | 第29回全国中学校スケート大会【Lv:ノービスA】(長野)〔Result〕                  | 第29回全国中学校スケート大会【Lv:ノービスA】(長野)〔Result〕                  | 1 58.09            | -                  | 1 58.09            |
| 2008年11月 1日-3日      | 第25回東日本ジュニア選手権大会(長野 )〔Result〕                               | 第25回東日本ジュニア選手権大会(長野 )〔Result〕                               | 1 56.62            | 1 105.35           | 1 161.97           |
| 2008年10月1日 -11月3日  | 2008東北･北海道フィギュアスケート選手権大会【Lv:ジュニア】(八戸 )〔Result〕   | 2008東北･北海道フィギュアスケート選手権大会【Lv:ジュニア】(八戸 )〔Result〕   | 1 50.79            | 1 113.93           | 1 164.72           |
| 2007-2008 シーズン      |                                                                               |                                                                               |                    |                    |                    |
| 開催日                  | 大会名                                                                        | 大会名                                                                        | ショート           | フリー             | 結果               |
| 2008年2月 2日-5日       | 第28回全国中学校スケート大会【Lv:ノービスA】(長野)〔Result〕                  | 第28回全国中学校スケート大会【Lv:ノービスA】(長野)〔Result〕                  | 1 (旧採点)         | -                  | 1 (旧採点)         |
| 2007年10月 5日-7日      | 2007東北・北海道フィギュアスケート選手権大会【Lv:ノービスA】(札幌)〔Result〕  | 2007東北・北海道フィギュアスケート選手権大会【Lv:ノービスA】(札幌)〔Result〕  | -                  | 1 84.31            | 1 84.31            |
| 2006-2007 シーズン      |                                                                               |                                                                               |                    |                    |                    |
| 開催日                  | 大会名                                                                        | 大会名                                                                        | ショート           | フリー             | 結果               |
| 2007年3月30日 -4月1日   | 第36回北日本フィギュアスケート競技大会【Lv:ジュニア】(宮城県黒川)〔Result〕   | 第36回北日本フィギュアスケート競技大会【Lv:ジュニア】(宮城県黒川)〔Result〕   | 1 88.08            | 1 134.07           | 1 45.99            |
| 2007年2月-日            | 宮城県小学生大会【Lv:ノービスA】(宮城)                                        | 宮城県小学生大会【Lv:ノービスA】(宮城)                                        | -                  | -                  | 1                  |
| 2005-2006 シーズン      |                                                                               |                                                                               |                    |                    |                    |
| 開催日                  | 大会名                                                                        | 大会名                                                                        | ショート           | フリー             | 結果               |
| 2005年10月 8日-10日     | 2005東北・北海道フィギュアスケート選手権大会【Lv:ノービスB】(札幌)〔Result〕  | 2005東北・北海道フィギュアスケート選手権大会【Lv:ノービスB】(札幌)〔Result〕  | -                  | 1 50.26            | 1 50.26            |
| 2004-2005 シーズン      |                                                                               |                                                                               |                    |                    |                    |
| 開催日                  | 大会名                                                                        | 大会名                                                                        | ショート           | フリー             | 結果               |
| 2004年10月 1日-3日      | 2004 東北・北海道フィギュアスケート選手権大会【Lv:ノービスB】(仙台)〔Result〕 | 2004 東北・北海道フィギュアスケート選手権大会【Lv:ノービスB】(仙台)〔Result〕 | -                  | 1 (旧採点)         | 1                  |

## プログラム
- 太字は羽生自身が付けたタイトルである
- は冬季オリンピックで実施されたプログラム

| シーズン  | ショートプログラム | フリースケーティング | エキシビション |
| --------- | --- | --- | --- |
| 2021-2022 | 序奏とロンド・カプリチオーソ 作曲：サン＝サーンス 編曲・ピアノ演奏：清塚信也 「振付共作」：ジェフリー・バトル シェイ＝リーン・ボーン                                            | 「天と地と」- Heaven and Earth 天と地と 新・平家物語 （サウンドトラック） 作曲：冨田勲 振付：シェイ＝リーン・ボーン                                                              | 春よ、来い ピアノ演奏：清塚信也 作曲：松任谷由実 振付：デヴィッド・ウィルソン |
| 2021-2022 | 序奏とロンド・カプリチオーソ 作曲：サン＝サーンス 編曲・ピアノ演奏：清塚信也 「振付共作」：ジェフリー・バトル シェイ＝リーン・ボーン                                            | 「天と地と」- Heaven and Earth 天と地と 新・平家物語 （サウンドトラック） 作曲：冨田勲 振付：シェイ＝リーン・ボーン                                                              | Let Me Entertain You 作曲：ロビー・ウイリアムズ 振付：ジェフリー・バトル |
| 2020-2021 | Let Me Entertain You 作曲：ロビー・ウイリアムズ 振付：ジェフリー・バトル | 「天と地と」- Heaven and Earth 天と地と 新・平家物語 （サウンドトラック） 作曲：冨田勲 振付：シェイ＝リーン・ボーン                                                              | 春よ、来い ピアノ演奏：清塚信也 作曲：松任谷由実 振付：デヴィッド・ウィルソン 花は咲く ボーカル：指田郁也 作詞：岩井俊二 作曲・編曲：菅野よう子 振付：阿部奈々美 |
| 2019-2020 | バラード第1番ト短調 作曲：フレデリック・ショパン 振付：ジェフリー・バトル Otoñal (Autumnal 秋によせて) 作曲：ラウル・ディ・ブラシオ 振付：ジェフリー・バトル                    | SEIMEI 映画『陰陽師』サウンドトラックより 作曲：梅林茂 振付：シェイ＝リーン・ボーン Origin Art on Ice Magic Stradivarius 作曲：エドウィン・マートン 振付：シェイ＝リーン・ボーン | パリの散歩道 曲:ゲイリー・ムーア 振付：ジェフリー・バトル 春よ、来い ピアノ演奏：清塚信也 作曲：松任谷由実 振付：デヴィッド・ウィルソン 星降る夜 Notte Stellata (The Swan) ボーカル：イル・ヴォーロ 作曲：カミーユ・サン＝サーンス 振付：デヴィッド・ウィルソン SEIMEI 映画『陰陽師』サウンドトラックより 作曲：梅林茂 振付：シェイ＝リーン・ボーン Hope & Legacy View of Silence Asian Dream Song 作曲：久石譲 振付：シェイ＝リーン・ボーン |
| 2018-2019 | Otoñal (Autumnal 秋によせて) 作曲：ラウル・ディ・ブラシオ 振付：ジェフリー・バトル                                                                                              | Origin Art on Ice Magic Stradivarius 作曲：エドウィン・マートン 振付：シェイ＝リーン・ボーン                                                                                     | 春よ、来い ピアノ演奏:清塚信也 作曲：松任谷由実 振付：デヴィッド・ウィルソン |
| 2017-2018 | バラード第1番ト短調 作曲：フレデリック・ショパン 振付：ジェフリー・バトル | SEIMEI 映画『陰陽師』サウンドトラックより 作曲：梅林茂 振付：シェイ＝リーン・ボーン                                                                                              | 星降る夜 Notte Stellata (The Swan) ボーカル：イル・ヴォーロ 作曲：カミーユ・サン＝サーンス 振付：デヴィッド・ウィルソン |
| 2016-2017 | Let's Go Crazy 作曲：プリンス 振付：ジェフリー・バトル | Hope & Legacy View of Silence Asian Dream Song 作曲：久石譲 振付：シェイ＝リーン・ボーン                                                                                         | 星降る夜 Notte Stellata (The Swan) ボーカル：イル・ヴォーロ 作曲：カミーユ・サン＝サーンス 振付：デヴィッド・ウィルソン |
| 2015-2016 | バラード第1番ト短調 作曲：フレデリック・ショパン 振付：ジェフリー・バトル | SEIMEI 映画『陰陽師』サウンドトラックより 作曲：梅林茂 振付：シェイ＝リーン・ボーン                                                                                              | 天と地のレクイエム 東日本大震災鎮魂歌「3・11」 作曲：松尾泰伸 振付：宮本賢二 |
| 2014-2015 | バラード第1番ト短調 作曲：フレデリック・ショパン 振付：ジェフリー・バトル | 映画『オペラ座の怪人』より 作曲：アンドルー・ロイド・ウェバー 振付：シェイ＝リーン・ボーン                                                                                       | 花は咲く ボーカル：指田郁也 作詞：岩井俊二 作曲・編曲：菅野よう子 振付：阿部奈々美The Final Time Traveler ボーカル：サラ・オレイン 振付：宮本賢二パリの散歩道 曲：ゲイリー・ムーア 振付：ジェフリー・バトル |
| 2013-2014 | パリの散歩道 曲：ゲイリー・ムーア 振付：ジェフリー・バトル | 映画『ロミオとジュリエット』より 作曲：ニーノ・ロータ 振付：デヴィッド・ウィルソン                                                                                               | 練習曲第12番 嬰ニ短調「悲愴」 作曲：アレクサンドル・スクリャービン 編曲：トルガ・カシフ 演奏：マキシム 振付：阿部奈々美 |
| 2013-2014 | パリの散歩道 曲：ゲイリー・ムーア 振付：ジェフリー・バトル | 映画『ロミオとジュリエット』より 作曲：ニーノ・ロータ 振付：デヴィッド・ウィルソン                                                                                               | ノートルダム・ド・パリ 作曲：リカルド・コッチアンテ 振付：デヴィッド・ウィルソン |
| 2013-2014 | パリの散歩道 曲：ゲイリー・ムーア 振付：ジェフリー・バトル | 映画『ロミオとジュリエット』より 作曲：ニーノ・ロータ 振付：デヴィッド・ウィルソン                                                                                               | Story ボーカル：AI 振付：宮本賢二 |
| 2013-2014 | パリの散歩道 曲：ゲイリー・ムーア 振付：ジェフリー・バトル | 映画『ロミオとジュリエット』より 作曲：ニーノ・ロータ 振付：デヴィッド・ウィルソン                                                                                               | 花になれ 曲：指田郁也 振付：宮本賢二 |
| 2013-2014 | パリの散歩道 曲：ゲイリー・ムーア 振付：ジェフリー・バトル | 映画『ロミオとジュリエット』より 作曲：ニーノ・ロータ 振付：デヴィッド・ウィルソン                                                                                               | ホワイト・レジェンド バレエ音楽『白鳥の湖』より 作曲：ピョートル・チャイコフスキー 編曲・演奏：川井郁子 振付：阿部奈々美 |
| 2013-2014 | パリの散歩道 曲：ゲイリー・ムーア 振付：ジェフリー・バトル | 映画『ロミオとジュリエット』より 作曲：ニーノ・ロータ 振付：デヴィッド・ウィルソン                                                                                               | 映画『ロミオ+ジュリエット』より 映画『プランケット&マクレーン』より 作曲：クレイグ・アームストロング 振付：阿部奈々美 振付：ナタリア・ベステミアノワ 振付：イゴール・ボブリン |
| 2012-2013 | パリの散歩道 曲：ゲイリー・ムーア 振付：ジェフリー・バトル | ノートルダム・ド・パリ 作曲：リカルド・コッチアンテ 振付：デヴィッド・ウィルソン                                                                                                 | 花になれ 曲：指田郁也 振付：宮本賢二ハロー・アイ・ラヴ・ユー 曲：ドアーズ 振付：カート・ブラウニング |
| 2011-2012 | 練習曲第12番 嬰ニ短調「悲愴」 作曲：アレクサンドル・スクリャービン 編曲：トルガ・カシフ 演奏：マキシム 振付：阿部奈々美 振付：ナタリア・ベステミアノワ 振付：イゴール・ボブリン | 映画『ロミオ+ジュリエット』より 映画『プランケット&マクレーン』より 作曲：クレイグ・アームストロング 振付：阿部奈々美 振付：ナタリア・ベステミアノワ 振付：イゴール・ボブリン    | ホワイト・レジェンド バレエ音楽『白鳥の湖』より 作曲：ピョートル・チャイコフスキー 編曲・演奏：川井郁子 振付：阿部奈々美サムバディ・トゥ・ラヴ 曲：ジャスティン・ビーバー 振付：阿部奈々美 |
| 2010-2011 | ホワイト・レジェンド バレエ音楽『白鳥の湖』より 作曲：ピョートル・チャイコフスキー 編曲・演奏：川井郁子 振付：阿部奈々美                                                        | ツィゴイネルワイゼン 作曲：パブロ・デ・サラサーテ 振付：阿部奈々美 | ヴァーティゴ 曲：U2 振付：阿部奈々美 |
| 2009-2010 | ザ・ベイト ベア・アイランド 映画『ミッション:インポッシブル2』より 作曲：ハンス・ジマー 振付：阿部奈々美                                                                        | パガニーニの主題による狂詩曲 作曲：セルゲイ・ラフマニノフ 振付：阿部奈々美 | CHANGE ボーカル・演奏：MONKEY MAJIK+吉田兄弟 振付：阿部奈々美 |
| 2008-2009 | ボレロ 映画『ムーラン・ルージュ』より 作曲：スティーブ・シャープルズ 振付：阿部奈々美                                                                                           | パガニーニの主題による狂詩曲 作曲：セルゲイ・ラフマニノフ 振付：阿部奈々美 | CHANGE ボーカル・演奏：MONKEY MAJIK+吉田兄弟 振付：阿部奈々美 |
| 2007-2008 | シング・シング・シング 作曲：ルイ・プリマ 振付：阿部奈々美 | 火の鳥 作曲：イーゴリ・ストラヴィンスキー 振付：阿部奈々美 | 「シング・シング・シング」 振付：阿部奈々美 |
| 2006-2007 | 「アマゾニック」 「死の舞踏」 振付：関徳武 | 「サマーストーム」 振付：関徳武 | - |
| 2005-2006 | - | 「ロシアより愛を込めて」 振付：都築章一郎 | - |
| 2004-2005 | 「スパルタカス」 振付：都築章一郎 | 「ロシアより愛を込めて」 振付：都築章一郎 | - |

## ギャラリー

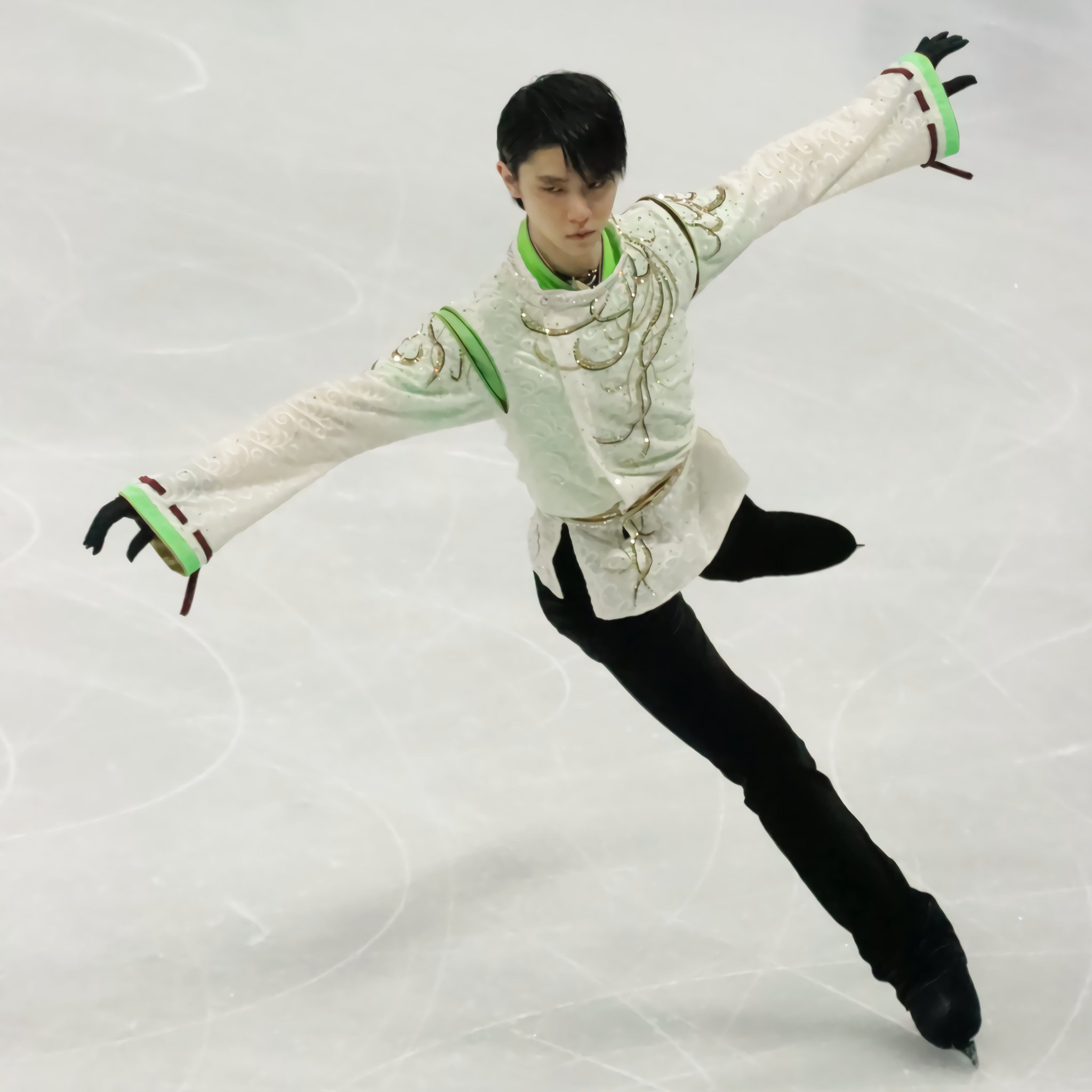
スーパースラムを達成した2020年四大陸選手権『SEIMEI』（4分版）
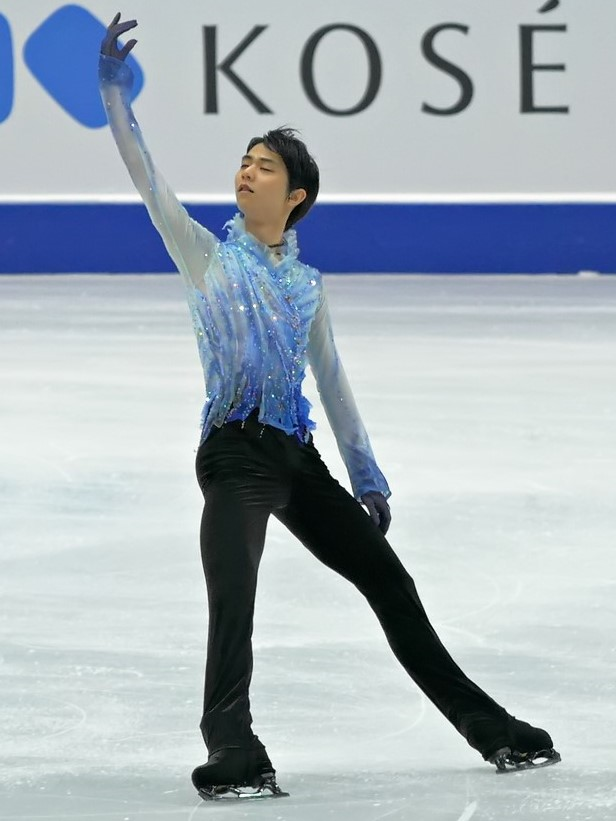
2019年グランプリファイナルのショートプログラム
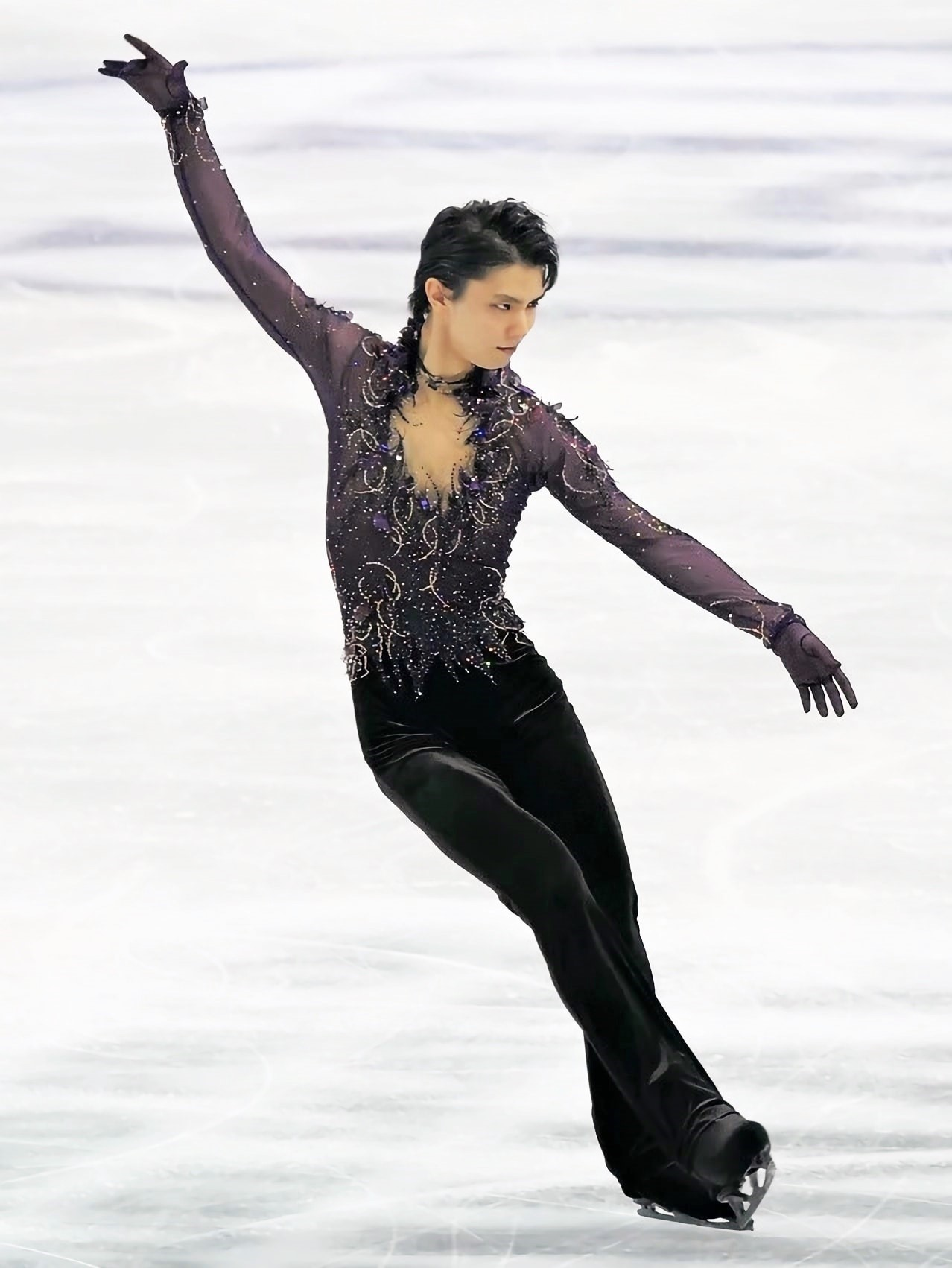
2019年グランプリファイナル「銀メダル」
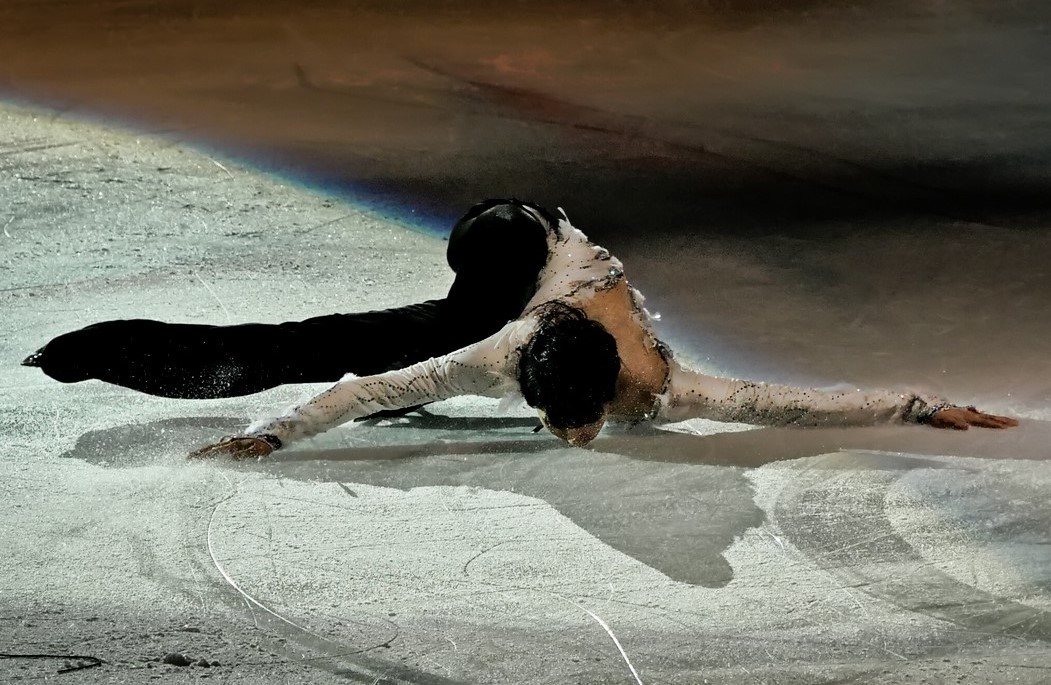
2019年グランプリファイナルエキシビション『Notte Stellata』
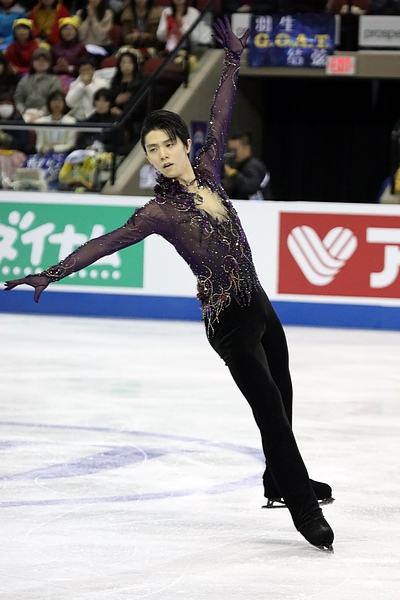
2019年スケートカナダ『Origin』
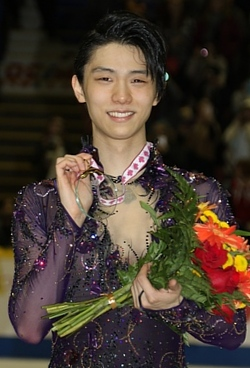
2019年スケートカナダ金メダル
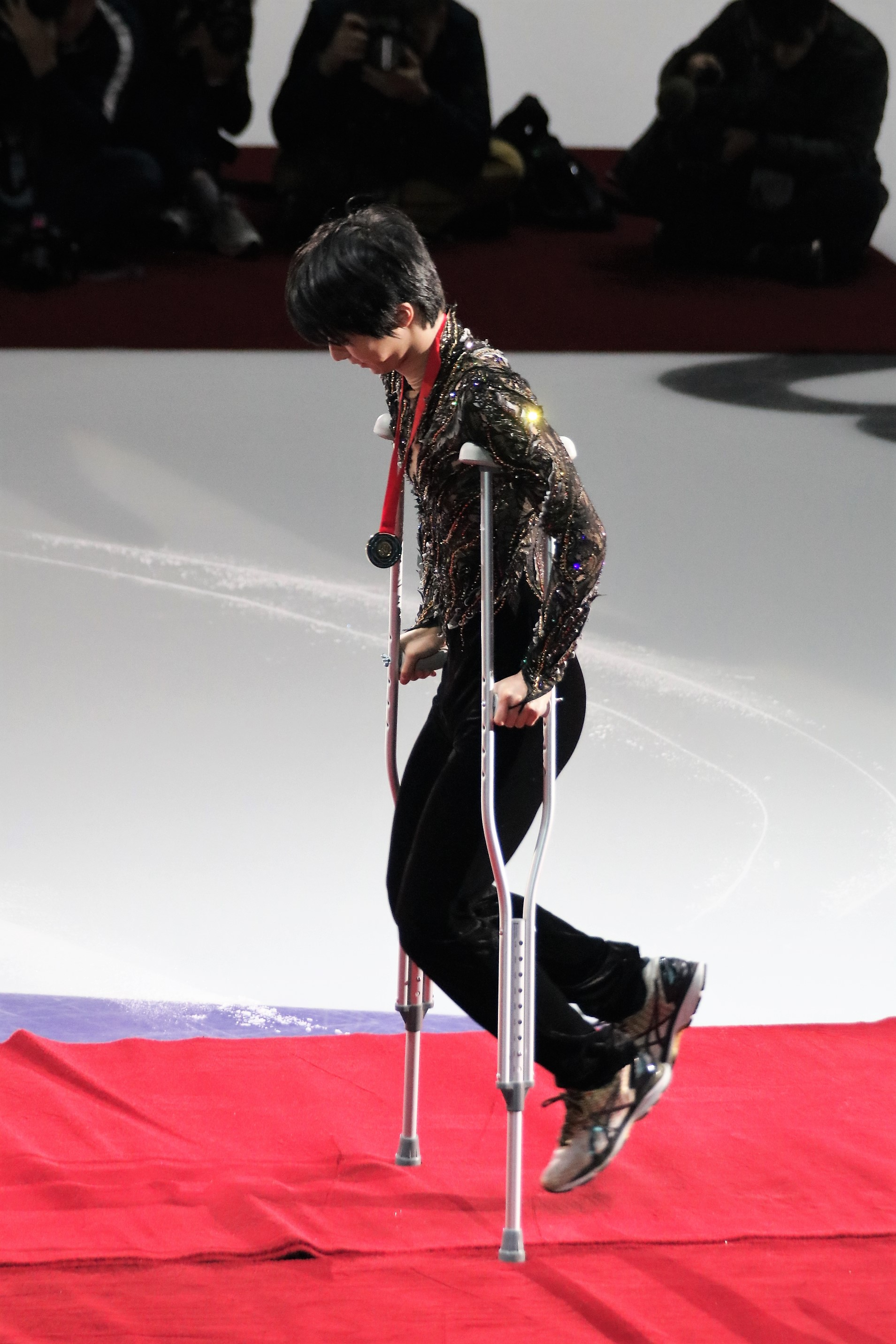
2018年ロステレコム杯金メダル。松葉づえ姿で表彰式に臨む羽生。
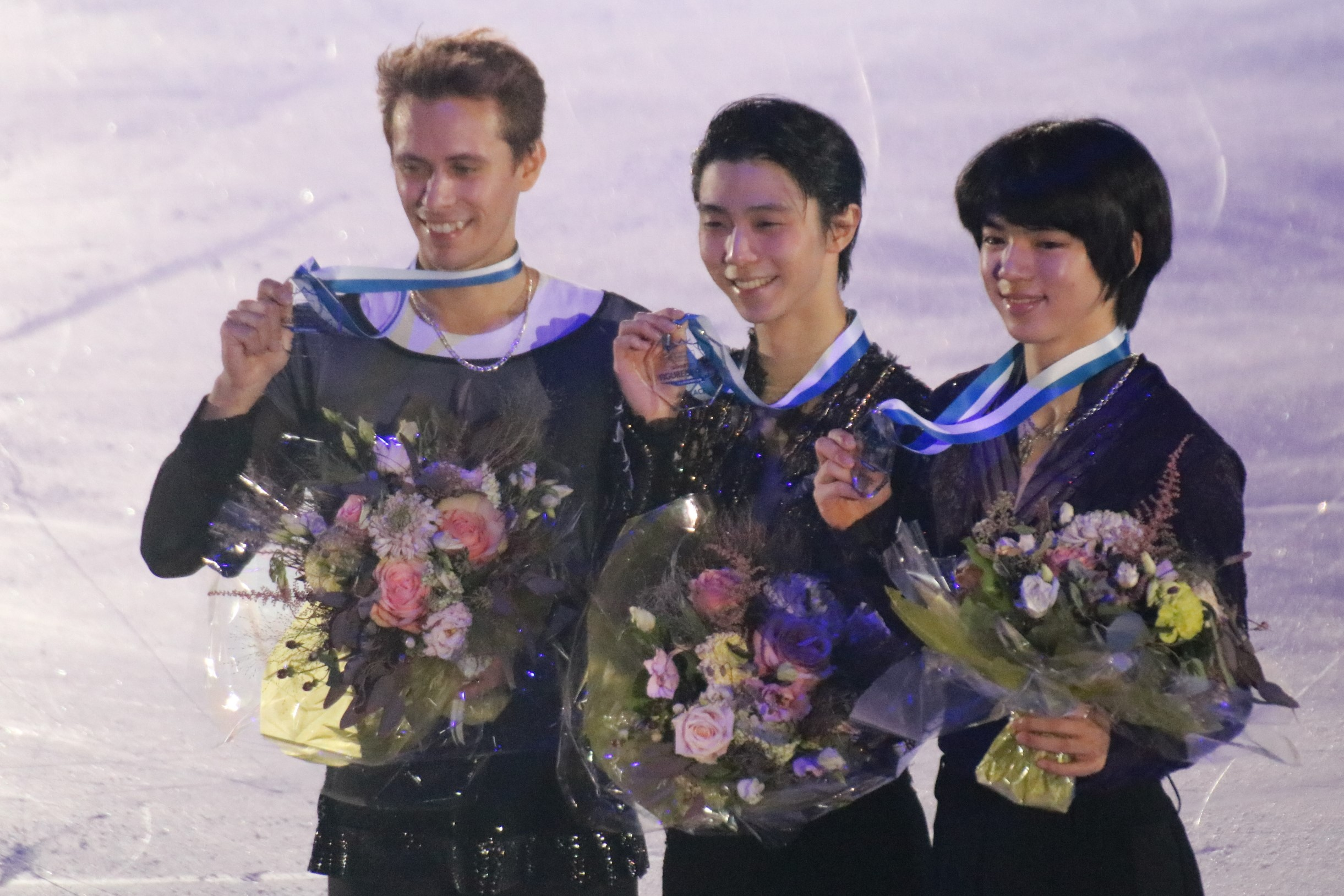
2018年グランプリヘルシンキ金メダル
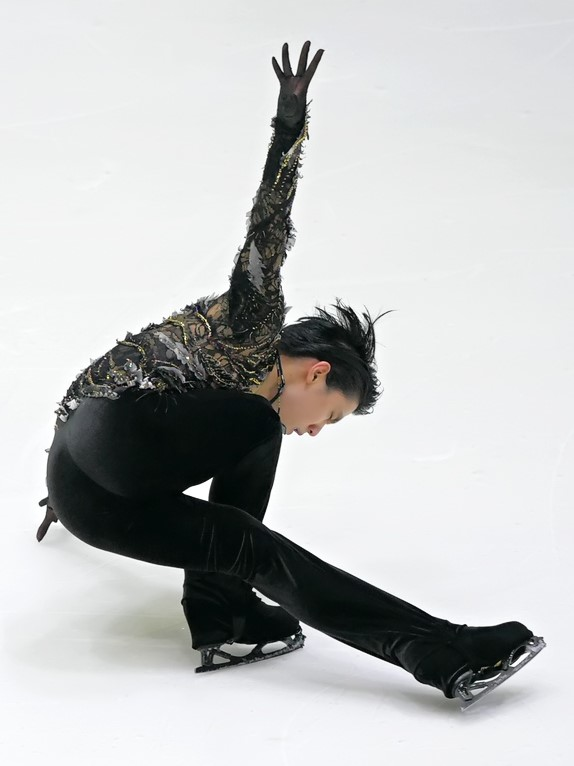
世界最高得点を更新した2018年グランプリヘルシンキのフリースケーティング『Origin』
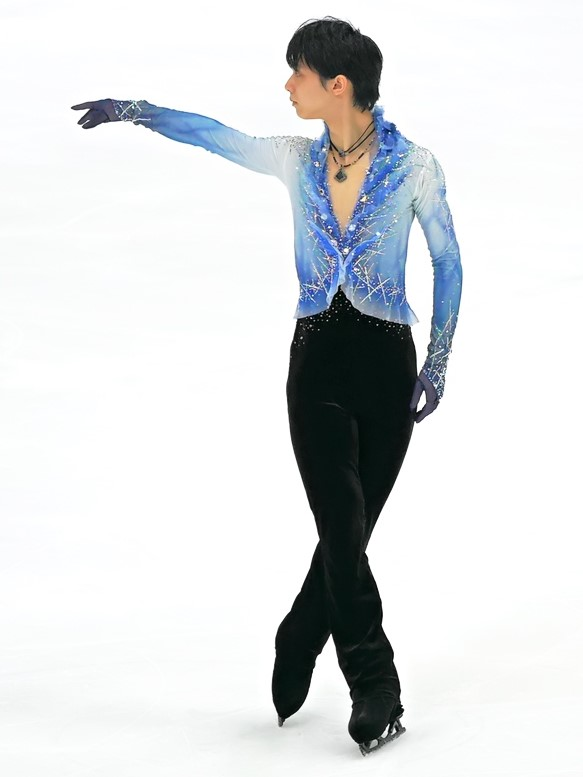
世界最高得点を更新した2018年グランプリヘルシンキのショートプログラム『秋によせて』
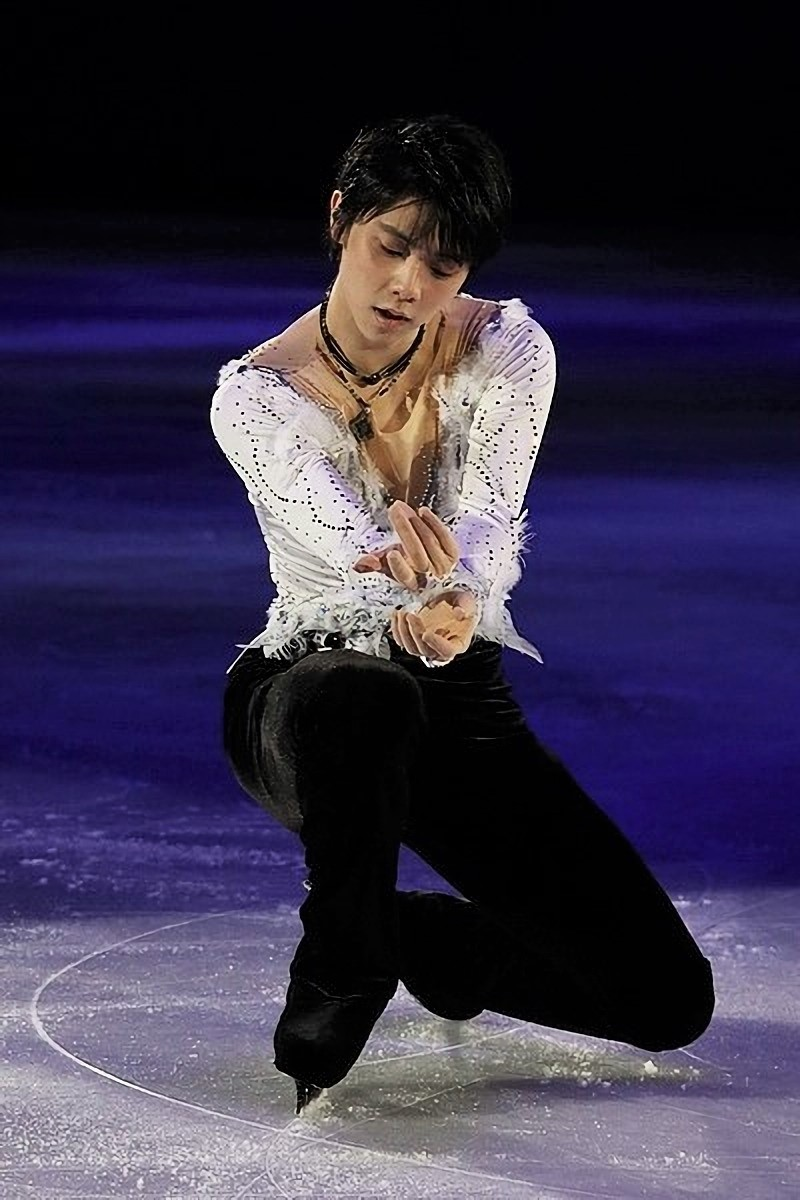
2018年平昌オリンピックにて日本人として史上初の大トリを飾ったエキシビション
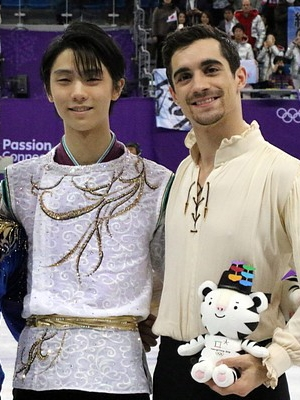
66年ぶりの連覇を達成した2018年平昌オリンピック
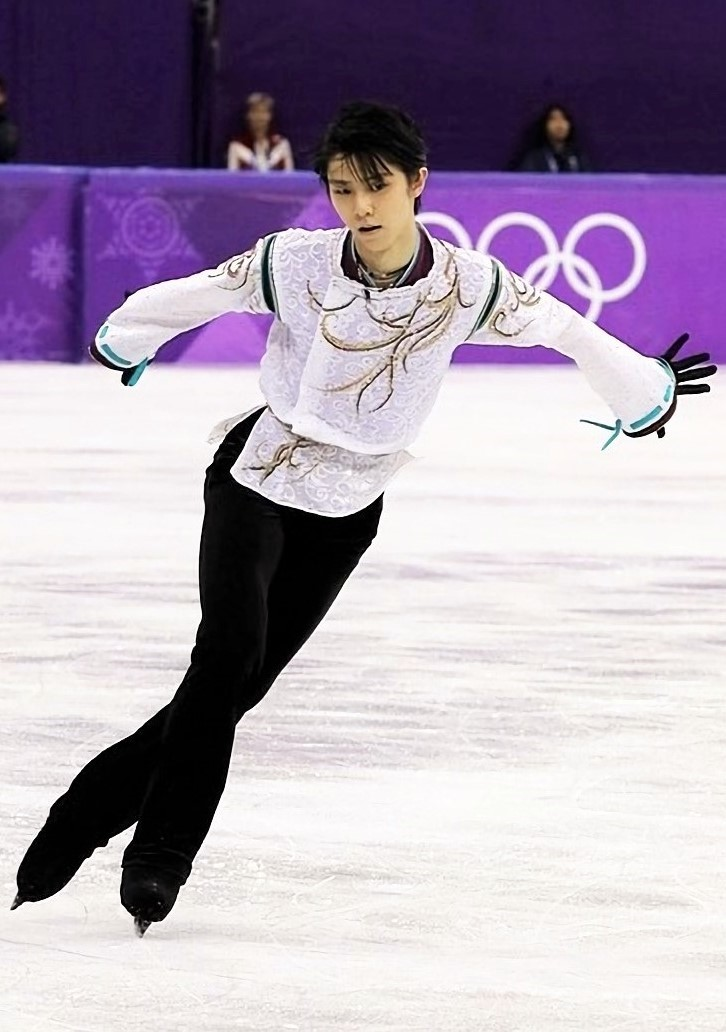
2018年平昌オリンピックのフリースケーティング『SEIMEI』
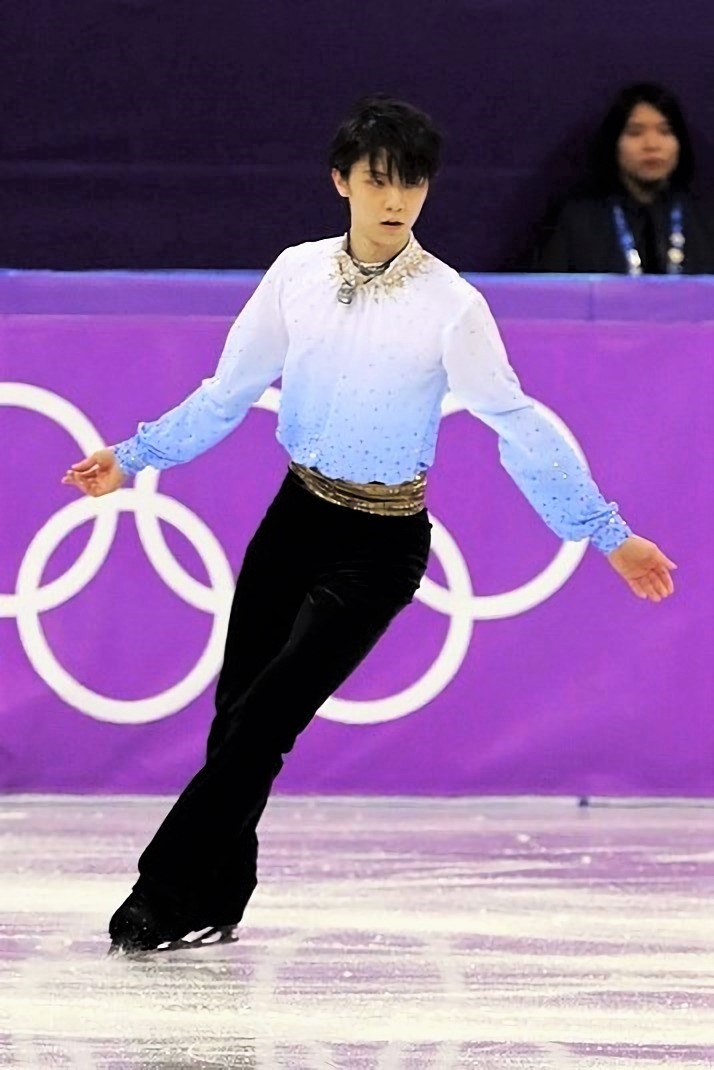
平昌オリンピックのショートプログラム『バラード第1番ト短調』
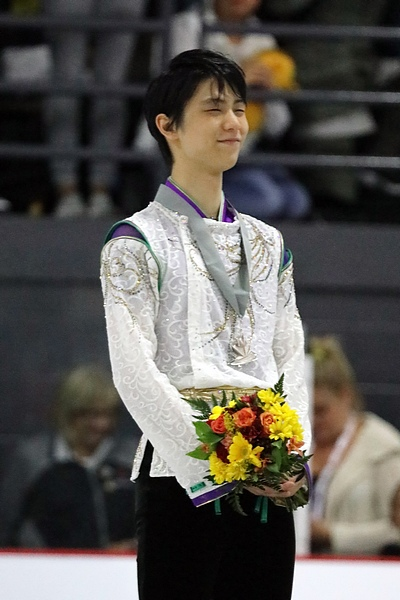
2017年オータムクラシック銀メダル。自身が持つ世界記録を更新。
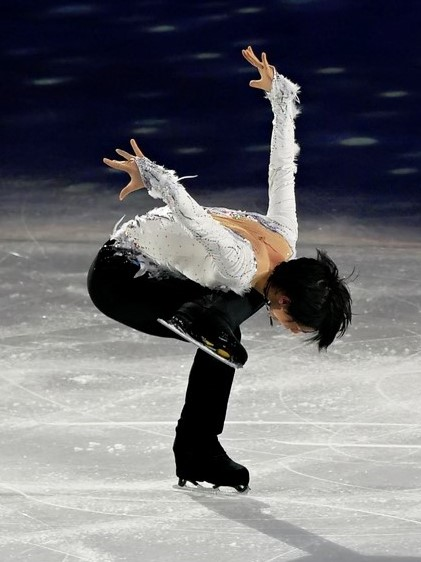
大トリを飾った2017年世界選手権のエキシビション
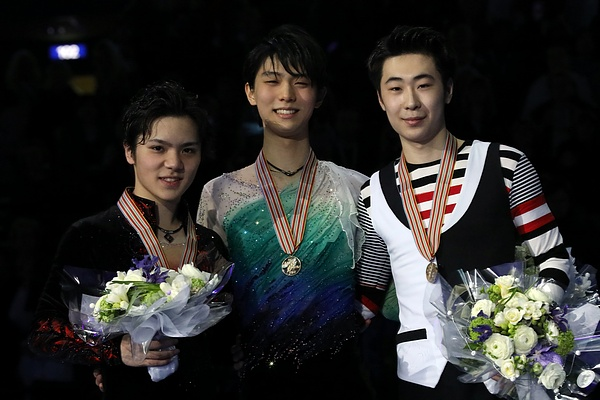
2度目の優勝を果たした2017年世界選手権
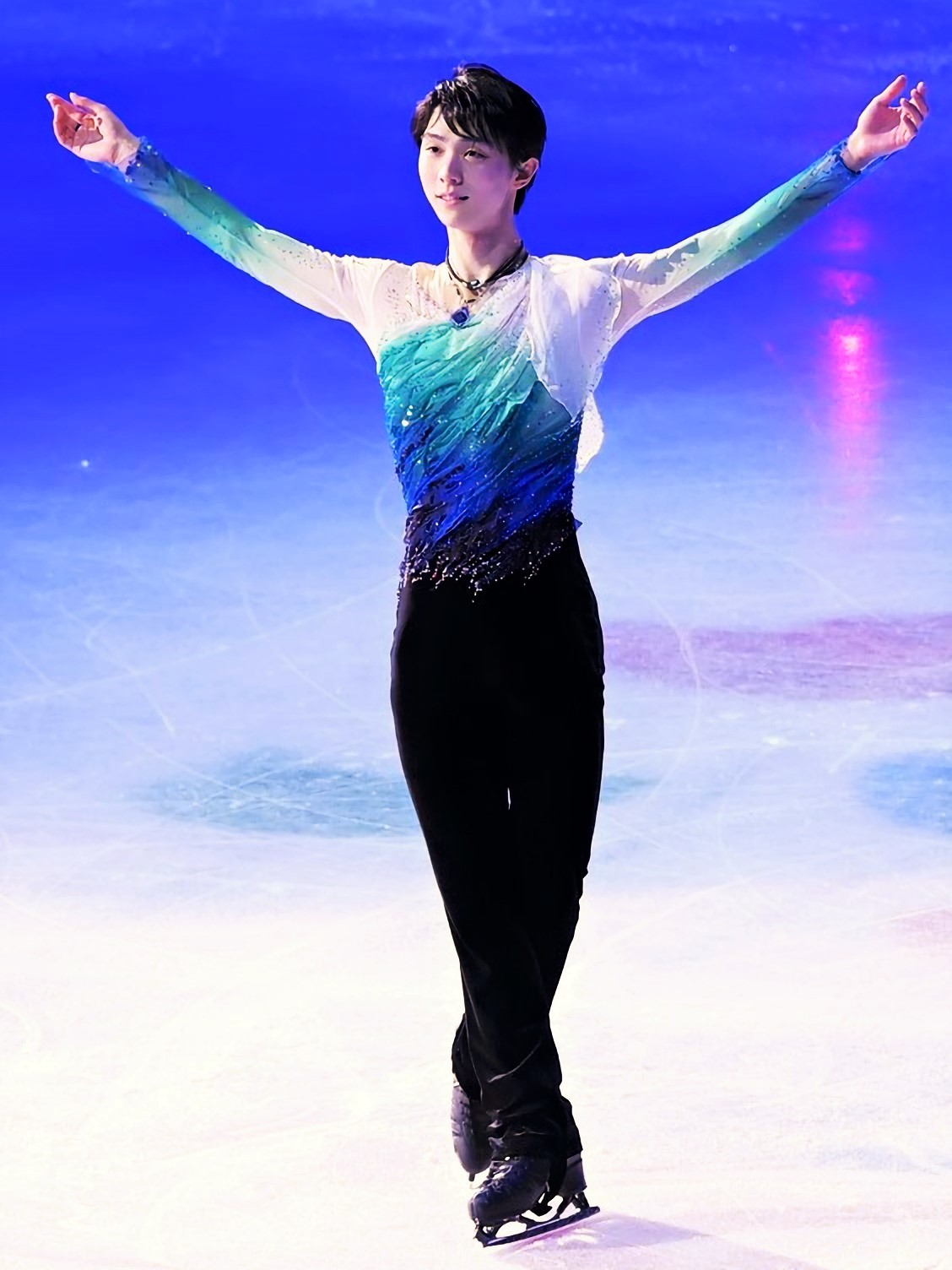
2017年世界選手権フリースケーティング『Hope & Legacy』。223.20点は+3 / -3 GOEシステムの最高得点。
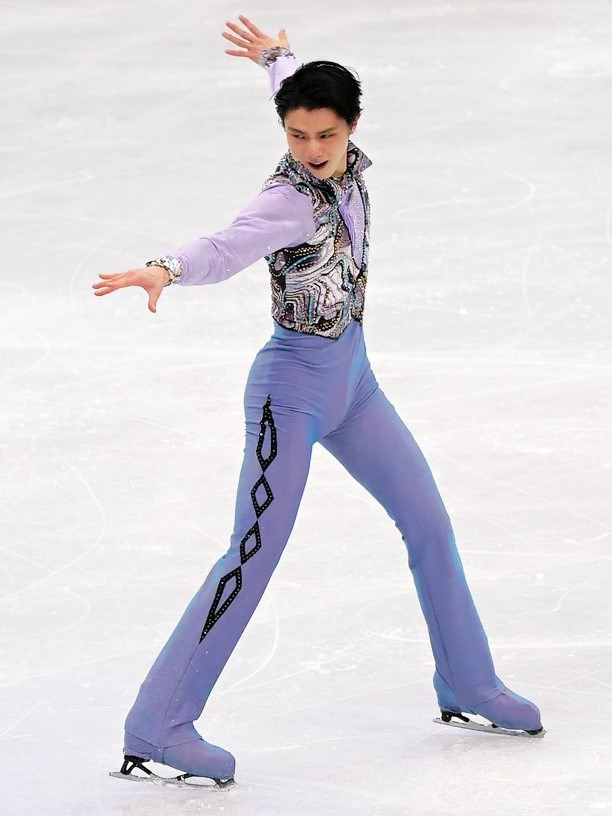
2017年世界選手権ショートプログラム『Let's Go Crazy』
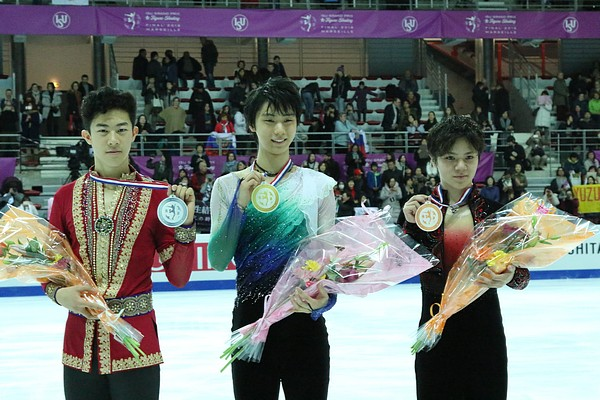
4連覇を達成した2016年グランプリファイナル
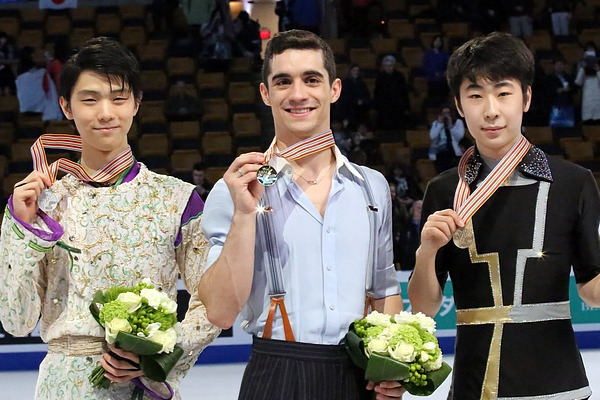
2016年世界選手権銀メダル
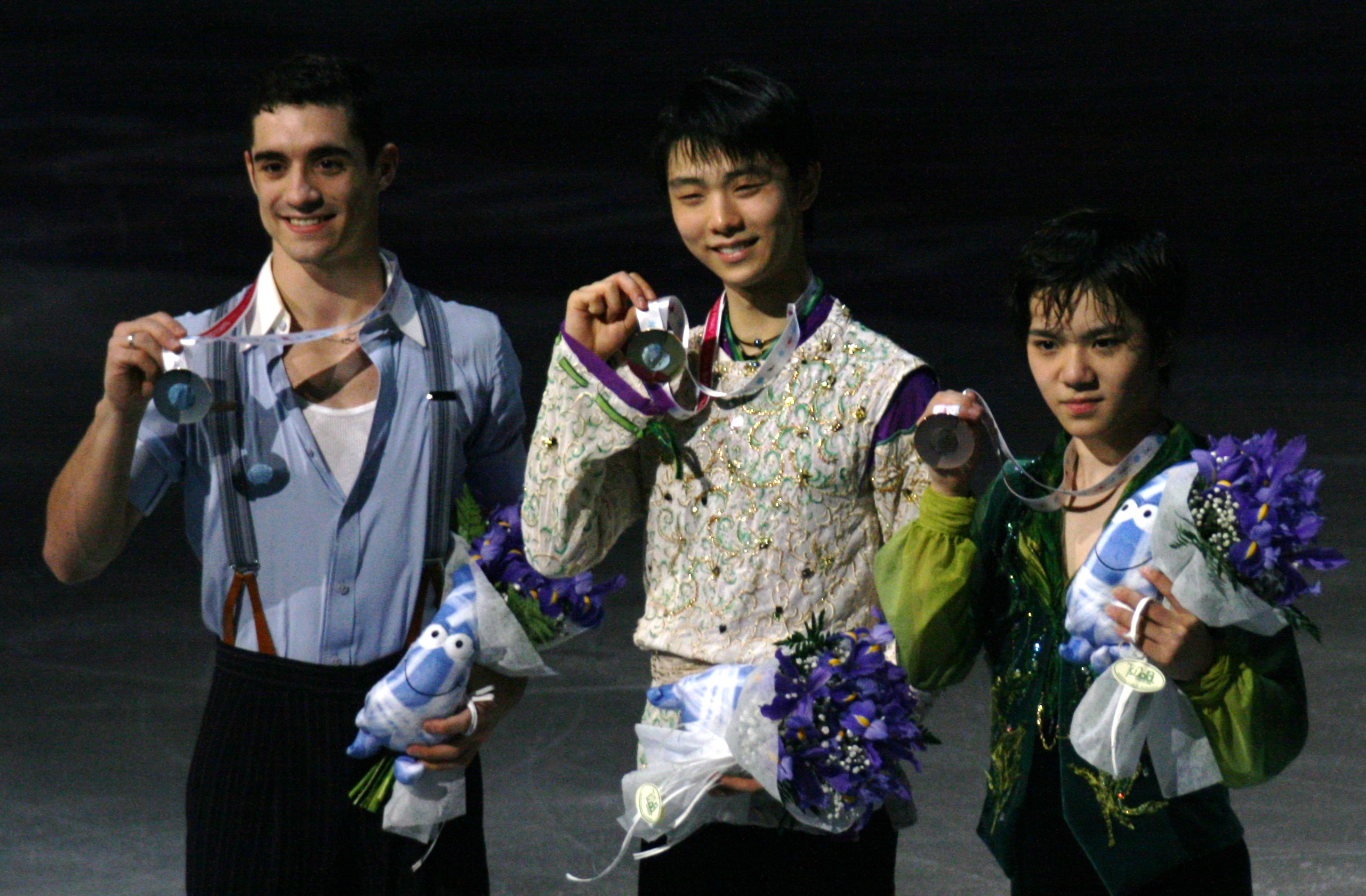
3連覇を達成した2015年グランプリファイナル。合計330.43点は歴史的記録となった。
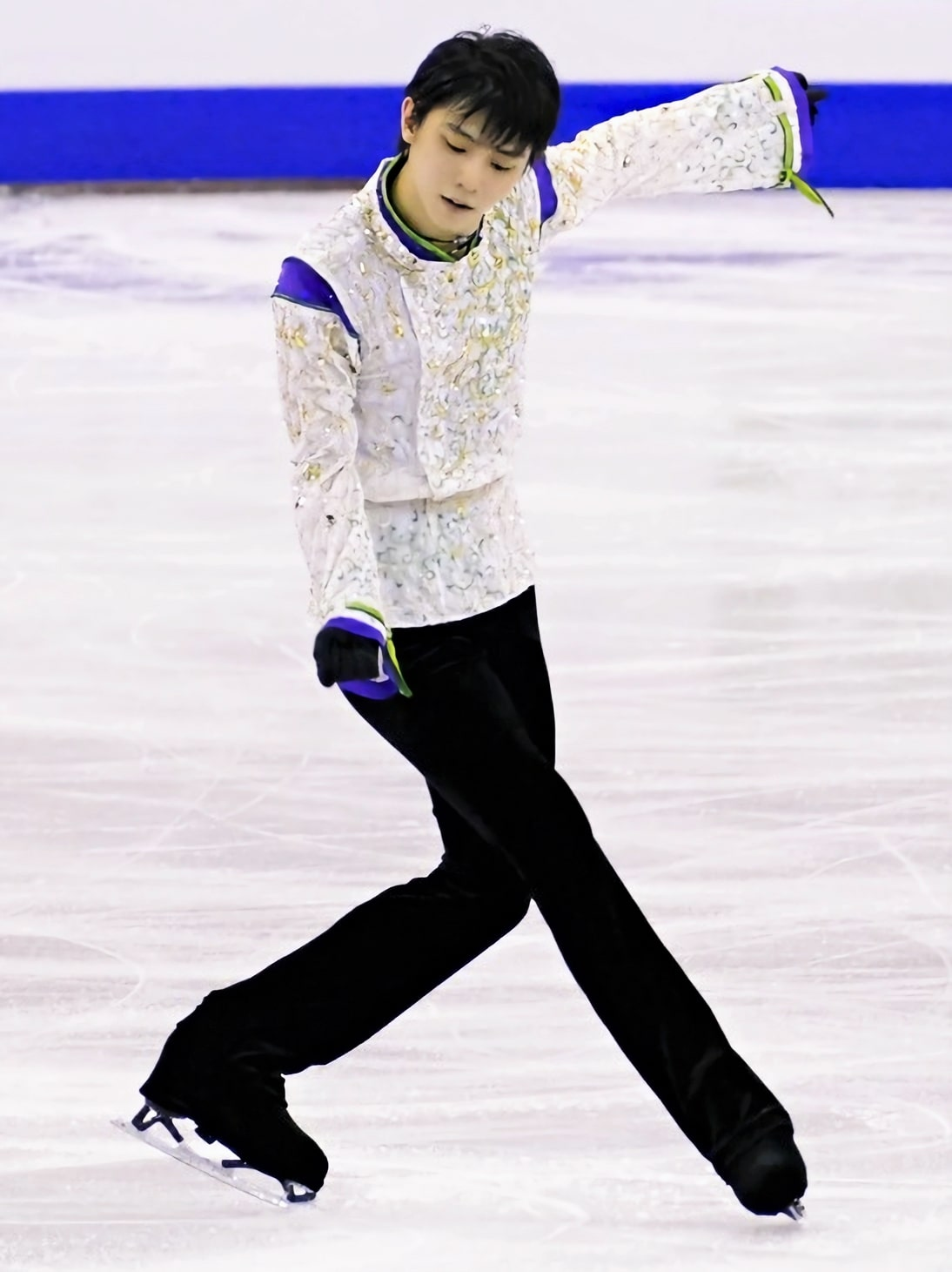
2015年グランプリファイナルフリースケーティング『SEIMEI』
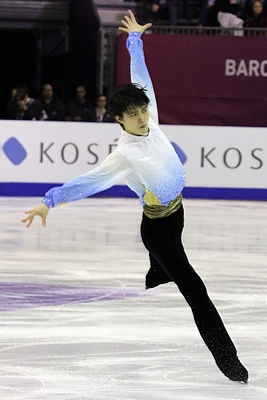
2015年グランプリファイナルショートプログラム『バラード第1番ト短調』
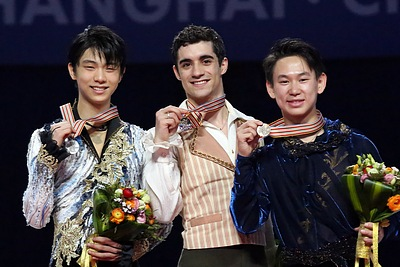
2015年世界選手権銀メダル
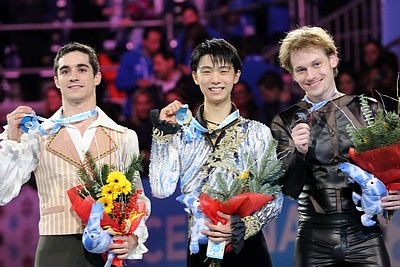
日本男子初の連覇を達成した2014年グランプリファイナル
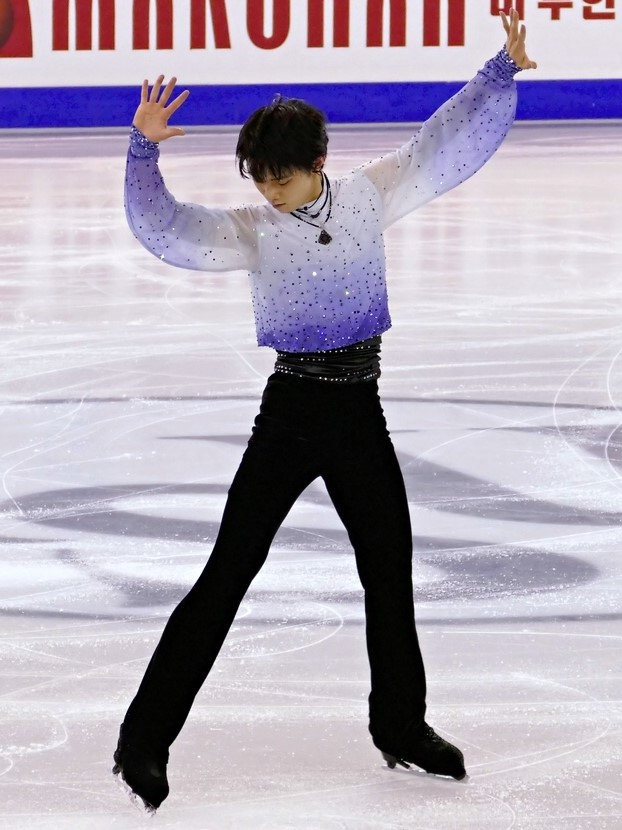
2014年グランプリファイナルのショートプログラム『バラード第1番ト短調』
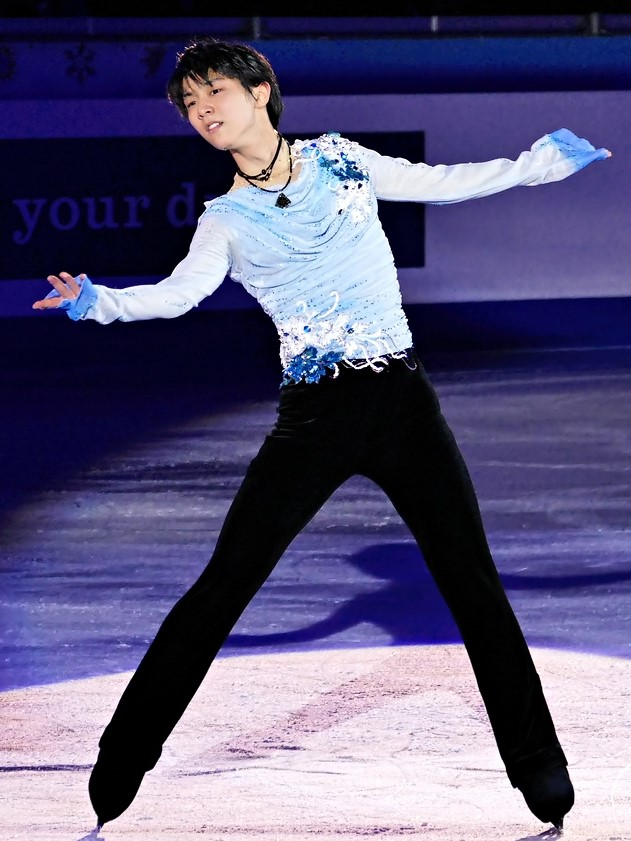
2014年グランプリファイナルエキシビション『The Final Time Traveler』
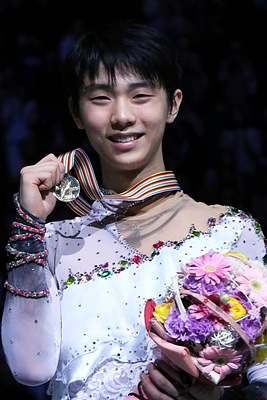
2014年世界選手権金メダル。同一シーズン三冠は史上2人目。
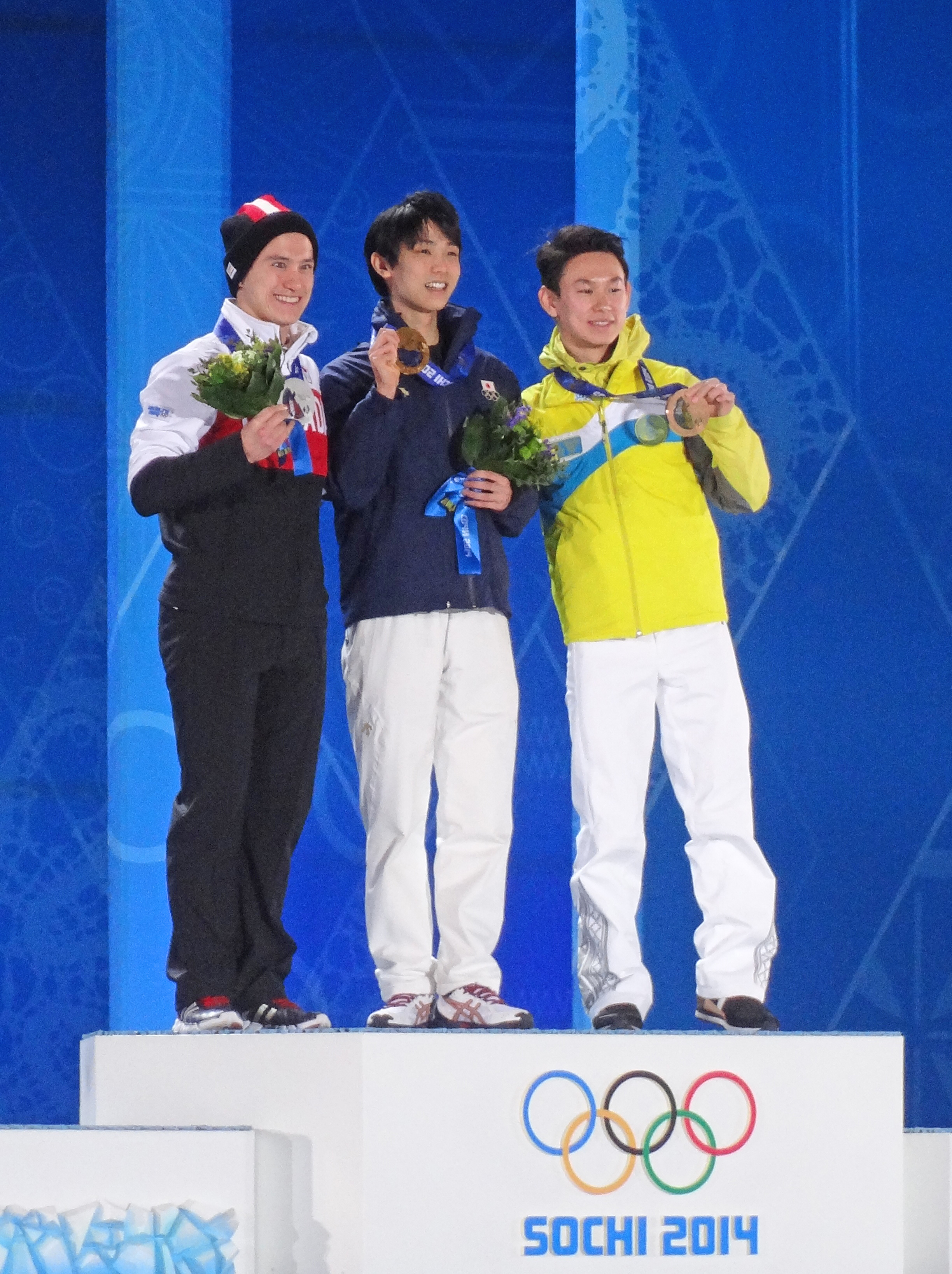
2014年ソチオリンピック。アジア男子初の金メダル獲得。
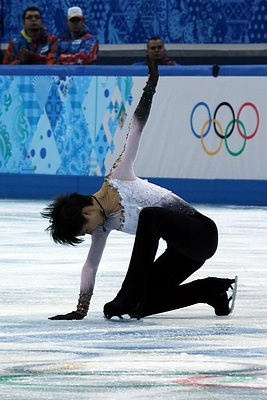
2014年ソチオリンピックのフリースケーティング『ロミオとジュリエット』
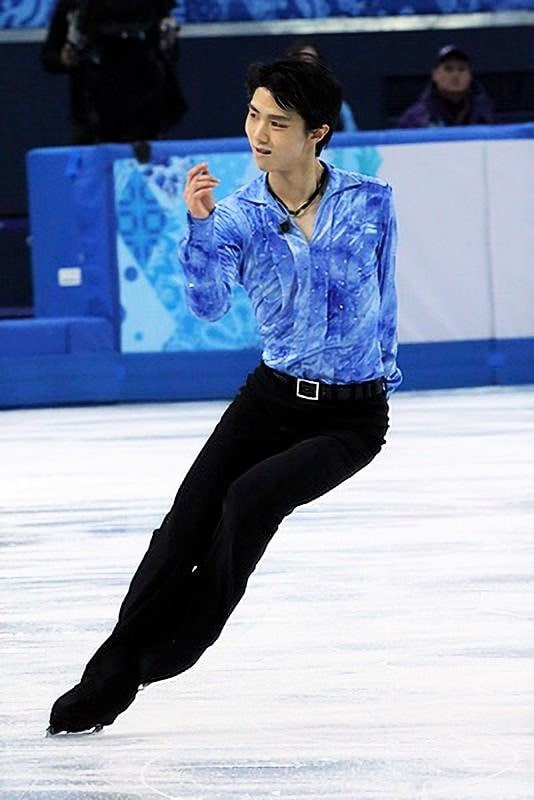
2014年ソチオリンピックのショートプログラム『パリの散歩道』
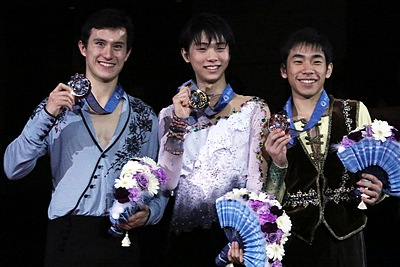
初優勝を飾った2013年グランプリファイナル
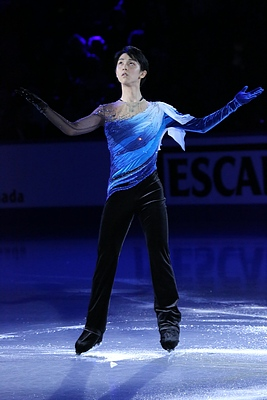
2013年スケートカナダエキシビション『悲愴』
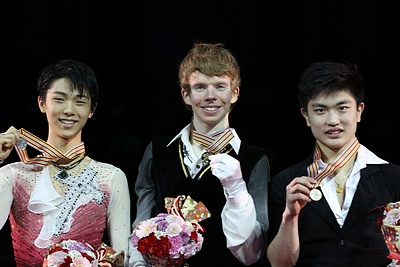
2013年四大陸選手権銀メダル
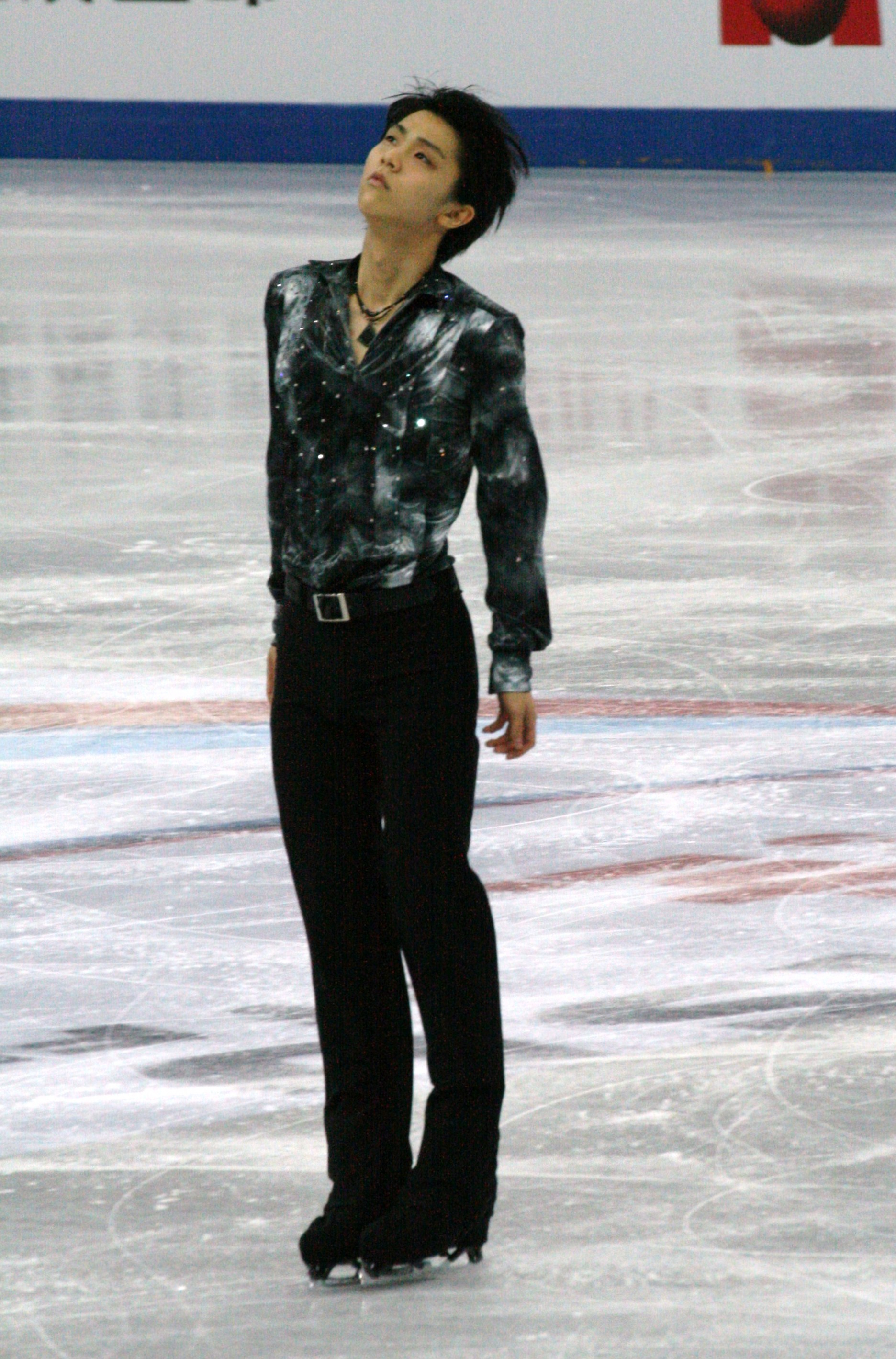
2012年グランプリファイナルのショートプログラム『パリの散歩道』
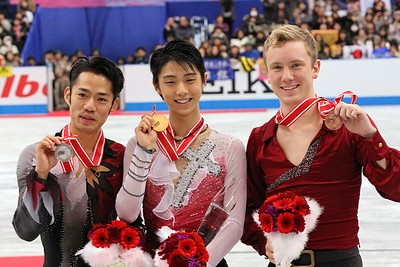
2012年NHK杯金メダル
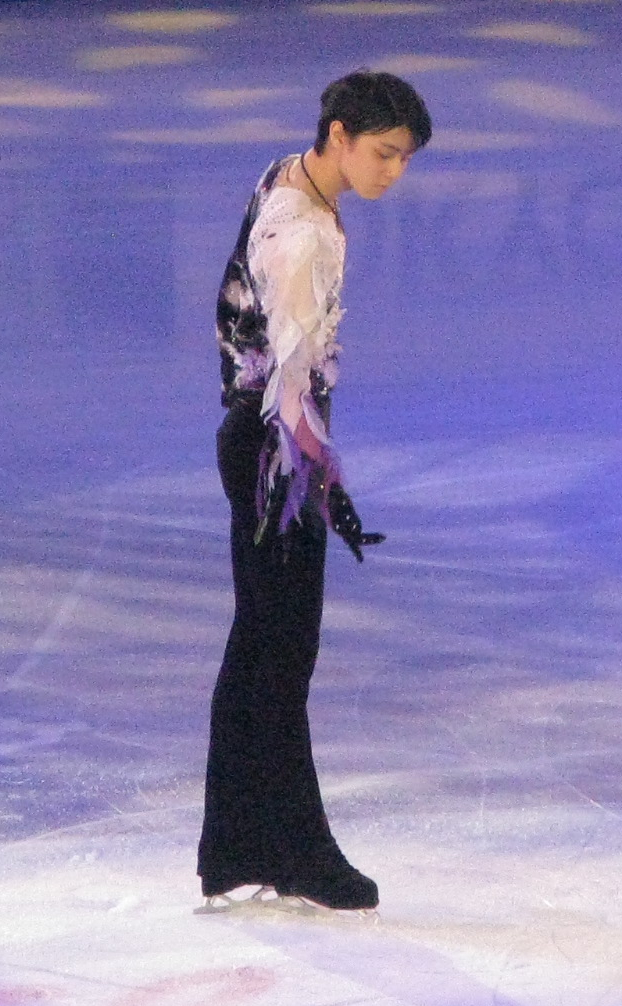
2012年世界選手権のエキシビション『ホワイト･レジェンド』
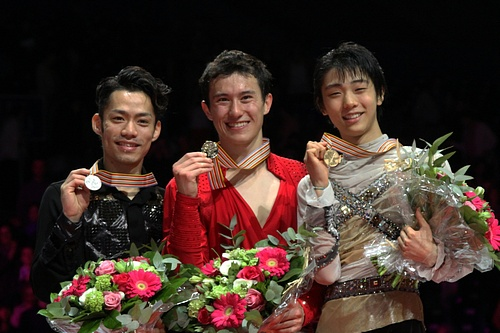
2012年世界選手権。初出場にして銅メダルを獲得した。
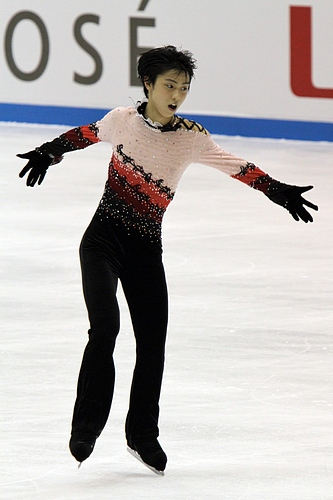
2010年NHK杯フリースケーティング『ツィゴイネルワイゼン』
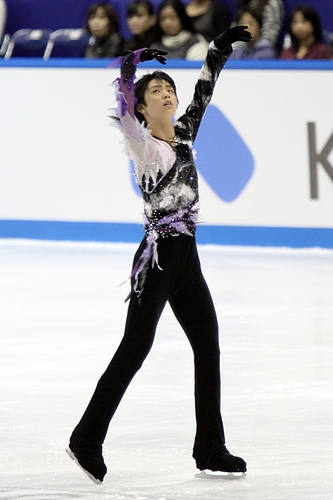
2010年NHK杯ショートプログラム『ホワイトレジェンド』
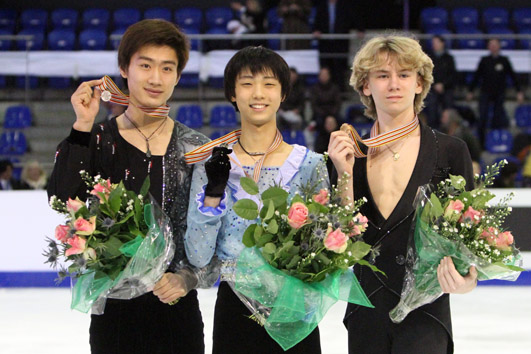
2010年世界ジュニア選手権金メダル獲得（中学生での優勝は日本男子初）
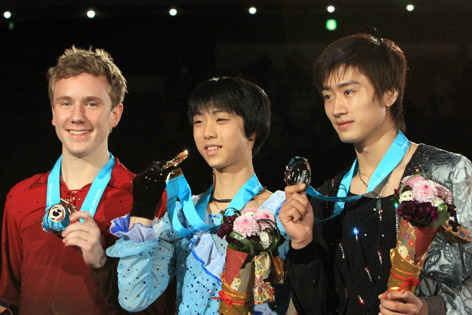
2009年ジュニアグランプリファイナル金メダル（史上最年少・14歳での制覇）
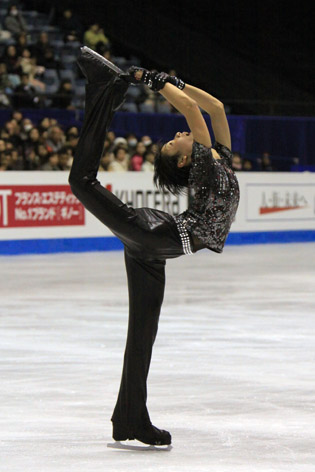
2009年ジュニアグランプリファイナルのショートプログラム『ザ・ベイト、ベア・アイランド』

## 受賞・栄典
- 内閣総理大臣表彰

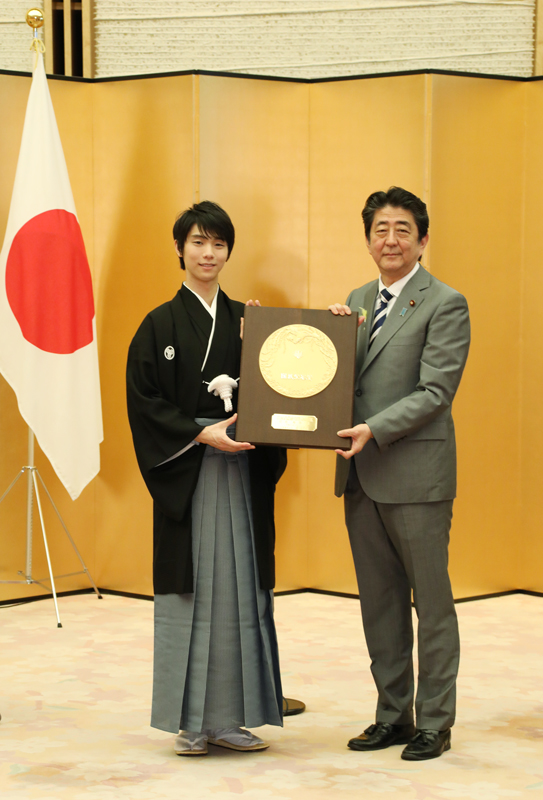
2018年7月2日、安倍晋三内閣総理大臣より仙台平の袴姿で国民栄誉賞の表彰を受ける羽生（左）

  - 国民栄誉賞（2018年）[615]
- 栄典
  - 紫綬褒章（2014年[616]、2018年[617]）
- 行政官庁
  - 復興庁：特別感謝状（2018年）[618]
- 地方公共団体
  - 東京都：東京都栄誉賞（2018年）[619]、都民スポーツ大賞（2018年）[619]
  - 宮城県：県民栄誉賞（2014年、2018年）[620]
  - 宮城県議会：議長特別表彰（2014年[621]、2018年[622]）
  - 仙台市：賛辞の盾（2014年[623]、2018年[622]）、スポーツ大賞（2009年、2011年、2012年、2013年）[624]、フィギュアスケートモニュメント（2017年[625]、2019年[626]）
  - 仙台市議会：議長特別表彰（2018年）[622]
- 早稲田大学
  - 校友会稲魂賞：「特別賞・個人」（2021年）[627]
  - 小野梓記念賞：「スポーツ賞」（2021年）[628]
- 日本オリンピック委員会
  - JOCスポーツ賞：新人賞（2009年[629]）、最優秀賞（2013年）[630]、特別功労賞（2015年）[631]、特別栄誉賞（2017年）[632]
  - オリンピック特別賞（2014年[633]、2018年[634]）
- 日本スケート連盟
  - JOC杯最優秀選手賞（2013年[635]、2014年[636]、2015年[637]、2016年[638]、2017年[639]、2019年[640]）
  - 優秀選手賞（2020年[641]、2021年[642]）
  - 特別功労賞（2022年）[643]
- 日本文学振興会
  - 菊池寛賞（2022年）[644]
- マスメディア
  - 朝日新聞社：朝日スポーツ賞（2014年）[645]
  - 読売新聞社：日本スポーツ賞グランプリ（2014年[646]、2018年[647]）
  - 毎日新聞社：毎日スポーツ人賞グランプリ（2014年）[648]
  - 河北新報社：河北文化賞（2014年）[649]
  - 中日新聞社：中日体育賞（2015年）[650]
  - テレビ朝日：ビッグスポーツ賞（2014年[651]、2015年[652]、2016年[653]、2017年[654]、2018年[655]）、ビッグスポーツ五輪奨励賞（2013年）[656]、ビッグスポーツ特別賞（2017年）[654]、スポーツ放送特別賞（2019年）[657]
  - Sports Graphic Number：ナンバーMVP賞（2014年）[658]
  - 東京運動記者クラブ：特別賞（2012年）[659]、スケーター・オブ・ザ・イヤー（2014年[660]、2016年[661]、2018年[662]）
  - 東北運動記者会：スポーツ大賞（2011年[663]、2013年[664]、2014年[664]、2015年[665]、2017年[666]）
  - 日本新聞協会：「HAPPY NEWS 2017」HAPPY NEWS PERSON（2018年）[667]
  - Yahoo! JAPAN：Yahoo!検索大賞
    - 第1回：大賞、アスリート部門賞（2014年）[668]
    - 第5回：アスリート部門賞、スペシャル部門賞【男性】、宮城県部門賞（2018年）[669]
    - 第9回：大賞、アスリート部門賞（2022年）[670]
- 一般財団法人
  - 上月財団：上月スポーツ賞（2010年、2012年、2013年）、大賞（2014年、2018年）[671]
- 一般社団法人
  - 全国きもの街づくり協議会：「きものベストドレッサー2018」男性タレント部門（2018年）[672]
  - 衛星放送協会：衛星放送協会オリジナル番組アワード番組部門・中継 最優秀賞「プロローグin HACHINOHE」（2023年）[673]
- 公益社団法人
  - 日本パブリックリレーションズ協会：日本PR大賞「パーソン・オブ・ザ・イヤー」（2022年）[674]
- 海外の賞
  - 「ローレウス世界スポーツ賞」年間最優秀復帰選手部門ノミネート（2019年）[675]
  - 国際スケート連盟：「ISUスケーティングアワード」最優秀選手賞（2020年）[676]
  - アメリカ合衆国スポーツアカデミー：アスリート・オブ・ザ・イヤー（2018年）[677]
  - 日本スペイン財団：西日財団賞（2019年）[678]
  - ビッグベン賞：ノミネート（2018年）[679]、ヘラクレス賞（2019年）[680]
- 広報大使
  - 仙台市：観光アンバサダー（2014年 - 2024年）[681][682]
  - 宮城県：みやぎ絆大使（2014年 - 2024年）[683][684]

## 著書

### 単著
- 蒼い炎（扶桑社、2012年4月10日、ISBN 9784594065980）[685]
  - 羽生へのインタビューで構成された自叙伝『蒼い炎』シリーズの印税は全額、アイスリンク仙台へ寄付される[686][687]。第一弾『蒼い炎』は17万部のベストセラーとなった[688]。2017年3月までに、羽生から印税総額2,500万円超が寄付された旨を、開業10周年の記念としてアイスリンク仙台が公式に発表し感謝を述べている[689]。
- 蒼い炎II－飛翔編－（扶桑社、2016年7月2日、ISBN 9784594075132）[690]
  - 待望の自叙伝第二章は、10.5万部を売り上げている[688]。2018年増刷され印税は全額アイスリンク仙台へ寄付されている（寄付累計額27,209,594円）[691]。
- 蒼い炎Ⅲ－究竟編－（扶桑社、2023年2月2日、ISBN 9784594093952）[692]
- 蒼い炎Ⅲ－究竟編－（扶桑社、2023年2月2日、ISBN 9784594094164）※限定カバー版
- 蒼い炎Ⅳ－無限編－（扶桑社、2023年5月2日、ISBN 9784594094560）[693]
- 蒼い炎『愛蔵版 BOXセット』（扶桑社、2023年7月6日、ISBN 9784594095536）※数量限定販売
- 羽生結弦語録（ぴあ、2015年9月25日、ISBN 9784835628486）[694]
- 夢を生きる（中央公論新社、2018年3月2日、ISBN 9784120050497）[695]
- 羽生結弦の言葉（宝島社、2020年10月26日、ISBN 9784800298317）[696]
- 羽生結弦語録Ⅱ（ぴあ、2022年10月3日、ISBN 9784835646657）[697]
- GIFT 羽生結弦（文：羽生結弦、絵：CLAMP、講談社、2023年12月20日、ISBN 9784065318980）[698]

### 共著
- 羽生結弦  未来をつくる（集英社、2021年10月26日、ISBN 9784087900576）[699]

### 論文
卒業論文は学術誌に掲載された。
- 羽生結弦「無線・慣性センサー式モーションキャプチャシステムのフィギュアスケートでの利活用に関するフィージビリティスタディ」『人間科学研究』第2021巻、早稲田大学人間科学学術院、2021年3月、1–7頁。ISSN 1880-0270。NAID 120007030518。

## 関連書

### 書籍
- 「羽生結弦 王者のメソッド 2008-2016」（野口美恵著、文藝春秋、2016年3月25日、ISBN 9784163903972）[702][703]
- 「羽生結弦ダイアリー 〜ALWAYS WITH YUZU〜」 （撮影/田中宣明、舵社、2021年3月24日、ISBN 9784807211548 / 2022年3月24日、ISBN 9784807211579）[704]
- 「共に、前へ 羽生結弦 東日本大震災10年の記憶」（日本テレビ｢news every.｣取材班著、祥伝社、2021年10月30日、ISBN 9784396617530）[705]
- 「羽生結弦　飛躍の原動力」プレミアム保存版（特別編集）（AERA編集部、朝日新聞出版社、2022年10月13日、ISBN 9784023322691）[706][707]
- 「羽生結弦 アマチュア時代　全記録」（CCCメディアハウス、2022年10月31日、ISBN 9784484222233）[708][709][710]
- 「羽生結弦 魂のアスリート」（ワールド・フィギュアスケート別冊）（著者/編集 ワールド・フィギュアスケート、新書館、2023年1月6日、ISBN 9784403311499）[711]
- 「羽生結弦ダイアリー 〜ALWAYS WITH YUZU〜」（撮影/田中宣明、舵社、2023年3月、ISBN 9784807211593）[712][713]
- 「羽生結弦の肖像 番記者が見た絶対王者の4000日」（田中充・著、山と渓谷社、2023年9月20日、ISBN 9784635340458）
- 「羽生結弦　孤高の原動力」（著者・編集/AERA編集部(編)、朝日新聞出版、2023年11月11日、ISBN 9784023323506）
- 「G.O.A.T 羽生結弦カレンダーブック 万年日めくり」（撮影/坂本清、JTBパブリック、2024年12月7日、ISBN 9784533162848 ）
- 「羽生結弦ダイアリー 〜ALWAYS WITH YUZU〜」（撮影/田中宣明、舵社、2024年10月30日、ISBN 9784807211647）

### 写真集
- 「YUZURU 羽生結弦写真集」（撮影/能登直、集英社、2014年10月24日、ISBN 9784087807431 ）[714]
  - ファースト写真集『YUZURU 羽生結弦写真集』は初週売り上げ2.3万部を記録し、オリコン週間ランキング写真集部門とスポーツ関連部門で1位を獲得、BOOK（総合）部門では2位にランクインし、スポーツ選手写真集の本（総合）部門獲得順位と週間売上部数の両記録で歴代トップとなった[715][716]。2018年3月時点で、男性アスリートのソロ写真集として史上初となる累計10万部を突破した[717]。
- 「羽生結弦 SEASON PHOTOBOOK 2015-2016」（撮影/田中宣明、舵社、2016年7月29日、ISBN 9784807211425）[718]
- 「羽生結弦 SEASON PHOTOBOOK 2016-2017」（撮影/田中宣明、舵社、2017年7月29日、ISBN 9784807211449）[719]
- 「羽生結弦 SEASON PHOTOBOOK 2017-2018」（撮影/田中宣明、舵社、2018年7月14日、ISBN 9784807211470）[720]
- 「羽生結弦 魂のプログラム」（新書館、2018年10月11日、ISBN 9784403311260）[721]
- 「YUZURU II 羽生結弦写真集」（撮影/能登直、集英社、2018年10月15日、ISBN 9784087808544）[722]
- 「YUZU’LL BE BACK〜Dancin’ on The Edge2」（撮影/小海途良幹・長久保豊、スポーツニッポン新聞社）[723]
- 「羽生結弦 SEASON PHOTOBOOK 2018-2019」（撮影/田中宣明）、舵社、2019年7月19日、ISBN 9784807211494）[724]
- 「羽生結弦 SEASON PHOTOBOOK 2019-2020」（撮影/田中宣明、舵社、2020年6月1日、ISBN 9784807211524）[725]
- 「羽生結弦　2019-2020」（撮影/矢口亨、スポーツ報知、2020年6月17日、ISBN 978-4831901668）[726][727]
- 「YUZU’LL BE BACKⅡ〜Dancin’on The Edge3」（撮影/小海途良幹・長久保豊、スポーツニッポン新聞社、2020年6月19日、ISBN 9784910319025）[728][729]
- 「羽生結弦大型写真集 光 −Be the Light−」（撮影/能登直、集英社、2021年3月11日、ISBN 9784087900248）[730][731]
- 「羽生結弦写真集 The Real 美しき練習着の勇姿」（撮影/能登直・田口有史・小橋 城、山と渓谷社、2021年5月19日、ISBN 9784635550222）[732][733][734]
- 「YUZU'LL BE BACK III 羽生結弦写真集2020~2021」（撮影/小海途良幹、構成/長久保豊、スポーツニッポン新聞社、2021年6月25日、ISBN 9784910319032）[735][736]
- 「羽生結弦写真集 REGROWTH リグロウスー再生ー」（撮影/アフロ・中村康一、廣済堂出版、2021年7月20日、ISBN 4331523357）[737]
- 「羽生結弦 SEASON PHOTOBOOK 2020-2021」（撮影/田中宣明、舵社、2021年7月21日、ISBN 9784807211555）[738]
- 「YUZU'LL BE BACK Ⅳ 羽生結弦写真集2021~2022」（撮影/小海途良幹、構成/長久保豊、ＡＤ・デザイン/小島利之、スポーツニッポン新聞社、2022年7月6日、ISBN 9784910319049）[739][740]
- 「羽生結弦写真集 ENDLESS DREAM －果てなき夢－2021-2022シーズン最新フォト満載！」（撮影/望月仁・アフロ、廣済堂出版、2022年8月8日、ISBN 9784331523759）[741][742]
- 「羽生結弦　2021-2022」（撮影/矢口亨、スポーツ報知、2022年7月29日、ISBN 9784831901736）[743][744][745]
- 「羽生結弦 SEASON PHOTOBOOK 2021-2022」（撮影/田中宣明、舵社、2022年8月8日、ISBN 9784807211586）[746][747]
- 「YUZURU Ⅲ 羽生結弦写真集」（撮影/能登直、集英社、2022年12月7日、ISBN 9784087900934）[748]
- 「羽生結弦 SEASON　PHOTOBOOK　2022-2023」（撮影/田中宣明、舵社、2023年8月24日、ISBN 9784807211616）
- 羽生結弦写真集 KEEP TRYING-挑み続けるー 〜2022-2023シーズン最新フォト満載！〜（撮影/望月仁・アフロ、廣済堂、2023年8月29日、ISBN 9784331524008）
- 「羽生結弦　notte　stellata　写真集」［３冊セット］（撮影/能登直・小海途良幹・矢口亨、BS日テレ、2023年11月30日、JAN 4571251360879）
- 「G.O.A.T 2007-2023 羽生結弦写真集」（撮影/坂本清、JTBパブリッシング、2023年12月7日、ISBN 9784533157172）
- 「y 羽生結弦写真集」（撮影/小海途良幹、スポニチ、2024年2月7日、ISBN 9784910319056）
- 「羽生結弦 SEASON　PHOTOBOOK　2023-2024」（撮影/田中宣明、舵社、2024年9月23日、ISBN 9784807211630）
- 「羽生結弦写真集 Gi」（AERA特別編集)（撮影/蜷川実花、朝日新聞出版、2024年11月1日、ISBN 9784023323759）
- 「羽生結弦写真集 Shin」（AERA特別編集）（撮影/蜷川実花、朝日新聞出版、2024年11月1日、ISBN 9784023323742）
- 「YUZURU HANYU with GUCCI」『a full filling time』（マガジンハウス、2025年5月15日、ISBN 9784838790906）

## 映像作品
- 覚醒の時（2014年7月16日、ポニーキャニオン）[749]
  - 初の映像作品「覚醒の時」は初週売り上げ2.1万枚を記録し、オリコン週間DVDランキングで最高位1位を記録した。スポーツ選手のDVDが総合1位となるのは1999年4月のDVDランキング開始以来史上初となった。また、同時発売のBlu-ray Discもオリコン週間Blu-rayランキングの総合3位となっており、こちらもスポーツ関連Blu-ray Discとしては、DVD同様に歴代最高位と歴代最高初週売上枚数となった[750][751]。
- 進化の時（2019年9月25日、ポニーキャニオン）[752][753]
  - 5年ぶりの映像作品「進化の時」は初週売り上げ2.8万枚を記録しオリコン週間Blu-ray Discランキングで最高位1位を記録した。自身初の初登場1位を獲得。スポーツ関連作品のBD1位は史上初となる。前作『羽生結弦「覚醒の時」』2014年7月発売の初週売上2.3万枚を上回り、自己最高を記録。スポーツ関連BDの初週売上としては、歴代最高となった[754]。
- 羽生結弦 「notte stellata」【blu-ray】（株バップ、2024年2月9日、品番VPXF-72057）
- 羽生結弦 「notte stellata」【DVD】（株バップ、2024年2月9日、品番VPBF-14216）
- Yuzuru Hanyu ICE STORY 2023 “GIFT” at Tokyo Dome [DVD](販売元 :(株)テレビ朝日, EAN 4560309725937 発売日: 2024/8/20, 出演: 羽生結弦) 自身初かつ史上初のスケーター単独東京ドームアイスショーとインタビューを収録。初回限定版はアイスショーの氷解水を入れたキーホルダー特典付き(抽選)。

## 出演

### 報道番組
- news every. - スペシャル・メッセンジャー「羽生結弦　伝えたい、思い」というコンセプトで、震災や災害の被災地で人々と交流し、その“思い”を伝えている[581]
  - 第1回：福島県・富岡町「自宅は帰還困難地域」（2023年3月13日）[755]
  - 第2回：熊本県・人吉市、球磨村「3年前の熊本豪雨」（2023年7月5日）[756]
  - 第3回：謦視庁・東日本災害警備訓練施設「災害救助訓練」（2023年12月14日）[757]
  - 第4回：石川県・輪島市「能登の地震と豪雨」（2024年7月9日）[758]
  - 第5回：石川県・輪島市「チャリティー演技会・交流」（2024年11月12日）[759]
  - 第6回：「東北から能登へショーでつないだ絆」（2025年3月21日）[760]
  - 第7回：岩手県・大船渡市「大船渡・山林火災から3ヶ月」（2025年6月12日）[761]

### CM・広告など
- P&G冬季オリンピック大会応援キャンペーン「ママの公式スポンサー」日本代表アンバサダー[762]

ソチ2014冬季オリンピック（2013年12月）
平昌2018冬季オリンピック（2017年3月16日 - ）
『お母さん、ありがとう。』羽生選手篇（2017年11月17日 - ）
『一生に一度の感動』二人の情熱篇（2018年11月1日 - 、P&G熱血応援リーダーの松岡修造と共演）
- 全日本空輸

ANA応援CMソチオリンピック日本代表編（2014年2月8日 - 23日）
『HELLO BLUE HELLO FUTURE』平昌2018オリンピック冬季競技大会 羽生選手編（2017年12月28日 - ）
- NTTドコモ「新料金プラン」シリーズ（2014年6月 - ）[772]
- ロッテ

ロッテ「ガーナミルクチョコレート」
『羽生選手のキモチ』篇（2014年9月2日 - ）
『2人の羽生結弦』篇（2015年9月8日 - ）
『真っ赤って、ときめき。』篇（2016年10月22日 - ）
『マフラー男子』『マドラー当たる』篇（2018年11月15日 - ）
『はい！ひとくちガーナ』『ディスペンサー当たる』篇（2019年9月4日 - ）
『ガーナミルクオリジナルデザイン』全3種受注生産（2019年9月2日 - ）
『母ごころ』篇CM全国（2019年11月22日 - ）
『爆盛りホットガーナ』『ゆづ&こゆづペアマドラー当たる』篇（2019年11月22日 - ）
ロッテ「キシリトールホワイト」
『ホワイトが出た』篇（2014年10月 - ）
『ホワイトしてる』篇（2015年10月20日 - ）
『ブレイクタイムの後は』篇（2016年10月29日 - ）
ロッテ「GUM FOR THE GAME」プロジェクト
『何故・事実』篇 CM（2019年12月6日 - ）
ロッテ「キシリトールボトルシリーズ」
『羽生選手デザインボトル』｢ゴールド」（2016年4月28日 - ）
『羽生選手デザインセレクトボトル』｢紫」（2018年3月 - ）
『羽生選手デザインアソートボトル』「青」（2018年12月4日 - ）
『羽生選手デザインファミリーボトル』「グレープ｣（2019年12月3日 - ）
- カプコン 「モンスターハンター4G」『シングルプレイ』篇（2014年9月27日 - ）[798]
- 味の素「アミノバイタル」（2014年10月 - ）[799]
- 日本赤十字社「はたちの献血キャンペーン」

平成27年（2015年1月1日 - 2月28日）
平成28年（2016年1月1日 - 2月29日）
平成29年（2017年1月1日 - 2月28日）
- バスクリン「きき湯」シリーズ（2015年2月 - ）[805][806]『Mr. きき湯』篇（2016年10月17日 - ）[807][808]
- 東京西川

「&Free（アンドフリー）」（2015年4月5日 - ）
『オーダー枕』篇（2016年9月28日 - ）
『マットレス』篇（2017年4月20日 - ）
「羽毛ふとん『極める。』キャンペーン」（2015年10月20日 - 12月31日）
『羽毛ふとん』『この気持ちよさ､僕はおすすめします』（2019年10月29日 - ）
- 国際オリンピック委員会「オリンピックデー2015」（2015年6月23日）[816][817]
- KOSE「雪肌精」（2019年3月14日 - ）[818][819]
- KOSE「雪肌精 みやび」（2020年3月1日 - ）[820]
- KOSE 「雪肌精」「地球生まれの透明感」（2022年6月30日 - ）[821]
- CITIZEN ｢中国」（2019年8月22日 - ）[822][823]
- 東和薬品「こころの笑顔」（2021年10月4日 - ）[824][825]
- 東和薬品「製剤工夫」篇 / 「品質管理」篇 / 「安定供給」篇（2022年10月10日 - ）[826][827]
- Haier・AQUA（2024年11月21日 - ）[828]

### テレビ番組

#### ドキュメンタリー
- ワンダフル東北 東北未来人第4回 羽生結弦選手（2010年11月19日、NHK仙台）[829]
- もっと強く 〜羽生結弦 16歳の挑戦〜（2011年1月10日、NHK総合）[830]
- アスリートの魂
  - 羽生結弦 17歳 高みへ（2012年11月19日、NHK総合）[831]
  - 羽生結弦 “絶対王者”がめざす頂（2017年3月11日、NHK BS1）[832]
- 英雄たちの決断 18歳の決断 羽生結弦（2013年2月12日、BS-TBS）[833]
- NHKスペシャル 羽生結弦 金メダルへの道（2014年2月17日、NHK総合）[834][835]
- 情熱大陸「900回記念放送〜スーパーヒーローの「強さと弱さ」を解く」（2016年4月10日、毎日放送制作・TBS系列）[836]
- 神様に選ばれた試合（2017年9月24日、テレビ朝日）[837]
- NNNドキュメント 「絶対に勝ってやる! 羽生結弦 自分への挑戦」（2018年1月15日、日本テレビ）[838][839]
- NHKスペシャル 金メダルへの道（NHK総合）
  - 羽生結弦 連覇への苦闘（2018年2月8日）[840][841]
  - 逆境を乗り越えて（2018年2月26日）[842][843]
- アナザーストーリーズ 運命の分岐点 羽生結弦オリンピック連覇〜メダリストたちが語る最強伝説（2019年2月4日、NHK BSプレミアム）[844][845]（2019年12月28日、NHK総合）[846] （2020年1月14日、NHK BSプレミアム）[847]
- 羽生結弦　10年間の軌跡〜NHK杯フィギュア〜 （2020年3月31日、NHK BS1）[848]（2020年4月29日、NHK総合）[849]
- 緊急特番 羽生結弦 感動をありがとう 〜終わりなき挑戦〜（2022年7月23日、テレビ朝日）[850]
  - 特別版! 羽生結弦 感動をありがとう〜終わりなき挑戦〜（2022年9月11日、テレビ朝日CS）[851]
- 羽生結弦スペシャル特番（2023年1月1日、テレビ朝日CS1）[852]

#### 生中継
- 「Continues 〜with Wings〜 羽生結弦 凱旋、そして感謝の公演＜生中継＞」（2018年4月15日、テレビ朝日CS）[853]※全国66箇所の映画館でライブビューイング[854][855]
- 「東和薬品presentsプロローグ in YOKOHAMA」（2022年11月5日、テレビ朝日CS2）[856]
- 「プロローグ in HACHINOHE」（2022年12月5日、テレビ朝日CS1）[857]

#### テレビ放送
- 「Together on Ice」羽生結弦 凱旋公演[858]（2014年6月23日、仙台放送）（2014年8月9日、BSフジ）

#### その他
- 被災地へとどけ 希望の舞 〜 羽生結弦の ”花は咲く”〜（2014年7月12日、NHK総合）[859]
- あさイチ プレミアムトーク（2015年8月28日、NHK総合）[91]
- 羽生結弦×野村萬斎　表現の極意を語る（2015年12月30日、NHK BS1）[860]
- NHK紅白歌合戦（NHK総合・ラジオ第1）
  - 第66回（2015年12月31日） - 審査員をつとめたほか、出場歌手全員で「花は咲く」を歌うコーナーでは、ステージ上での歌唱にも参加した[861]。
  - 第73回（2022年12月31日） - 審査員[862]
- 教科書で学べない災害（2016年3月1日、日本テレビ） - 被災後に一家で避難した学校の体育館を訪問し、当時の避難生活と震災について語った[863][864]。
- 羽生結弦プログラムコンサート 〜Music with Wings〜（2020年2月15日、テレビ朝日CS）[865]（2020年5月3日、テレビ朝日CS）[866]
- 「羽生結弦　世界へ届ける花は咲く」（2020年4月29日、NHK総合）[867]
- 『内村航平×羽生結弦　SP対談完全版〜金メダリスト同士が語る究極の世界〜』（2023年1月14日、BSフジ）[868]

フジテレビ地上波では、S-PARK内で前編（2023年1月8日）後編（2023年1月14日）放送。
- 徹子の部屋48年目突入SP 羽生結弦&高嶋ちさ子と父&森3姉妹（2023年5月2日、テレビ朝日）[869]
- おげんさんのサブスク堂「羽生結弦」Part1・Part2（2023年8月12日・26日、NHK総合） - おげんさんの弟・ゆづ 役[870]
- SWITCHインタビュー 達人達「堂本光一×羽生結弦」（2023年10月6日・13日・20日、NHK Eテレ）[871]

24時間テレビ「愛は地球を救う」
- 24時間テレビ37 小さなキセキ、大きなキセキ（2014年8月30日、日本テレビ）[579]
- 24時間テレビ38 つなぐ〜時を超えて笑顔を〜（2015年8月22日、日本テレビ）[872]
- 24時間テレビ39 愛〜これが私の生きる道〜（2016年8月27日）[873]
- 24時間テレビ40 告白〜勇気を出して伝えよう〜（2017年8月26日）[874][875]
- 24時間テレビ41 人生を変えてくれた人（2018年8月25日）[876]
- 24時間テレビ42 人と人〜ともに新たな時代へ〜（2019年8月24日）[877]
- 24時間テレビ43 動く（2020年8月22日）[878]
- 24時間テレビ44 想い〜世界は、きっと変わる。（2021年8月22日）[879]
- 24時間テレビ45 会いたい!（2022年8月27日）[580]

### ラジオ番組
- 「松任谷由実のオールナイトニッポンGOLD」『ユーミンが“今、一番会いたい人”』（2022年12月23日、ニッポン放送）[880]

### 映画
- 殿、利息でござる!（2016年5月14日公開、松竹） - 伊達重村 役[881]

### ミュージックビデオ
- 米津玄師 「BOW AND ARROW」 （2025年3月5日公開）[882]

### 参加アイスショー
- ファンタジー・オン・アイス（2010年 - 2015年、2017年 - 2024年）[883]:1[884]
- スターズ・オン・アイス（2010年[885]、2011年[886]、2012年[887]、2013年[888]、2014年[889]、2021年[890]、2023年[891]）
- ドリーム・オン・アイス（2008年 - 2015年、2021年）[892]
- THE ICE（2011年[893]、2012年[894]）
- プリンスアイスワールド（2011年[895]、2012年[896]、2014年[897]）
- フレンズ・オン・アイス（2011年[898]）

### 関連楽曲
花は咲く
東日本大震災の復興支援ソング『花は咲く』を、羽生が実際に被災したアイスリンク仙台で滑る「花は咲く〜羽生結弦Ver.〜」が、2014年6月25日よりNHKで放送された。さらに2014年の「NHK杯国際フィギュアスケート競技大会」（なみはやドーム）のエキシビションにおける羽生の演技に、別角度から撮影した映像や練習風景などを加え、再編集を行った「羽生結弦 世界へ届ける「花は咲く」」が2014年12月より放送された。「第65回NHK紅白歌合戦」では、緊急手術のため入院中だった羽生のコメントを櫻井翔が読み上げ、見舞いの言葉を述べたのち、徳永英明が『花は咲く』を歌唱。徳永の背後のスクリーンに羽生の演技映像を流すという演出がなされた。
夢に描くキセキ
2014年2月6日に、パンダライオンが制作した羽生の応援歌「夢に描くキセキ」にのせて、羽生の地元・仙台にゆかりのある多数の著名人や羽生に関わりのある人物など総勢145名が、自筆メッセージを書いた紙を手に持って出演する動画『羽生結弦応援PROJECT「仙台が繋いだキズナ」』がYouTube上に投稿された。この動画は羽生も閲覧していると発言しており、コメント欄を通じて応援メッセージを羽生に届ける場となっている。ソチ五輪での金メダル獲得後は、祝福が綴られる場となった。
パリの散歩道
ソチ五輪のショートプログラムで使用したゲイリー・ムーアの「パリの散歩道（Parisienne Walkways）」が、団体SPの翌2月8日から16日までレコチョクデイリーランキングの洋楽ロック部門で1位になった。また、同曲が収録されたムーアのベスト盤CDが、アマゾンの通販サイトにおいてベストセラーチャート「ハードロック部門」で1位になった。
ノッテ・ステラータ（星降る夜） ボーカル：イル・ヴォーロ
2016年4月にタチアナ・タラソワより「ぜひこの曲で滑ってほしい」とCDを贈られたことからエキシビションに用いられた。平昌オリンピックでは、2018年2月25日に江陵アイスアリーナで行われたエキシビション後、Amazonのデジタル配信チャートで前日比4,932パーセントアップを記録。配信チャートでも前日比3,000％のダウンロードとなり、CDにもオーダーが殺到し品切れ状態となった。イタリア語で「満天の星」を意味する曲だが、被災時の停電の中で見上げた星の輝きに希望を見出したことを思い出す、特別な曲だと明かしている。

## スポンサー

### 所属契約
- ANA（2013年[912] - 2023年）[913]

### ブランドアンバサダー・アドバイザリー・サポート契約
- P＆G（2014年 - 2019年6月[914]、2021年11月 - ）
- カプコン（2014年 - 2015年）[915]
- ロッテ（2014年 - 2022年）[916][917][918]
- ファイテン（2014年12月 - ）[919][920]
- 日本赤十字社（2015年 - 2017年）[921][922]
- 東京西川（2015年3月 - ）[923][924]
- 味の素（2014年 - ）[925][926]
- バスクリン（2015年2月20日 - ）[927]
- KOSE（2019年3月14日 - ）[928][929][930]
- CITIZEN ｢中国」（2019年8月22日 - ）[931]
- 国際パラリンピック委員会「公式ゲーム」（2021年6月24日 - ）[932]
- 東和薬品（2021年10月4日 - ）[933][934]
- 東京西川「中国」（2023年5月 - ）[935]
- GUCCI（2024年3月 - ）[936]
- ハイアール（2024年11月 - ）[937]
- アクア（2024年11月 - ）[938]